# 笑っていいとも!過去のコーナー一覧
『笑っていいとも!過去のコーナー一覧』（わらっていいとも!かこのコーナーいちらん）とは、フジテレビ系列のバラエティ番組・トーク番組である『森田一義アワー 笑っていいとも!』の番組内で、過去に行われていた「過去の日替わりコーナー」「特別企画」「緊急企画」「全曜日横断企画」「曜日対抗いいともCUP」などについてまとめて記載する。

## 過去の日替わりコーナー
- 番組開始期～1995年9月までは、各コーナーごとにレギュラー出演者が大幅に異なっていた為、コーナー出演者を記載する。

### 月曜日

#### 1980年代
| 期間                   | コーナー名                                           | コーナー説明 | コーナー出演者                           |
| ---------------------- | ---------------------------------------------------- | --- | ---------------------------------------- |
| 1982.10.4 - 1984.3     | タモリの世界の料理                                   | コックに扮したタモリとアシスタントの斉藤ゆう子が料理を行う。                                                                              | タモリ斉藤ゆう子                         |
| 1982.10.4 - 1983..     | ふんいき劇場 タモリ＋1 ↓ ふんいきカモカモ            | タモリと坂本あきらによる即興劇。 | タモリ坂本あきら                         |
| 1982.10.4 - 1984.3     | タモリの試食の部屋                                   | タモリが「世界の料理」で作った料理を食べながら、トーク。                                                                                  | タモリ                                   |
| 1983.10. - 1984.3      | 電話でニャンニャン                                   | | タモリ                                   |
| 1984.4.2 - 9.24        | 60歳からの英会話                                     | | タモリアダ・マウロ                       |
| 1984.. - ..            | 森健を幸福にしよう                                   | | タモリ森田健作                           |
| 1984.10.1 - 1985..     | おしゃべり人類学                                     | | タモリ三田寛子                           |
| 1984.10.1 - 1985..     | なんでなんでニュース                                 | | タモリ                                   |
| 1984.10.1 - 1985..     | 奥さま勝ち抜き腕相撲                                 | | タモリ                                   |
| 1985.4.1 - ..          | めざせハリウッド                                     | | タモリ小林克也                           |
| 1985.10.7 - 11.11      | おじさまたちの花園                                   | | タモリ                                   |
| 1985.11.18 - 1987.9.28 | 寛子の おかし大好き                                  | | 三田寛子タモリ                           |
| 1986.3.31 - 1987.3.    | クイズ わたし ハラんでます                           | | せんだみつお                             |
| 1986.3.31 - 1987.3.    | 奥様伝言板                                           | |                                          |
| 1986.10. - 1987.3.     | ゲーム 13日の月曜日                                  | | 渡辺正行                                 |
| 1987.4. - 9.28         | タモさんナベちゃんの 肥満体からの脱出                | | タモリ渡辺正行                           |
| 1987.. - 9.28          | 怒って怒って大合戦! あなたもわたしも プン!プン!プン! | | 渡辺正行                                 |
| 1987.10.5 - 1988..     | ナベシマの ちゃんとやろうよ                          | | タモリ渡辺正行島崎俊郎                   |
| 1987.10.5 - 1988.9.26  | タモさん勉さん ガハハ塾                              | | タモリ和田勉                             |
| 1987.10.5 - 1989..     | 芸能人 クリソツ展覧会                                | | タモリ                                   |
| 1988.10.3 - 1989.9.25  | コラナベ! 縁側放談                                   | 杉・渡辺が当時の若手女性タレントとトークするコーナー                                                                                      | 渡辺正行杉兵助                           |
| 1988.10.3 - 1989.9.25  | Mr.レディー Mr.タモキンの輪                          | 毎週、Mr.レディー（ニューハーフ）を紹介するコーナー。『テレフォンショッキング』同様に放送日ごとのカレンダーパネルと顔写真が置かれていた。 | タモリ関根勤                             |
| 1989.10.2 - 1990.9.24  | くるならこい!                                        | | 関根勤ダウンタウン                       |
| 1989.10.2 - 1990.1.8   | マジックイズ                                         | | タモリ森口博子吉沢秋絵                   |
| 1989.10.2 - 1990.9.24  | Well Talk ~どっちにつくか⁉~                          | 毎回一つのテーマに沿って、賛成派か反対派に別れて討論するコーナー。                                                                        | タモリ関根勤ダウンタウン森口博子吉沢秋絵 |

#### 1990年代 （1990～1995年9月）
| 期間                 | コーナー名                                               | コーナー説明 | コーナー出演者                                                                     |
| -------------------- | -------------------------------------------------------- | --- | ---------------------------------------------------------------------------------- |
| 1990.1.15 - 9.24     | タモリンの 死語の世界                                    | 毎週、一つの死語について取り上げる。まず最初に、森口と吉沢が死語を使って例文を作成し、その後タモリがその死語の意味や語源について解説。 | タモリ森口博子吉沢秋絵                                                             |
| 1990.10.1 - 12.24    | 世にもぶきみな物語                                       | | タモリ吉田ぶきみ                                                                   |
| 1990.10.1 - 1991.9.. | 負けて堪るか 平成 三本勝負 ↓ 新･負けてたまるか! 三本勝負 | | タモリダウンタウン                                                                 |
| 1991.1.14 - ...      | 亜土ちゃんの コレなアーんだ                              | | タモリ関根勤                                                                       |
| 1991.. - .9..        | 言ってスッキリ こたえてピョン                            | | タモリ                                                                             |
| 1991.10.7 - 1992.9.. | 私、新聞・雑誌に出たことあります                         | | タモリウッチャンナンチャン                                                         |
| 1992.2.3 - 1993.3..  | ウッチャン女を探せ!!                                     | | 内村光良（ウッチャンナンチャン）タモリ、 南原清隆（ウッチャンナンチャン）、 関根勤 |
| 1992.. - 9..         | リトルトランプマン ショー                                | | 関根勤タモリ、 ウッチャンナンチャン、 ルー大柴                                     |
| 1992.10. - 1993.3.29 | KAGEKIに挑戦!                                            | | タモリ志茂田景樹、 ウッチャンナンチャン、 羽野晶紀                                 |
| 1993.4.5 - 5.17      | どんなイミダズ                                           | | タモリトミーズ                                                                     |
| 1993.4.5 - 5.17      | タモリグチの ヒューヒューだよ                            | | タモリ森口博子神田利則                                                             |
| 1993.5.24 - 7.12     | 応募しまショー                                           | | タモリトミーズ                                                                     |
| 1993.5.24 - .        | カーリーおばさんの 日本文化講座                          | | タモリカーリー西條                                                                 |
| 1993.10.4 - 1994.3.  | クイズ 忍者ハッタリくん                                  | | タモリ                                                                             |
| 1993.10.4 - 10.25    | キャプション大魔王                                       | | タモリ                                                                             |
| 1993.11.1 - 1994.3.  | あいま意味⁉                                              | | タモリ                                                                             |
| 1993.12.6 - 1994.3.  | 輝け! なんでも選手権                                     | | タモリ森口博子清水圭                                                               |
| 1994.1.10 - 3.       | 定番!素直にドン                                          | | タモリ                                                                             |
| 1994.2.14 - 3.28     | 恋のキューピッド ピークでアタック                        | | タモリ                                                                             |
| 1994.4.4 - 6.20      | 年齢当てコンテスト リターンズ                            | | タモリ                                                                             |
| 1994.4.4 - 9.26      | もう誰も笑わなくなった オヤジギャグアワー                | | タモリ                                                                             |
| 1994.6.27 - 9.       | クイズ! ファソラシドン                                   | | 関根勤                                                                             |
| 1994.4. - ..         | 寿司アンルーレット                                       | | タモリ                                                                             |
| 1994.10.3 - 1995..   | 早押し 目指せ!マダンナ                                   | | タモリ                                                                             |
| 1994.10.3 - 95..     | 一文字意味言う之介                                       | | タモリ                                                                             |
| 1994.. - 95..        | 勝ち抜き 赤ちゃんオヤジ顔 選手権                         | | タモリ                                                                             |
| 1995.4. - 9..        | クイズ日本の謎って謎って～                               | | タモリ                                                                             |
| 1995.4.3 - 9..       | ナイス・バディ・トーク                                   | | タモリ                                                                             |
| 1995.. - 9..         | キミこそアルタの王様だ！                                 | | タモリ                                                                             |
| 1995.8.28 - 9.25     | アルタ系 お客様の常識                                    | | タモリ                                                                             |
| 1995.. - ..          | 声マネさん いらっしゃい！                                | | タモリ                                                                             |

#### 1990年代 （1995年10月～1999年）
| 期間                  | コーナー名                                                                          | コーナー説明 | コーナー司会         |
| --------------------- | ----------------------------------------------------------------------------------- | --- | -------------------- |
| 1995.10. - 96年上半期 | 新婚さん ホントに きちゃったの⁉                                                     | | タモリ関根勤加藤紀子 |
| 1995.10. - 1996.3.    | 恥ずチー選手権                                                                      | | タモリ関根勤森脇健児 |
| 1996.4.1. - 10.       | ミラクル3                                                                           | | タモリ               |
| 1996.4.1 - ..         | クイズ 月曜ドラムランド                                                             | | タモリ               |
| 1996.7.15 - 1997.3.24 | 真夏 ↓ 恐怖のドカン大作戦                                                           | 一人が親になり出てくるテーマに関するいくつかの言葉から１つを選ぶ。残った子は、親の答えを引かないように選んでいく。子が親の答えを選ぶとドカン。ドカンすると、青汁を飲まなくてはならない。また最後まで誰も親の答えを選ばなかった場合は親の負けになり、親はジョッキ１杯の青汁を飲まなくてはならない。当初は夏限定のコーナーだったが、あまりにも好評だったためレギュラーコーナーになった。 1997年4月以降は、火曜日に移動。                                                                                 | タモリ               |
| 1996. - ..            | 慎吾のベトナム日記                                                                  | | タモリ               |
| 1996.10. - 97..       | 一文字違えば有名人                                                                  | | タモリ               |
| 1996.10. - 97..       | 月1グランプリ                                                                       | | タモリ               |
| 1996.10. - 97.3.      | なんでもデザイナーズ                                                                | | タモリ               |
| 1997.3.31 - 9.29      | この人いいひと                                                                      | | 草彅剛               |
| 1997.3.31 - 4.14      | ギャップスペシャル 美人ママコンテスト                                               | | タモリ               |
| 1997.3.31 - 7.        | クイズパビリオン どんどん抜けなきゃ!                                                | | タモリ               |
| 1997.4.21 - 1998.8.17 | 真っ赤な本当                                                                        | ゲストにちなんだテーマ（趣味・食べられないもの・思い出の品など）に関するものがいくつか登場するが、１つは本物、残りは全てうそのもので、ゲストはうまく解答者をだます。見事全員だますことができるとゲストの希望賞品をプレゼント。１人でも正解者が出ると賞品はもらえない。 | タモリ               |
| 1997.10.6 - 12.15     | 東京特許キョキャ局                                                                  | | タモリ               |
| 1997.10.6 - 10.20     | 来年の夏まで待てない 美男美女色白コンテスト                                         | | タモリ               |
| 1998.1.12 - 6.15      | ツヨサリのダダダ大予言                                                              | | タモリ               |
| 1997.10.6 - 10.20     | 来年の夏まで待てない 美男美女色白コンテスト                                         | | タモリ               |
| 1997.10.6 - 1998.4.6  | パパどこかに連れてって!                                                             | | 関根勤               |
| 1998.4.13 - 1999.3.22 | 彼氏自慢 もうあなたしか見えない                                                     | | 関根勤               |
| 1998.6.22 - 9.21      | 剛presents 3つの間違いなんでやねん                                                  | | 草彅剛               |
| 1998.9.28 - 1999.3.22 | Mr.ビジョアル系                                                                     | ある男性有名人が女装した３枚の写真からその女装した有名人を当てる。199年4月以降は、木曜日に移動。 | タモリ               |
| 1998.9.28 - 1999.3.15 | 演技なき戦い                                                                        | | 草彅剛               |
| 1999.3.29 - 5.24      | 美味堪能ショー 驚きの一品召し上がれ!                                                | | タモリ               |
| 1999.3.29 - 4.19      | ベリアダ片仮名グランプリ                                                            | | タモリ               |
| 1999.3.29 - 2000.3.19 | アンケートタイム だんだん減らしまSHOW                                               | 観客の女性100人にタモリを含むレギュラー陣とゲストが、週替わりに出される8つのテーマを1つずつ選び（最初からテーマが固定されている場合もある）、または芸能人1組のテーマに関するアンケートをして100人（あるいは50人）から段々と順番に該当する人数を減らしていき、最終的に1桁人数に減らしていくコーナー。該当人数が0人の場合や前の人数より上の人数になる、もしくは前の人数と同じだとドボン。ドボンになってしまった人は罰ゲームとして、苦い「茹苦茶（ぐうくうちゃ）」を飲む。2000年4月以降は、金曜日に移動。 | 香取慎吾             |
| 1999.5.3 - 5.17       | ゴールデンウィーク特別企画 似てない兄弟コンテスト → クイズ兄弟ポーカー              | | 極楽とんぼ           |
| 1999.5.24 - 9.6       | インパクト兄弟選手権 → 夏休み特別企画 超インパクト兄弟選手権 → インパクト兄弟選手権 | | 極楽とんぼ           |
| 1999.5.31 - 6.28      | 今日の慎吾は何だろな                                                                | | タモリ               |
| 1999.7.5 - 9.6        | テレフォンゲストに これだけは聞きたい                                               | | タモリ               |
| 1999.9.13 - 9.27      | 今日のジングルをつくろう!!                                                          | | タモリ               |
| 1999.9.13 - 00..      | ビフォーアフターコンテスト                                                          | | 極楽とんぼ           |
| 1999.10.4 - 00.1.10   | 祝ワールドカップバレー記念 クイズ2ｍは誰だ→クイズ2ｍは誰だ                          | | タモリ               |

#### 2000年代
| 期間                                    | コーナー名                                                                                             | コーナー説明 | コーナー司会                                                   |
| --------------------------------------- | --- | --- | -------------------------------------------------------------- |
| 2000.1.24、2.7 - 3.27                   | １週間の始まりだ！ 声を出していこう ↓ 21世紀の早口言葉に挑戦 ↓ 21世紀の早口言葉に挑戦 池上季実子ゲーム | | タモリ                                                         |
| 2000.4.3 - 9.25                         | ナゾＱフェスティバル                                                                                   | | タモリ                                                         |
| 2000.4.3 - 2002.9.23                    | ザ・定番ショー                                                                                         | タモリチームと柴田チーム（2002年4月より加藤チーム）に分かれて、あるテーマについて、世間の「定番」であろう答えを発表する。チーム内で同じ答えが出ると数に応じてポイントが入り、ポイントの多いチームの勝利となる。司会の香取は「クイズ世界はSHOW by ショーバイ!!」での店長・逸見政孝の決めセリフ「さあみんなで考えよう!」を言う。祭典スペシャルではタモリが言っていた。2002年10月以降は火曜日に移動。 | 香取慎吾 （SMAP）                                              |
| 2000.10.2 - 2001.3.26                   | 世界の料理いただきます                                                                                 | | タモリ                                                         |
| 2000.10.2 - 2001.4.2                    | すばらしい20世紀遺産                                                                                   | | 極楽とんぼ                                                     |
| 2000.11.20                              | 特別企画 監督にあれこれ聞いてみよう!                                                                   | | タモリ                                                         |
| 2001.1.8                                | ビフォーアフターコンテスト大復活祭!!                                                                   | | 加藤浩次 （極楽とんぼ）橋田壽賀子                              |
| 2001.2.12                               | ビフォーアフターコンテスト 祝日スペシャル                                                              | | 加藤浩次 （極楽とんぼ）                                        |
| 2001.3.4 - 5.28                         | マジっすか!?人間コンテスト                                                                             | | タモリ加藤浩次 （極楽とんぼ）                                  |
| 2001.5.14                               | マジっすか!? 緊急企画! 極楽加藤禁煙スペシャル                                                          | | タモリ                                                         |
| 2001.4.23 - 7.9                         | 心理 ぬり絵でGO                                                                                        | | 柴田理恵山本圭壱 （極楽とんぼ）                                |
| 2001.6.4 - 9.24                         | お名前クイズ 三択の女王                                                                                | | タモリ                                                         |
| 2001.7.16 - 8.27、12.24‐2002.1.7        | 似顔絵マスター コンテスト                                                                              | ある著名人の画を素人に書いてきてもらい披露しレギュラー陣が判定コーナー。 | タモリ                                                         |
| 2001.9.3 - 10.29                        | いいともラッピング工房                                                                                 | | 柴田理恵加藤浩次 （極楽とんぼ）                                |
| 2001.9.24                               | ビフォーアフターコンテスト プチ整形スペシャル                                                          | | 柴田理恵山本圭壱 （極楽とんぼ）                                |
| 2001.10.1 - 2002.3.25                   | 白魔術                                                                                                 | ある法則によるクイズをレギュラー陣が答えるコーナー。 | タモリ                                                         |
| 2001.11.19 - 2002.3.25                  | 開運部屋 チェック                                                                                      | ある有名人の自宅の間取りを見て開運アドバイザーにアドバイスを解説してもらうコーナー。 | タモリ                                                         |
| 2002.2.11                               | 受験シーズン到来 マジっすか!?スペシャル                                                                | | タモリ加藤浩次 （極楽とんぼ）                                  |
| 2002.2.11                               | 特別企画 節子の部屋                                                                                    | | タモリ                                                         |
| 2002.3.25 ‐4.1                          | ビフォー・アフターコンテスト あの人は今!?いいともスペシャル                                            | | 極楽とんぼ                                                     |
| 2002.4.1 - 9.23                         | 大脱出!                                                                                                | レギュラー陣がおりの中に入り、言葉が数ヶ所抜けている所に言葉を入れて完成させ、おりから脱出するコーナー。商品名や形容詞の言葉は使ってはいけない。夏期には、コーナー名が真夏の大脱出!となり、言葉を2個答える必要があった。例：?んで? | タモリ                                                         |
| 2002.4.8 - 4.22                         | 和泉節子でございます                                                                                   | | タモリ                                                         |
| 2002.5.13 - 7.15                        | 行列ができるお悩み相談SHOW                                                                             | | 加藤浩次 （極楽とんぼ）                                        |
| 2002.6.10                               | 緊急企画 ワールドカップロシア戦 観戦スペシャル                                                         | | タモリ                                                         |
| 2002.7.29 - 9.23、                      | 逆転ブラザーコンテスト                                                                                 | | 極楽とんぼ                                                     |
| 2002.9.30 - 2003.2.10                   | 歌って 大脱出!                                                                                         | レギュラー陣がおりの中に入り、テーマに纏わる歌詞の一部分を歌って答えるコーナー。最後まで残ったレギュラー陣は、童謡ぞうさんを歌わなければならない。 | タモリ                                                         |
| 2002.9.30 - 2003.3.24                   | 関係者事情聴取 犯人は誰だ!!                                                                            | ゲストの珍エピソードを元に誰がゲストかを当てる。火曜日より移動。 | 香取慎吾 （SMAP）                                              |
| 2002.9.30 - 12.9                        | 博士に聞いてみよう へぇ～!                                                                             | | 勝俣州和                                                       |
| 2003.1.20 - 3.24                        | なるほどクイズ! はったりアカデミー                                                                     | | 勝俣州和                                                       |
| 2003.2.17 - 3.24                        | ランチタイムは 客まかせ                                                                                | 月曜レギュラー陣が当たりかハズレか食事をするコーナー。 | タモリ                                                         |
| 2003.3.31 - 10.27                       | 体験せずにはいられない                                                                                 | | タモリ                                                         |
| 2003.3.31 - 2004.8.23                   | ゲストは 大事なお客様                                                                                  | このコーナーの秘ゲストをレギュラー陣が当てるコーナー。毎回候補の芸能人が数人挙げられ、各エピソードごとに当てはまらないと思われる芸能人を一人ずつ消去していく。最終的にゲストのみを残すことを目指す。 | 香取慎吾 （SMAP）                                              |
| 2003.3.31 - 2004.8.23                   | 見た目にダマされるな! 利き人間番付                                                                     | | タモリ                                                         |
| 2003.7.14 - 9.22                        | ウチの娘は世界一！ やったぜ父ちゃんグランプリ                                                          | | 加藤浩次 （極楽とんぼ）                                        |
| 2003.9.29 - 2004.3.29                   | 彼氏が彼女に 着替えたら                                                                                | 素人カップルが彼氏が彼女に女装しレギュラー陣が判定するコーナー。2003年11月3日の祝日には、芸能人スペシャルが行われた。 | タモリ                                                         |
| 2003.11.10                              | 緊急企画 おめでとう良純パパ                                                                            | | タモリ                                                         |
| 2003.11.17 - 2004.3.29                  | 共感せずにはいられない                                                                                 | 森田苑と香取林に分かれあるテーマに関して観客に共感してもらえる答えを考える。 | 勝俣州和                                                       |
| 2003.12.15                              | 冬休み特別企画 彼氏が彼女に着替えたら 恋人募集スペシャル                                               | 素人カップルが彼氏が彼女に女装しレギュラー陣が判定するコーナー。 | タモリ                                                         |
| 2004.4.5 - 4.12                         | 完全決着! 慎吾VSゴリ                                                                                   | 香取慎吾とガレッジセールゴリがさまざまなゲームで勝負するコーナー。司会はタモリとガレッジセール川田広樹。 | タモリ川田広樹（ガレッジセール）                               |
| 2004.4.5 - 9.27                         | 共感 ディクショナリー ↓ いいとも ディクショナリー                                                      | 森田苑と香取林に分かれある単語を分かりやすく説明する例えなどを示し、観客にどれだけ共感してもらえる決める。 | 勝俣州和                                                       |
| 2004.4.19 - 7.12                        | 変身戦隊 イケテンジャー                                                                                | 5人の素人の幼い頃の写真を見て現在の姿を披露するコーナー。 | タモリ                                                         |
| 2004.7.19 - 8.30                        | 彼氏が彼女に 着替えたら                                                                                | 2003年9月29日から2004年3月まで行われた同コーナーが復活。素人カップルが彼氏が彼女に女装しレギュラー陣が判定するコーナー。 | タモリ                                                         |
| 2004.7.19 - 8.30                        | 彼氏が彼女に 着替えたら                                                                                | 2003年9月29日から2004年3月まで行われた同コーナーが復活。素人カップルが彼氏が彼女に女装しレギュラー陣が判定するコーナー。 | タモリ                                                         |
| 2004.8.2                                | 緊急企画 月曜レギュラー ほんとにあった怖い話                                                           | | タモリ                                                         |
| 2004.8.30-2005.3.28                     | 勘違いは誰だ Mr.ニックネーム                                                                           | ゲストが月曜レギュラー陣1人1人にニックネームを付けレギュラー陣は自分はどのようなニックネームなのかを当てるコーナー。 | 香取慎吾 （SMAP）                                              |
| 2004.9.6 ‐9.27                          | 夏バテさんいらっしゃ～い!!                                                                             | | タモリ川田広樹（ガレッジセール）                               |
| 2004.10.4 - 12.13                       | めざせ!パーフェクト 記憶6チャレンジ                                                                    | 月曜レギュラー陣が6つ記憶して答えていくコーナー。全員正解すると観覧者に豪華商品がプレゼントされる。 | タモリ                                                         |
| 2004.10.4 - 12.13                       | 勝ち組カタログ 独身セレブをさがせ                                                                      | | タモリ                                                         |
| 2004.12.20 - 2005.2.28                  | 慎吾 HIGH&LOW                                                                                          | 香取慎吾（SMAP）と年齢と顔にギャップのある素人が登場しその素人の年齢をレギュラー陣当てるコーナー。 | タモリ                                                         |
| 2005.1.10                               | 成人の日特別企画 S59からやって来た! ○○成人                                                             | | タモリ                                                         |
| 2005.1.24 - 8.22                        | 個性爆発! バラバラチョイス                                                                             | あるテーマであ他の人と被らない答えを出していくゲーム。途中からは用意された選択肢の中から選ぶ方式になり、食べ物をテーマとしている場合被らなければその食べ物を食べて良いという内容になった。 | ゴリ (ガレッジセール) 相川梨絵（当時フジテレビアナウンサー）   |
| 2005.3.7 - 2005.3.28                    | 年齢ギャップ HIGH&LOW                                                                                  | 月曜レギュラー陣と年齢と顔にギャップのある素人が登場しその素人の年齢をレギュラー陣当てるコーナー。 | タモリ                                                         |
| 2005.4.4 - 6.20                         | ほんとにあったこんな着信 YouGot駄メール                                                                | | タモリ                                                         |
| 2005.4.4 - 7.25                         | ドッキドキ記者会見 それには私が答えます ↓ 上手なウソをつきまショー それには私が答えます                | | 香取慎吾 （SMAP）                                              |
| 2005.6.27                               | お台場引越記念 いいとも!お宝How much!                                                                  | | タモリ 戸部洋子（当時フジテレビアナウンサー）                  |
| 2005.7.4 - 9.26                         | 並べ替えクイズ 年齢ギャップブラザーズ                                                                  | | タモリ 戸部洋子（当時フジテレビアナウンサー）                  |
| 2005.8.1 - 2007.9.                      | ランキングバトル めざせ!ぴったり21                                                                     | タモリチームと勝俣チームに分かれさまざまなテーマの順位を足した数が21に近い方が勝利。 | 香取慎吾 （SMAP）                                              |
| 2005.10.3 - 11.7                        | パッと見てgood! 若見え奥様コレクション                                                                 | | タモリ戸部洋子 （当時フジテレビアナウンサー）                  |
| 2005.10.3 - 2006.3.27                   | 川ちゃんが法律 オレがルールだぁ～!!                                                                    | | ゴリ （ガレッジセール）戸部洋子 （当時フジテレビアナウンサー） |
| 2005.11.14 - 11.28                      | 若見えおばあちゃんを探せ!                                                                              | | タモリ戸部洋子 （当時フジテレビアナウンサー）                  |
| 2005.12.5 - 2006.3.27、2007.7.23 - 9.24 | チャンスがアルタ!! 金のたまごクラブ                                                                    | 紹介者が登場した後、ブラインド越しにお笑い芸人がネタを見せ、もう一度見たいと思ったらレギュラーが札を挙げ、挙げた数×10秒再びネタを見られる。このコーナーは、2005年12月から2006年3月まで放送された後、2006年4月から9月まで「インパクト!」として月曜深夜にレギュラー放送された。レギュラー放送終了後から約10か月後の2007年7月にコーナーが復活、9月からは『増刊号』で放送された。オリエンタルラジオ（いいとも!のみ）、オードリー、髭男爵、くまだまさし などが登場した。 | タモリ戸部洋子 （当時フジテレビアナウンサー）                  |
| 2006.4.3                                | 緊急企画 チエコとチリコに人生いろいろ                                                                  | | タモリ戸部洋子 （当時フジテレビアナウンサー）                  |
| 2006.4.3 - 5.29                         | いぶし銀ギン☆シアター☆                                                                                 | | タモリ                                                         |
| 2006.4.10 - 6.5                         | 「カッコ」cawaii コレクション                                                                          | | タモリ戸部洋子 （当時フジテレビアナウンサー）                  |
| 2006.6.5 - 2007.7.23                    | ギリギリヒント 当たっちゃドラムカン                                                                    | | 勝俣州和                                                       |
| 2006.4.10 - 6.5                         | FIFAワールドカップ特別記念 がんばれ!ニッポン いいともサッカー通No.1は誰でショー                        | | タモリ                                                         |
| 2006.4.10 - 6.5                         | ウチの子サイコー! チビッコ一芸広場                                                                     | | タモリ戸部洋子 （当時フジテレビアナウンサー）                  |
| 2006.10.2                               | 緊急企画 劇団ひとりと仲良くしまショー!                                                                 | | タモリ                                                         |
| 2006.10.9 - 10.23                       | 思い出トレード 夢のわらしべ☆セレブ                                                                     | | タモリ                                                         |
| 2006.10.30 - 12.4                       | 同学年は誰だ!? カトリとひとりとあと1人                                                                 | | タモリ                                                         |
| 2006.12.11 - 2007.3.26                  | 新郎は誰だ!? 千里子のもしもウエディング                                                                | | タモリ戸部洋子 （当時フジテレビアナウンサー）                  |
| 2007.1.29                               | 緊急企画 トリオ・ザ・バースデー                                                                        | | タモリ戸部洋子 （当時フジテレビアナウンサー）                  |
| 2007.3.19                               | 新婦は誰だ!? ひとりのもしもウエディング                                                                | | タモリ戸部洋子 （当時フジテレビアナウンサー）                  |
| 2007.4.2 - 6.25                         | 君の名は!? もりたかしずよ                                                                              | 秘密ゲストの名前がひらがなで順番がバラバラになっているので1文字ずつ紹介しそれを並べ替えてゲストを当てるコーナー。 | タモリ                                                         |
| 2007.7.2 - 7.9                          | とびだせ! 団塊スター誕生!                                                                              | 団塊世代の素人に何か自慢の事を披露してもらいレギュラー陣が判定するコーナー。 | タモリ                                                         |
| 2007.10.1 - 2008.3.24                   | ウソペラ合唱団                                                                                         | レギュラー陣がくじ引きで決めた順番にひとつの歌を歌い、その中の誰が嘘のフレーズ（歌詞）を歌っているかを観客が多数決で当てる。見事当てた場合、観客にいいともロゴ入り「誤魔菓子」（胡麻煎餅）が配られる。コーナー発案者は渡辺鐘。 | タモリ                                                         |
| 2007.10.1 - 2008.6.30                   | ドンぴしゃ! プライベート算                                                                             | タモリチームと勝俣チームに分かれて、相手チーム一人ひとりに関する数字（例：年齢）を足した数の合計を当てる。略して「プラ算」。誤差の少ないチームが勝利。2008年1月28日、タモリチームがコーナー初のパーフェクトを達成（この1年誕生日プレゼントをした数）した。 | 香取慎吾 （SMAP）                                              |
| 2007.10.1 - 10.22                       | 過剰演技コロッセウム                                                                                   | | ほしのあき                                                     |
| 2007.11.5 - 2008.3.24                   | クイズ! 日本のしきたり                                                                                 | 古くから伝わる日本の文化、しきたりに関する問題にレギュラー陣とゲストが答える。コーナー司会は劇団ひとり（謎の中国人『ウォンさん』に扮している）。時間の都合上、本問題にいく前にコーナーが終わってしまうことがある。 | 劇団ひとり                                                     |
| 2008.3.31 - 4.28                        | 残りものには 福がない!                                                                                 | 毎回登場する食材を1回につき最大3個まで順番に食べていくゲーム。最後の1個にあたった場合は、ワサビ盛りを食べなければならない。また、3分以内に最後の1個に到達しなければ、全員がワサビ盛りを食べなければならない。 コーナー発案者は当時月曜日の構成に係わっていた渡辺鐘（世界のナベアツ、現：桂三度）。 | タモリ                                                         |
| 2008.3.31 -9.22                         | 女の常識 ＝男の非常識                                                                                  | 女性（アルタの女性観覧者）がどのように考えているのか、男性レギュラー陣が予想する。コーナー開始当初はトップ10全てを当てる方式だったが時間がかかるため、しばらくして最も得票数の多かった回答とほしのが同感した回答のみに限定された。2008年7月21日から8月25日は、夏休み特別企画「女子高生の常識=大人の非常識」、同年9月15日は、敬老の日特別企画「女子高生の常識=大人の非常識」として放送。 | タモリほしのあき                                               |
| 2008.3.31 -9.22                         | こどもの日特別企画 こどもの自分にありがとう                                                            | | タモリ                                                         |
| 2008.5.12 - 6.2                         | 朝獲れバンバン                                                                                         | 毎回、日本各地で朝獲れた食材をかけて月曜レギュラー陣がゲームに挑戦。「曜日対抗いいとも!選手権」で行われたゲームをアレンジしたもので、台が4つ一列に並んでいる上のボールをバウンドさせ最後の箱に入れ、ボールが箱に入ったら全員、以下、台が遠い順に5、3、2、1人が賞品を食べられる。 | タモリ                                                         |
| 2008.6.9                                | 緊急企画 DAIGOの常識＝みんなの非常識                                                                   | | タモリ                                                         |
| 2008.6.16 - 7.7                         | 満場一致! 月曜番長                                                                                     | 月曜レギュラーの中で、お題のテーマに対して1番ふさわしい人（番長）を選び、選出した理由や観客の反応から予想して全員の意見を揃える。2回回答できる。 | タモリ                                                         |
| 2008.7.7 - 9.22                         | ドンぴしゃ! プライベート算 SEASON II（ツー）                                                           | 2008年6月30日までの「ドンぴしゃ! プライベート算」がリニューアルされたコーナー。略して「プラツー」。タモリチームとゲストチームに分かれて、相手チーム一人ひとりに関する数字（例：年齢）の数の順番を一番多い人から当てていく（前の人と数が同じ場合もセーフ）。リニューアルの理由はコーナーの目玉である「どんぴしゃ賞」（パーフェクト）が一度しか出なかったことから。 | 香取慎吾 （SMAP）                                              |
| 2008.9.29 - 11.10                       | 瞬間テンションUP ビックリMONDAY                                                                        | テンションが上がるような「ビックリさん」が登場し、どれくらいビックリしたかどうかをレギュラー陣が判定する。 | タモリ                                                         |
| 2008.9.29 - 2009.5.4                    | ランキングバトル めざせ!ぴったり21                                                                     | 2007年9月まで放送されていた同名のコーナーが復活。ランキングの順番を予想し、順位を足した数を21に近づけるチーム対抗戦（タモリ軍団と石原軍団）。21を超えるとアウト。勝ったチームには豪華商品（テーマが食品の場合、その食品が賞品である場合が多い）を贈呈。 | 香取慎吾 （SMAP）                                              |
| 2008.9.29 - 11.17                       | 電脳連想ゲーム 森田検索                                                                                | テーマから連想される言葉をレギュラー陣が発表し、その言葉を順に追加しながらインターネットで検索し、最後の一人で一桁を目指す（例：一人目『タモリ』、二人目『タモリ＋笑っていいとも!』）。検索ヒット数が0になるか最後の一人で一桁にならなかった場合は、罰ゲームとして「アロエ100%ジュース」を全員で飲む。 『森田検索』のタイトルは「森田健作」と検索にひっかけた。 | タモリ                                                         |
| 2008.12.1 - 12.22                       | みんなでENJOY PLAY! ちょいゲ〜                                                                         | パーティーで楽しめるようなゲームをタモリと月曜レギュラー陣が行う。 | 宮瀬茉祐子 （当時フジテレビアナウンサー）                      |
| 2009.1.5～2009.1.26                     | デタラメタレント名鑑 デタレメ                                                                          | 目の前のランプが付いた人は、言われた苗字に対し、即座に名前を言う。ただし、実際にいる有名人の名前を言うとアウト。また、他の人が言った名前はアウトになり、外国人の場合は、外国人の名前を言わなくてはならない。アウトが増えるたびに間違えた人のコップにアロエ100%ジュースが注がれ、最終的に注がれた量の多い人が罰ゲームとして飲むことになる（但しタモリもゲームに参加する）。 | タモリ 宮瀬茉祐子（フジテレビアナウンサー）                    |
| 2009.2.2                                | 特別企画 3人まとめてバースデー                                                                         | 月曜日レギュラーの2人がテーマに沿ったお買い物を事前にしており、どちらの買い物センスが良いかを会場のお客さんが判定する。また、その商品は視聴者プレゼントもされる。負けたレギュラーは、2つの商品を自腹で支払う。商品説明をするのは宮瀬茉祐子アナ。 | タモリ                                                         |
| 2009.2.9 - 3.9                          | お買い物バトル ガチンコセンス                                                                          | 月曜日レギュラーの2人がテーマに沿ったお買い物を事前にしており、どちらの買い物センスが良いかを会場のお客さんが判定する。また、その商品は視聴者プレゼントもされる。負けたレギュラーは、2つの商品を自腹で支払う。商品説明をするのは宮瀬茉祐子アナ。 | タモリ                                                         |
| 2009.2.9 - 6.1                          | イメージ直球勝負 ぶっちゃけストラックアウト                                                            | テーマのゲストにまつわるあるテーマに対し、そのゲスト本人が思う6つのイメージを予想しピッチャーのように投げその答えを当てる。1番多く当てられた人にはゲスト本人が野球ボールに書いたサインボールをプレゼント。 | ガレッジセール （川田広樹・ゴリ）                              |
| 2009.2.9 - 3.9                          | お買い物バトル ガチンコセンス                                                                          | 月曜日レギュラーの2人がテーマに沿ったお買い物を事前にしており、どちらの買い物センスが良いかを会場のお客さんが判定する。また、その商品は視聴者プレゼントもされる。負けたレギュラーは、2つの商品を自腹で支払う。商品説明をするのは宮瀬茉祐子アナ。 | タモリ                                                         |
| 2009.4.6                                | 特別企画 今日は ピッカピカの元1年生                                                                    | | タモリ                                                         |
| 2009.4.13                               | 春だ!気分一新 タンスのこやしコレクション                                                               | | タモリ                                                         |
| 2009.4.20                               | 婚カツ！特別企画 プロポーズ面接                                                                        | | タモリ                                                         |
| 2009.4.24 - 2011.1.17                   | この気持ちあるある! なりきり川柳                                                                       | 08.10.10 - 09.4.17に放送されていた『女性の気持ち分かってる!? なりきり川柳』をリニューアルしたコーナー。レギュラー陣とコーナーゲスト1 - 2人が、テーマの女性の気持ちになりきってお題のテーマにまつわる川柳を作る。それを、審査員である川柳作家（やすみりえ）が、読み手を伏せたまま川柳のみを評価し、ベスト3（出演者が多い場合はベスト5）が選ばれる。ベスト3（あるいはベスト5）に入らなかった人は、ボツ川柳としてまとめて紹介され、更に罰ゲームとして「いいとも!特製 甘ずっぱジュース」（実際には甘さはない）を飲まなければならない。 川柳を読み上げるのは金曜日で行われていた時は平井理央。月曜日移動後は椿原慶子が担当していたが、2010年10月よりテレフォンアナウンサーが日替わり制となったため、その日の担当アナウンサーが読み上げる。 2010年3月までは金曜日で開催されていたが、同年4月より月曜日の開催となった。 タモリがお題を読み上げる時、わざと読み違えて台本に目をやりながら、番組スタッフを責めるフリをする一連のやり取りが定番となっている。 また、このコーナーから金曜日時代をまとめた「恋していいとも!あるある川柳」が書籍化され、扶桑社から2010年9月17日に発売された。それに伴い同日に金曜開催を行った。 2011年1月17日の放送を最後にレギュラーとしてのコーナーは終了したが、同年3月21日の祝日スペシャルとして、更に同年8月8日 - 12日にかけて「夏休み横断企画 夏の川柳王」としても復活を遂げた。今後は不定期で開催された | タモリ                                                         |
| 2009.5.11 - 2010.2.15                   | ドキドキアンケート だんだん減らしまSHOW                                                                | 1999年3月30日から2001年3月まで2年間、月・金曜日で、2009年4月29日の水曜日で放送されていた同名のコーナーが復活した。観客の女性100人にタモリを含むレギュラー陣とゲストが、週替わりに出される8つのテーマを1つずつ選び（最初からテーマが固定されている場合もある）、または芸能人1組のテーマに関するアンケートをして100人（あるいは50人）から段々と順番に該当する人数を減らしていき、最終的に1桁人数に減らせていくコーナー。該当人数が0人の場合や前の人数より上の人数になる、もしくは前の人数と同じだとドボン。ドボンになってしまった人は罰ゲームとして、苦い「茹苦茶（ぐうくうちゃ）」を飲む。ゲストの北川景子がドボンとなり罰ゲームを受けた際には、観覧の女性100人から気持ち悪いモノを見るかのような悲鳴が起こった。毎週、いいとも少女隊のナオミが茹苦茶の紹介の際に試飲している。 | 香取慎吾 （SMAP）                                              |
| 2009.8.3 - 9.21                         | ウチの子最高 プチ芸チビッコランド                                                                      | お笑いネタ、モノマネ、有名人のそっくりさんなど面白いプチ芸を持ったチビッコが自慢のプチ芸を披露し、レギュラー陣は何番のチビッコのプチ芸が良かったか判定し、見事チャンピオンに認定されたチビッコにはゲーム機Wii本体&ゲームソフトWii Sports Resortを贈呈。また、出場者全員にオリジナル図書カードを贈呈。当初は夏休み特別企画の予定だったが、対象を未就学児に限定して9月まで実施された。また、9月28日は月曜レギュラーを対象に「ウチの子最高 プチ芸レギュラーランド」として実施した。 | タモリ                                                         |
| 2009.8.10 - 17                          | 人生これでまるわかり 手相ってそうなの?                                                                 | あるテーマについてタモリを含む月曜レギュラー陣の手相を1 - 最下位までのランキングで発表する。なお、ランキングは2 - 6位を先に発表し1位と最下位のみ最後に発表。手相の解説をするのは島田秀平。 | タモリ                                                         |
| 2009.9.7 - 28                           | 出た目で勝負! モンダイス                                                                               | あるテーマが2チームの代表者各1人だけに発表され、先攻後攻のじゃんけんの後、代表者がサイコロを振り、出た数（文字数）で代表者が答えに関連する言葉を言い、他の2チームのメンバーがあるテーマの答えを推測するコーナー。 | タモリ                                                         |
| 2009.10.5 - 2010.3.29                   | ホントに 来てくれるかな? ○○すぎるっ! ホニャララさん                                                    | 毎週「○○すぎるっ! ホニャララさん」を設定し、テーマに該当する一般人を募集する。次週のテーマとして「ホニャララさん」の部分が与えられ、それに基づいてレギュラー陣があらかじめ考えた「○○すぎる」の部分をエンディングで紹介し、その中から次週のテーマを決定する。出場者には「甘すぎるメロン」が贈呈される。また、毎週募集しているが、テーマに該当する一般人が1人もスタジオに来ない場合がある。10.2.15から誰も来なかったら、以前に巨漢すぎるマジシャンで登場したからくりどーるが緊急でスタジオに登場し実際にマジックをしてくれる体制となった。 | タモリ                                                         |
| 2009.10.5 - 2010.1.25                   | 芸能人できる? できない? 分けまチョイス                                                                 | 1人の芸能人にスポットを当て、6つのある事柄が提示されるので、タモリチームと亮チームが先攻後攻のじゃんけんの後、「できる?」or「できない?」を予想して答えていくチーム対抗戦。 | 田村淳 （ロンドンブーツ1号2号）                                |

#### 2010年代
| 期間                        | コーナー名 | コーナー説明 | コーナー司会                                                              |
| --------------------------- | --- | --- | ------------------------------------------------------------------------- |
| 2010.2.1 - 3.29             | 知って得する? せま〜い博士の発表会 | ある狭い範囲の事について研究している博士、略して「せまハカ」さんに登場してもらい、研究結果などについてお話を聞いたりその事に関するクイズが出題され、タモリを含むレギュラー陣が答える。 | 田村淳 （ロンドンブーツ1号2号）                                           |
| 2010.2.22 - 3.29            | エスカレータークイズ 上げていきまSHOW! | あるランキングの順位を下位から上位に上げてタモリを含むレギュラー陣とコーナーゲストが1人ずつ選んで当てていく。全員が前の人より上げられたらクリアである。そこで、ドボンすると「新陳代謝が上がる上げ汁」を飲む事になる。毎週、いいとも少女隊のナオミが香取の「新陳代謝が上がる上げ汁」の紹介の際に香取に強引に試飲されている。 | 香取慎吾 （SMAP）                                                         |
| 2010.2.13 - 7.19            | ウチのショップの 王子様 ショップリ | ショップの男性店員の王子（プリンス）が推薦者の紹介で毎回3〜4組が登場し、タモリを含むレギュラー陣はショップリの称号にふさわしい人を選ぶ。2010年2〜3月までは金曜日で開催されていたが、同年4月より月曜日の開催となった。称号に選ばれたショップリには金一封と春日のベスト（月曜日開催以降は王冠）が贈呈される。5月31日と6月7日放送分にて紹介者の副島淳が連続優勝し、6月14日放送分ではゲスト審査員を、6月21日放送分以降では田村亮に代わりアシスタントを務めた。また、5月10日放送分には木村拓哉が、7月19日放送分では松本潤が共に当日スタートする主演月9ドラマの番宣でショップリとして役名で登場した（もちろん、審査対象には含まれない）。 | オードリー （若林正恭・春日俊彰） ↓ 田村淳 （ロンドンブーツ1号2号）副島淳 |
| 2010.4.5 - 9.27             | 芸術は偉大だ! あーと驚く美術館 | 学芸員に扮した各ペアチーム（タモリ・椿原アナウンサーチーム、田村淳・ゲストチーム、田村亮・ベッキーチーム、石原良純・劇団ひとりチーム）にそれぞれのチームに配られる絵画のタイトル5作品（1チーム少ないため、事実上、1枚がハズレである）がどの絵のタイトルなのかを選び、全チームが絵とタイトルを見事一致する事ができたらクリアでパリにペアでご招待という豪華賞品が贈呈されるが、全問正解後に招待されるのは毎回本当のパリではないため詐欺である。ただし、2010年7月26日放送分からは、実在する旅行会社の女性が登場した。なお、絵画の作品紹介は川野良子（フジテレビアナウンサー）が行っていた。しかし、アルカイダ関連の事件でパリが問題になったため中断している。いずれは復活する見通しである。 | 香取慎吾 （SMAP）                                                         |
| 2010.9.6 - 11.1             | いいともブロードウェイ オープニングダンサー オーディション | ダンサーグループ達が4組程度登場し、オリジナルダンスを披露する。タモリを含むレギュラー陣は審査員となって、挑戦者が登場する度に「チャンピオン」or「挑戦者」で判定する。同票の場合はタモリ基準で決定される。最終的にチャンピオンになった人（グループ）には翌週月曜日（のみ）のオープニングでオープニングダンスをいいともAD隊と踊れる権利が与えられた。 10月25日放送分ではこの日ゲストで来ていたピースが挑戦者名義で登場した。 | 田村淳 （ロンドンブーツ1号2号）                                           |
| 2010.10.4 - 12.27           | コレが私の3段階 | 各ペア4組（石原・劇団チームのみ固定。他の3チーム（森田、亮、淳、秋元、テレフォンアナ、ゲスト）は週により組み合わせが異なる）による対抗戦。コーナーゲストとして写真家（など）が毎回1名登場し、テーマに沿ったゲストが撮影（書いた・描いた・制作）した3枚の写真（3作品）と、それに関するエピソード3つを披露。各チームは、作品とエピソードの組み合わせを探りつつ、特に指定された3つのうちの1つのテーマはどれに当たるのかを番号フリップで示す。なお、コーナー開始当初は作品とエピソードの組み合わせをそれぞれ予想していた。 しかし、唐突にコーナーが変わった為、皆で一斉に香取のことを恨んでいる模様であった。 | 香取慎吾 （SMAP）                                                         |
| 2010.11.8 - 12.13           | ウマい問題召し上がれ! 謎なぞリストランテ | 視聴者から募集した「ウマい!」と思わず言ってしまう問題を毎週募集し、出題されるなぞなぞやクイズの内容を、月曜レギュラー陣が味わいながら、解答しつつ、「ウマい」問題かどうかスイッチを押して評価するコーナー。スイッチを押すと「ウマい!」という声と共に星のランプが点灯する。過半数の評価を得ると投稿者に金一封（5000円）が贈られていたが、2010年12月6日放送分より金一封の贈呈は廃止され、「ウマいなぞなぞ」に認定されるのみとなった。 2010年11月15日放送分より、1週目に謎のリストランテのなぞなぞオーナーシェフ『なぞなぞ仮面』としてタモリと共にコーナー司会進行側だった劇団ひとりが解答者側へ回ったほか、11月22日以降はゲストが1名（もしくは1組）参加した（渡部陽一、東幹久、AKB48選抜メンバー、バナナマン）。ただし、ゲストのみ立て札での判定となっていた。 | タモリ                                                                    |
| 2010.12.20 - 11.1.17        | アルタで彼がべっぴんに | 「メイクと衣裳を施したら絶対にキレイ・べっぴんになる!」と自信を持って言える男性が今風の女性に女装して登場し、大変身させるコーナーであり、推薦者（男性・女性）らはその男性がどういう人物なのか、またコーナー司会を務める秋元がウィークポイント・変身ポイントを紹介する。べっぴん度合いを審査員（タモリを含むレギュラー陣）らは最高5点の得点を数字の立て札で評価・判定。1点につき1000点が加算され目録としてメイク代が贈呈される。 2010年12月20日放送の1組目にJOY、12月27日放送の1組目に劇団ひとり、2011年1月10日放送の1組目に田村亮（ロンドンブーツ1号2号）、1月17日放送の3組目に石原良純が女装して登場し、そのままゲスト審査員として評価・判定を行った。タモリは、必ず足を開かせようとするが、淳に止められる。 また、コーナーゲストとして、1月10日放送の2・3組目にピースの綾部祐二・又吉直樹、1月17日放送の1・2組目にアンガールズの山根良顕・田中卓志が女装して登場した。 2004〜2005年頃に金曜日と月曜日で行われていた「彼氏が彼女に着替えたら」のタモリがコーナー司会を務めていたコーナーと内容がほぼ同じである。 | 田村淳 （ロンドンブーツ1号2号）秋元才加 （AKB48）                         |
| 2011.1.10 - 9.26            | 気になる人気ランキング 1位じゃナイン | あるテーマのランキングのベスト10の中から1位ではないものをタモリを含むレギュラー陣とゲストらが1名ずつ選んで当てていく。 2011年3月までは見事成功すれば観客に「風邪をひかナイン」として、「いいとも!特製のど飴」が、10〜2位まで順番通りに当てることができたら、パーフェクト賞としてパリ旅行がタモリを含むレギュラー陣とゲストらにプレゼントされていたが、2011年4月からは、1位を当ててしまった失敗者に毎週、有名人のモノマネの罰ゲームが課せられるようになった。 また、9月19日放送分からは罰ゲームとして、体に良いけど美味しくナイン、ゴーヤの原液ジュースを飲むことになる。 2011年8月1日の放送分はコーナー司会の香取が休暇を取ったため、ロンドンブーツ1号2号の田村淳が司会代行を務めた。 | 香取慎吾 （SMAP）                                                         |
| 2011.1.31 - 3.7             | ゲストVSレギュラー演技バトル! ニュースなアクション | ある最新のニュースを題材として、抽選で選ばれたレギュラー陣の中から2人が表情で表現するので、どちらが良かったかを観客の投票で決めるコーナーである。2011年2月14日放送分からは、ゲスト俳優が登場し対決する。また、この日まで「表情バトル!ニュースなフェイス!」のタイトルであった。しかし、2月21日放送分では表情で演技をするのに対して、ゲスト俳優の山下真司とレギュラー陣の石原良純が両者が声を出してしまい、無効試合となってしまった。2月28日放送分からは、演技で表現をするコーナーに変更がされた。 | タモリ秋元才加（AKB48）                                                   |
| 2011.4.4 - 4.18             | 心をひとつに! ザ☆チームワークバトル | 「○○といえば?」というお題が出題され、レギュラー陣やゲスト全員の答えを一致するような回答をするコーナー。2000年4月から2003年1月まで3年弱（月曜日→火曜日）、2008年10月から2009年3月まで半年間（木曜日）、2011年3月（火曜日）で放送されていたコーナー『ザ☆定番ショー』のコーナー内容と類似している。 | タモリ                                                                    |
| 2011.4.4 - 6.20             | 若林亮の あっし不器用っスから… ↓ 若柳亮の あっし不器用っスから… | 不器用な男2人である、田村亮（ロンドンブーツ1号2号）と若林正恭（オードリー）が様々な課題に挑戦するので、それをタモリを含むレギュラー陣が「2人とも出来る」「2人とも出来ない」「どちらかだけ出来る」の三択で札を挙げて予想するコーナー。2人のうち、どちらかが成功した場合は観客にコーナー名のロゴステッカーがプレゼントされる。2011年6月20日放送分は、タイトル名が「若柳亮のあっし不器用っスから・・・」のコーナー名に変更され、新たに柳原可奈子が不器用であることから、加入した。 | 田村淳 （ロンドンブーツ1号2号）                                           |
| 2011.6.27 - 9.26            | アルタカンタンバトル AKB38 | くじで選ばれたレギュラー陣やゲスト1名が制限時間38秒以内に様々なテーマの事にチャレンジするコーナー。見事成功すると、暑い夏を快適に過ごせる「いいとも!特製うちわ」 → AKB48のAKBだけに「いいとも!特製赤ボールペン」が観覧客へプレゼントされる。 コーナータイトルはAKB48のパロディで、「A（アルタ）K（カンタン）B（バトル）」である。オープニングテーマ曲（BGM）はAKB48の「会いたかった」をBGMとして使用。 2011年8月5日放送分まで毎週放送されていたが、それ以降は休止状態となり、2011年9月5日放送分から再び開始された。 | タモリ                                                                    |
| 2011.9.5 - 11.28            | 本物エピソードはどっち!? THE GUEST HOUSE 123 | 毎回、ゲストに関する2つのエピソード「A」 or 「B」を披露するので、「A」 or 「B」のどちらが本当かをタモリを含むレギュラー陣とゲストらがどちらかを札を上げて当てるクイズコーナー。 過去には水曜日で田中裕二（爆笑問題）がコーナー司会だった「NEWSダウトJAPAN」や金曜日で草彅剛（SMAP）がコーナー司会だった「有名人の真実を見抜け!NEWSどっちJAPAN」が放送されており、内容が類似している。 コーナータイトルはロンドンブーツ1号2号が司会の同局のバラエティ番組『ザ・ベストハウス123』のパロディ企画。セットやテロップもそれに似たようなものを使用している。 | 田村淳 （ロンドンブーツ1号2号）生野陽子 （フジテレビアナウンサー）        |
| 2011.10.3 - 11.7            | 男と女のランキングバトル 1位じゃナイン | 毎回、あるテーマのランキングベスト10の中から1位ではないもの、2位から10位までをタモリ率いる男性軍団（タモリ・ロンドンブーツ1号2号・ゲスト）と柳原可奈子率いる女性軍団（柳原・渡辺・生野・ゲスト）によるチーム対抗戦で選んで当てていく。先攻後攻はじゃんけんで決める。1位を当ててしまったチームには、罰ゲームとして、「体に良いけど美味しくナイン、ゴーヤの原液ジュース」を飲むことになる。 | 香取慎吾 （SMAP）                                                         |
| 2011.11.14 - 2012.2.6       | 芸能人金銭感覚チェック! ピッタリプライス | 毎回、今話題のある商品の値段を金額の桁ごと（1桁〜万桁の位）にタモリを含むレギュラー陣とゲストらが分かれて予想し、数字を各自で決める。1商品ごとに左の席へずれていく。全部の問題を通して1番数字が遠く離れていた「MVP（モストバカプライス）」の1名には罰ゲームとして「からだに良いけど美味しくないゴーヤの原液ジュース」を飲むことになる。 2011年12月5日放送分より、タモリチーム（タモリ・柳原・渡辺・ゲスト）とロンドンブーツ1号2号チーム（田村亮・田村淳・ゲスト）に分かれてのチーム対抗戦となった。 | 香取慎吾 （SMAP）                                                         |
| 2011.11.21 - 12.12          | うちの子最高!? ちびっこスター☆ オーディション | 毎回、自慢のできる一芸を持った未就学児のちびっこ達に登場してもらい、タモリを含む月曜レギュラー陣とゲストらが1番一芸が良かったちびっこを決めるコーナー。優勝者にはこども商品券3万円分が贈呈される。 | 柳原可奈子                                                                |
| 2011.12.5 - 26              | 見た目で勝負! なんちゃってセレブ料理 | 毎回、お弁当やお総菜を驚くような見栄えの「なんちゃってセレブ料理」に変身させるコーナー。毎回、月曜レギュラー陣の柳原可奈子と渡辺直美と女性ゲスト1名で「なんちゃってセレブ料理」を作り、金・銀・銅で料理講師の高木ゑみ（ホームレストランプロデューサー）に判定して頂く。 | タモリ                                                                    |
| 2012.1.16 - 3.26            | ボーダーを着る女は 95%モテない! | 毎回、テーマに当てはまると思う女性のタイプ「占いあるある」をタモリを含むレギュラー陣とゲストらが発表していき、その中で誰のタイプが一番当てはまるかを占い師のゲッターズ飯田が判定するというコーナー。 2012年1月23日放送分からは毎回、ゲストの手相などを占い師のゲッターズ飯田が見てゲストに対してアドバイスなどを行っている。「テレフォンショッキング」のコーナー内でも、占い師のゲッターズ飯田がテレフォンゲストの手相など見て、テレフォンゲストに対してアドバイスなどを行っている。 | 田村淳 （ロンドンブーツ1号2号）ゲッターズ飯田 （占い師）                  |
| 2012.2.13 - 6.11、12.3 - 24 | お昼にいいの!? ちょっと怪しい 課外授業 | 毎回、とんでもない非常勤講師（ゲスト）をスタジオに招いて、ドキドキハラハラな事を教えてくれるコーナー。2012年12月3日放送分から当コーナーは再び登場した。 2012年12月24日は、香取のスケジュールの事情により「テレフォンショッキング」のコーナー開始前に行われた。 | 香取慎吾 （SMAP）                                                         |
| 2012.4.2 - 9.24             | なりきり ガールズ コレクション | 当日の女性ゲストから頂戴した（むしろ買い取った）私服を着たナオミが秘密ゲストになりきって登場し、秘密のゲストのヒントを元にタモリを含むレギュラー陣とゲストらが各自フリップに書いて、秘密ゲストを当てるコーナー。当コーナーが開催される場合は、ナオミはオープニングの登場時から赤いマントを着用して登場する。 2012年4月30日放送分は、Holidayレギュラーの鈴木福の祝日特別企画を実施と、2012年7月16日放送分は、スギちゃんの特別企画実施。更に、2012年7月23日放送分は、『FNS27時間テレビ』大反省会を実施。更に2012年7月30日から8月20日の放送分は『夏休み特別企画』を実施した為、当コーナーは約1か月半休止となった。2012年9月24日放送分は『なりきりボーイズコレクション』を実施した。 | 千原ジュニア （千原兄弟）                                                 |
| 2012.6.18 - 9.24            | 言われてみれば 確かに気になる! いちゃ問題! ↓ コレって変じゃないですか!? 私のいちゃもん題!!                                                                                                 | 日頃から疑問に思っている問題をタモリを含むレギュラー陣やゲストらが前に出て順番に1名ずつ発表し、スタジオの観客100名中何名どれだけ共感してもらえるかを競うコーナー。スタジオ裏には『いちゃ問題解決センター』というセットが設置され、解説者の日本語学者の金田一秀穂 / クイズ王の日髙大介 / リサーチャーの下川悟の3名が徹底解明する。 2012年7月9日放送分から観客100名中60名以上の共感だった場合は、生放送中に気になる事を生調査する。ただし、共感が60名以下の場合はただの「いちゃもん」としてゴミ箱に処分される。しかし、問題によっては処分されても解説されるケースも度々ある。生放送中に解明することができなければ、翌週へ回される。 2012年8月27日放送分から『もっと真剣に考えて欲しい』という意味も込めて、共感人数最下位になった1人には、罰ゲームとして「クレームをつけたくなるお茶でも健康になるよ!!いちゃもん茶」（効能・頭痛回復、眼精疲労の回復、整腸効果、コレステロール値の改善）を飲むことになる。 2012年9月10日放送分は、解説者の日本語学者の金田一秀穂が東京に居ないということで、代役として、齋藤孝（教育学者）がピンチヒッターで登場した。 当コーナーは以前、木曜日に実施されていた『みんなに指され!私の持論』のコーナーに類似している。 | 香取慎吾 （SMAP） 生野陽子 （フジテレビアナウンサー）                     |
| 2012.7.30 - 9.3             | 夏休み特別企画 スギちゃんの 座をねらえ!! 「ワイルドだぜぇ!!」 選手権 ↓ 夏休み特別企画 スギちゃんの 座をねらえ!! 「ウルトラソウル」 選手権 ↓ 夏休み特別企画!! 勝ち抜き ウルトラソウル選手権 | 夏休み特別企画。自分のワイルドな体験や特徴をした人が登場するので、連続5人勝ち抜きをして成功すると月曜レギュラーのスギちゃんに代わり『笑っていいとも!』に出演する事ができる。最終的に残った出場者には優勝賞金3万円が贈呈される。 2012年8月13日からは、コーナータイトル名が『夏休み特別企画 スギちゃんの座をねらえ!!「ウルトラソウル」選手権』へと変更され、挑戦者全員がB'zの『ultra soul』に乗せて特技を披露するシステムに変更された。 また、2012年8月20日からは、コーナータイトル名が『夏休み特別企画!!勝ち抜き ウルトラソウル選手権』へと再度変更された。 2012年8月27日は、開催されなかった。 | 千原ジュニア （千原兄弟）                                                 |
| 2012.10.1 - 2013.2.11       | めざせ1DAYレギュラー ウルトラソウル 芸人選手権 | 自分のワイルドな体験や特徴をした人が登場するので、挑戦者全員がB'zの『ultra soul』の曲に乗せて特技を披露する。連続5人勝ち抜きをして成功すると今日、1日レギュラー陣として『笑っていいとも!』に出演する事ができる。最終的に残った出場者には優勝賞金3万円が贈呈される。 2012年11月5日放送分でついにウエスPが、5人抜きを達成し初の1DAYレギュラーに選ばれた。現在は不定期企画である。 | 千原ジュニア鈴木福 (祝日のみ)                                             |
| 2012.10.1                   | 武井壮の 生で伝説ふやしまSHOW!! | 新月曜日レギュラーの武井壮が生放送中に新たな伝説を挑戦するコーナー。タモリを含むレギュラー陣とゲストらは、武井壮の伝説チャレンジに成功するのかを予想する。初回の伝説チャレンジは、30秒で30枚の板を割れるかであった。 | 香取慎吾 （SMAP）                                                         |
| 2012.10.8 - 11.12           | 月曜なりきりシアター 決めゼリフ王決定戦 | 最後の決めゼリフがまだ決まっていない、ある設定の芝居を月曜レギュラーの看板女優であるナオミとゲストらが演じる。それを見てタモリを含むレギュラー陣とゲストら解答者陣が決めゼリフを考え、フリップに書き披露。観客の投票が一番多かったセリフで芝居の続きを行う。 投票人数が一番少なかったセリフを書いた解答者は、自ら芝居の続きに参加し、自分の口でそのセリフを言わなければならない。 このコーナーは、2010年1〜3月の久本雅美コーナー司会の『今しか聞けない 劇的台詞! いいともプレステージ』に類似している。 2012年10月29日放送分は、特別企画が放送されたため、当コーナーは休止された。 | 香取慎吾 （SMAP）                                                         |
| 2012.12.17 - 2013.3.4       | アナタのお宅に 来るかもしれない!? イケてる☆ デリメンコンテスト | 話題の「佐川男子」を始め「新聞配達員」や「引越し業者」などあなたの家にも来るかもしれない、私生活を支えてくれるイケメン「デリメン」に1人ずつ登場してもらい、No.1を毎回、タモリを含む月曜レギュラー陣とゲストらが札で判定する。優勝者には豪華賞品が贈呈される。 | 千原ジュニア （千原兄弟）鈴木福（12月24日のみ）                           |
| 2013.1.7 - 7.15             | ワケあり人間カジノ どっちベガス | 毎回、見た目ではわからない「ワケあり人間」が登場。ディーラー扮する田中裕二と千原ジュニアが出す2択のヒントを元にタモリを含む月曜レギュラー陣で当てるクイズコーナー。 ディーラーが持っているメモ帳には、正解にはちゃんと詳細が記されているが、嘘の方は白紙である為、ディーラーの演技力が試される。 2013年1月21日はコーナー担当の香取が欠席。代行は爆笑問題の田中裕二が司会代行を担当。ディーラーは1問目が草彅剛と指原莉乃、2問目は渡辺直美と武井壮が担当した。 2013年6月3日放送分から、不正解者及びプレゼンが下手だったディーラーは『パフォーマンスを観られない』という特別ルールが追加された。 2013年6月17日と24日は月曜準レギュラーで東進ハイスクールで現代文を担当する林修先生の課外授業コーナーが開催された為、休止となった。 | 香取慎吾 （SMAP）田中裕二 （爆笑問題）（2013年1月21日のみ）               |
| 2013.3.18 - 4.15            | 武井壮持ち込み企画 武井いつ目立つの!? 今でしょ! | 濃いキャラクターばかりが集まる月曜日で唯一目立っていないと称する武井壮が超人的なパフォーマンスを披露するコーナー。 プレッシャーをかけるためにと、見事成功した場合には観客に特製のクリアファイルがプレゼントされる。 | 千原ジュニア （千原兄弟）林修                                             |
| 2013.5.27 - 6.3             | 特別企画 昨日は日本ダービー! だからこっちは… オネメンダービー ↓ オネエ系イケメンを見分けろ! オネメンダービー                                                                               | 横一列に並んだイケメンの中からオネエ系イケメン。通称:『オネメン』の人をタモリを含む月曜レギュラー陣で馬券に見せかけたフリップに数字を書いて見抜くコーナー。見事的中させると最高級駅弁『極附弁当』(税込3800円)がお昼のお弁当として贈呈される。 | 千原ジュニア （千原兄弟）イサムちゃん生野陽子 （フジテレビアナウンサー）  |
| 2013.5.13 - 6.24            | さっしー ＆ ナオミの お昼休みは 癒しナース | オススメの癒しテクニックで、週明けからお疲れ気味のメインMCのタモリを含む月曜男性レギュラー陣とオネメンで試すコーナー。 番組HPにてオススメの癒しテクニックを大募集。採用された方には賞金1万円が贈呈される。 2013年7月1日より火曜日から異動して来る三村マサカズ(さまぁ〜ず)と林修先生による課外授業のコーナーを立ち上げるため、1ヶ月で終了した。 | 渡辺直美指原莉乃 （HKT48）                                                |

### 火曜日

#### 1980年代
| 期間                  | コーナー名                                                                                              | コーナー説明 | コーナー出演者                                                                                    |
| --------------------- | --- | --- | ------------------------------------------------------------------------------------------------- |
| 1982.10.5 - 1983.9    | タモリの あてッコだましッコ                                                                             | | タモリ                                                                                            |
| 1982.10.5 - 1984.3.   | 雑学タモリの おハガキ講座                                                                               | 下述の「タモちゃんのなんでも相談室」と隔週で放送。内容は同じ。                                                                    | 村松利史タモリ                                                                                    |
| 1982.10.12 - 1984.3   | タモちゃんの なんでも相談室 ↓ タモリの答えてタモレ                                                      | 上述の「雑学タモリのおハガキ講座」と隔週で放送。内容は同じ。                                                                      | 市川勇タモリ                                                                                      |
| 1982.10.5 - 1984.3.   | 清六のシングルデスマッチ                                                                                | | タモリ斉藤清六                                                                                    |
| 1983.10. - 1984.3     | 制服美人コンテスト                                                                                      | | タモリ                                                                                            |
| 1984.4.3 - 1986..     | なるほど・ダ・ニッポン ↓ なるほど・ダ・新ニッポン ↓ なるほど・ダ・続新ニッポン ↓ なるほど・ダ・サミット | | タモリ三浦洸一 → 柳沢慎吾ケント・デリカットデーブ・スペクターアレクサンダ・メモンゲオーク・マテス |
| 1984.4.3 - ..         | オレンジ･スキャンダル                                                                                   | | タモリ兵藤ゆき、小森和子 戸川純 高田奈美江（隔週で出演）                                          |
| 1984.4.3 - 1985..     | 僕らは中年探偵団                                                                                        | | タモリなぎら健壱                                                                                  |
| 1984.10.2 - 1987.9.   | ガンバれペット君 ↓ もっとガンバれペット君                                                               | | タモリ石川ひとみ → 大沢逸美 → 井上明子 → 吉沢秋絵                                                 |
| 1984.10.2 - 1985..    | タモリのミジメなさい!!                                                                                  | | タモリ                                                                                            |
| 1985.4. - ..          | 青年隊に愛の手を!                                                                                       | | タモリいいとも青年隊                                                                              |
| 1985.9.3 - .          | いいとも国際会議                                                                                        | | タモリ                                                                                            |
| 1985.10.1 - 1986..    | ガンバレ人間君                                                                                          | | 片岡鶴太郎                                                                                        |
| 1986.3.31 - 1987.3.   | 鶴ちゃんの10週勝ち抜くと ギニアに行けるかもしれないクイズ                                               | | 片岡鶴太郎                                                                                        |
| 1986.4. - ..          | なんてったってスピーカー                                                                                | |                                                                                                   |
| 1986.10. - 1987.3.    | 鶴ちゃんの とびますっ!とびますっ! アッイイ〜!!                                                          | | 片岡鶴太郎                                                                                        |
| 1986.10. - 1987..     | クイズ ハーフ＆ハーフ 世界の国からこんにちは                                                            | |                                                                                                   |
| 1987.. - 1987.9.29    | 財布まるごとHOWマッチ                                                                                   | |                                                                                                   |
| 1987.. - ..           | Tokyoだョ!おっ母さん                                                                                    | |                                                                                                   |
| 1987.10.6 - 1988.9.27 | 鶴&タモの いい男さん いらっしゃい ↓ 鶴&タモの いい男そりゃもう 大さわぎさ                               | | タモリ片岡鶴太郎鳥越マリ（1988年4月より）                                                         |
| 1987.10.6 - 1988.9.27 | 大森笑劇団                                                                                              | | 田代まさし桑野信義えちご純平是永一隆                                                              |
| 1987.10.6 - 1988.9.27 | 禁断の果実                                                                                              | | タモリ                                                                                            |
| 1988.10.4 - 1989..    | トゥルルル留守ですか？                                                                                  | | タモリ                                                                                            |
| 1988.10.4 - ..        | パンチDEワン                                                                                            | |                                                                                                   |
| 1988.10.11 - ..       | ジャンケン誕生日                                                                                        | 放送日に誕生日の人を大勢募集し、コーナー内ではじゃんけんをし、そのうち勝ち残った1人がタモリと鶴太郎と顔ハメパネルで記念撮影する。 | タモリ片岡鶴太郎                                                                                  |
| 1988.10.11 - ..       | 私の絵日記                                                                                              | | タモリ山瀬まみ                                                                                    |
| 1988.10.11 - ..       | クイズ 世の中知らない言葉かり                                                                           | | タモリ小西克哉 山瀬まみ                                                                           |
| 1989.4.4 - ..         | ハガキと勝負 クイズ へぇ〜                                                                              | | タモリダウンタウン                                                                                |
| 1989.4.4 -..          | 私はだあれ?                                                                                             | | タモリ山瀬まみ                                                                                    |
| 1989.. -              | 一張羅ショー                                                                                            | | タモリ片岡鶴太郎                                                                                  |
| 1989.4.4 - ..         | 本当ですか？                                                                                            | | タモリダウンタウン山瀬まみ                                                                        |
| 1989.10.3 - ..        | もうすぐゴールイン!                                                                                     | | タモリ片岡鶴太郎                                                                                  |
| 1989.10.3 - ..        | クイズ変身柱ショー                                                                                      | | タモリ                                                                                            |
| 1989.. -              | アーダコーダアワー                                                                                      | | タモリ                                                                                            |

#### 1990年代（1990～1995年9月）
| 期間                  | コーナー名                                                                                    | コーナー説明 | コーナー出演者                                                                                  |
| --------------------- | --------------------------------------------------------------------------------------------- | --- | ----------------------------------------------------------------------------------------------- |
| 1990.4.10 - .         | 東京タモッ許許可局                                                                            | | タモリ                                                                                          |
| 1990.7 - 9            | クイズ正解が商品                                                                              | |                                                                                                 |
| 1990.7.24 - 9.25      | ファッションはこうでねえとショー                                                              | | タモリ                                                                                          |
| 1990.10.2 - 1991.3..  | タモリ・ウッチャンナンチャンの それ絶対やっちゃダメ！                                         | | タモリウッチャンナンチャン小西聖子 （心理学者）                                                 |
| 1990.10.2 - 1991...   | タモリンの162-88                                                                              | | タモリ森口博子                                                                                  |
| 1991.3.26 - 1993.1.12 | タモリ・ウッチャンナンチャンの それ絶対 やってみよう! ↓ ダウンタウンも それ絶対 やってみよう! | タモリの出題するクイズにレギュラー陣が耳打ちで答えるクイズ。出題されたクイズは「さし棒クイズ」、「あるなしクイズ」、ある規則性に従ってアルファベットを並べ、四角の中 に入るアルファベットを当てる「虫食いクイズ」など。1991年10月以降はウンナンが月曜日に移動、ダウンタウンが参加しタイトルも「ダウンタウンもそれ絶対やってみよう!」に改名。 | タモリウッチャンナンチャン（1991年9月まで） ↓ ダウンタウン（1991年10月より）森口博子、 神田利則 |
| 1991.10.8 - 1992..    | 名づけまショー                                                                                | | タモリダウンタウン、 森口博子、 神田利則                                                        |
| 1991.10.8 - 1992..    | 外人さんいらっしゃい!                                                                         | | タモリダウンタウン 森口博子 神田利則                                                            |
| 1993.1.5 -            | 動物さんいらっしゃい!                                                                         | | タモリダウンタウン 森口博子 神田利則                                                            |
| 1993.1. 26 - 3.30     | それ絶対 マネしないでください!                                                                | | タモリダウンタウン 森口博子 神田利則                                                            |
| 1993.4.6 - 5.11       | KAGEKIに挑戦                                                                                  | | タモリ志茂田景樹、 ウッチャンナンチャン                                                         |
| 1993.4.6 - 5.11       | オイオイ聞いてないヨ！                                                                        | | タモリダチョウ倶楽部                                                                            |
| 1993.5.18 - 9.21      | タモリ・ウンナン この仕事 できるかな？                                                        | | タモリウッチャンナンチャン                                                                      |
| 1993.5.18 - 6.15      | カゲキに聞いてないよ                                                                          | | タモリ志茂田景樹、 ダチョウ倶楽部                                                               |
| 1993.6.22 - 9.28      | 悩み当て クイズ                                                                               | | タモリ志茂田景樹、 ダチョウ倶楽部                                                               |
| 1993.10.5 - 1994.3.30 | タモリ･ウッチャンナンチャンの 大発見!                                                         | | タモリウッチャンナンチャン                                                                      |
| 1993.10.5 - 1994.3.30 | ザックリいきまショー                                                                          | | タモリダチョウ倶楽部、 志茂田景樹                                                               |
| 1994.4.12 - ..        | 世界の国からコンニチワ                                                                        | | タモリ                                                                                          |
| 1994.4.5 - .          | おタモしみ大発見!                                                                             | | タモリ奥山佳恵清水圭                                                                            |
| 1994.10. - 1995..     | 噂をすればなんとやら!                                                                         | | タモリ                                                                                          |
| 1994.10.5 - 1995..    | ナニコレ'94→'95                                                                               | | 久本雅美近藤サト（当時フジテレビアナウンサー）タモリ、 片岡鶴太郎                               |
| 1994.10.4 - 1995.3.   | いいともテレビ小説 最近の若いもんは！                                                         | | タモリ片岡鶴太郎久本雅美                                                                        |
| 1995.2.14 - 3.28      | 口の中身は何だろうな!                                                                         | | 入江雅人                                                                                        |
| 1995.4. - .           | 親バカ!お受験クラブ                                                                           | | タモリ                                                                                          |

#### 1990年代（1995年10月～1999年）
| 期間                   | コーナー名 | コーナー説明 | コーナー出演者 |
| ---------------------- | --- | --- | --- |
| 1995.10.- 1996.3.      | シンツヨの 写真日記 | 草なぎ剛と香取慎吾が自分達で撮った写真を披露する。 1996年の新春スペシャルでは香取が丸禁付全裸写真を公表。 | 草彅剛（SMAP） 香取慎吾（SMAP） |
| 1995.10.3 - 1996.9.    | 真昼の夢でSHOW | | タモリ久本雅美草彅剛（SMAP）香取慎吾（SMAP） |
| 1996.2.20 - 1997.3.25  | クイズパビリオン 早く抜けなきゃ! | | タモリ久本雅美、 草彅剛（SMAP）、 香取慎吾（SMAP）（1996年3月まで）、 森脇健児（1996年4月より）海砂利水魚（現・くりぃむしちゅー）、 ネプチューン（1996年4月より一組が週替わりで出演） |
| 1996..- 1997.3.25      | ギャップスペシャル 美人ママコンテスト | | タモリ久本雅美草彅剛（SMAP） 森脇健児 |
| 1996..- 1997.3.25      | 剛のいいとも秘宝館 | | タモリ久本雅美草彅剛（SMAP） |
| 1997.4.1 - 7.8         | マチャミ中居の絵夢日記↓絵夢日記 | | タモリ久本雅美中居正広（SMAP） |
| 1997.4.1 - 5.13        | 恐怖のドカン大作戦 | 一人が親になり出てくるテーマに関するいくつかの言葉から１つを選ぶ。残った子は、親の答えを引かないように選んでいく。子が親の答えを選ぶとドカン。ドカンすると、青汁を飲まなくてはならない。また最後まで誰も親の答えを選ばなかった場合は親の負けになり、親はジョッキ１杯の青汁を飲まなくてはならない。1996年7月15日から1997年3月まで月曜日に行われていた。 | タモリ |
| 1997.4.1 - 6.24        | 猿岩石神社 | | タモリ |
| 1997.5.20              | 戦え!赤汁レンジャー | 「恐怖のドカン大作戦」のリニューアル版でルールも同じだが、青汁よりまずい赤汁が不評だったため、わずか1回で終了。 | タモリ |
| 1997.5.27 - 9.30       | めざせ社長 記憶サバイバル | | タモリ久本雅美、 中居正広（SMAP） |
| 1997.7.1 - 1998.2.24   | Mr.Colorトリックショー | | タモリ久本雅美、 中居正広（SMAP） |
| 1997.8.26              | ココリコ田中に挑戦 額せまいコンテスト | | タモリ久本雅美、 中居正広（SMAP）、ココリコ |
| 1997.10.7 - 1999.3.23  | 秘密のつながりグランプリ | | タモリ久本雅美中居正広（SMAP）、ココリコ（1998年3月まで）杉本哲太（1998年4月より） |
| 1997.10.7              | 髭様おねがい | | タモリ久本雅美、 中居正広（SMAP）、ココリコ |
| 1997.9.30 ‐ 1998.1.13  | Mr.マチャミコンテスト | | タモリ久本雅美、 中居正広（SMAP）、ココリコ |
| 1998.1.27 - 2.3        | 緊急企画 あいづちマンへの道 ↓ あいづち 崖っぷちの戦い                                                                                         | | タモリ久本雅美、 中居正広（SMAP）、ココリコ |
| 1998.2.17 - 24         | 特別企画 有名人がいっぱい しりとりカウントダウン ↓ 中居に挑戦 しりとりカウントダウン                                                          | | タモリ久本雅美、 中居正広（SMAP）、ココリコ |
| 1998.3.3 - 8.11        | 春休み特別企画 いいともボーダース ↓ グランドチャンピオンウィーク いいともボーダース ベスト７ ↓ いいともボーダース                             | | タモリ久本雅美、 中居正広（SMAP）、 ココリコ（1998年3月まで）香取慎吾（SMAP）、 杉本哲太（1998年4月より）                                                                             |
| 1998.3.31              | 祝いいとも御入学 杉本哲太メモリアルフォト | | タモリ久本雅美、 香取慎吾（SMAP）、 杉本哲太 |
| 1998.4.7 - 5.19        | 杉本哲太 香取画伯に挑戦 ↓ めざせオープニングダンス 哲太のドキドキウォッチング                                                                 | | タモリ久本雅美、 香取慎吾（SMAP）、 杉本哲太 |
| 1998.5.26 - 7.14       | ミラクル ヅラつながり | | タモリ久本雅美、 香取慎吾（SMAP）、 杉本哲太 |
| 1998.7.21 - 8.4        | かんだらダメよ！ | | タモリ久本雅美、 香取慎吾（SMAP）、 杉本哲太 |
| 1998.8.11・9.8         | 緊急企画 検証哲太はホントに無口なの？ ↓ 徹底検証第２弾 何故哲太は相変わらず無口なのか                                                         | | タモリ久本雅美、 香取慎吾（SMAP）、 杉本哲太 |
| 1998.8.18 - 12.8       | ザ・腕ヂカラ ↓ ザ・腕ヂカラ レディース | | タモリ久本雅美、 香取慎吾（SMAP）、 杉本哲太 |
| 1998.9.15 - 10.13      | 祝日特別企画 人生最高瞬間ショー ↓ 人生最高瞬間ショー                                                                                          | | タモリ久本雅美、 香取慎吾（SMAP）、 杉本哲太 |
| 1998.10.20 - 11.24     | 私の栄光何でSHOW ↓ 文化の日特別企画 暗算世界一に挑戦 ↓ 緊急企画 第１回暗算世界一が挑戦→異種頭脳格闘技 暗算世界一vs記憶王 サバイバルスペシャル | | タモリ久本雅美、 香取慎吾（SMAP）、 杉本哲太 |
| 1998.12.1 - 1999.3.23  | お顔足し算クイズ ↓ お顔足し算番付 | | タモリ久本雅美、 香取慎吾（SMAP）、 杉本哲太 |
| 1998.12.15 - 1999.1.26 | ○○さんいらっしゃい ↓ てったさんいらっしゃい                                                                                                   | | タモリ久本雅美、 香取慎吾（SMAP）、 杉本哲太 |
| 1999.1.26 ‐ 3.16       | 宇宙人顔コンテスト | | タモリ久本雅美、 香取慎吾（SMAP）、 杉本哲太 |
| 1999.3.30-7.6          | おばちゃん海外輸出計画 インスタントイングリッシュ                                                                                             | | タモリ久本雅美、 中居正広（SMAP）、 ココリコ、 ビビアン・スー、 北村総一朗 |
| 1999.3.30 - 4.13       | 唄え！暗記ーズ | | タモリ久本雅美、 中居正広（SMAP）、 ココリコ、 ビビアン・スー、 北村総一朗 |
| 1999.3.30- 2000.3.7    | 帰ってきた ラブレターの世界 | 1997年7月から1998年4月まで木曜日で行われた、「すばらしいラブレターの世界」の復刻版。 | タモリ |
| 1999.3.30 - 7.6        | アサガオを育てよう | | タモリ久本雅美、 中居正広（SMAP）、ココリコ、 ビビアン・スー、 北村総一朗 |
| 1999.4.20 - 27         | 手ぶらで生きよう 日本小手先ゲーム大全 | | タモリ久本雅美、 中居正広（SMAP）、ココリコ、 ビビアン・スー、 北村総一朗 |
| 1999.5.4               | 今日は何の日!? 子供の日の前の日の でもお休みだもんねぇ~!!                                                                                     | | タモリ久本雅美、 中居正広（SMAP）、ココリコ、 ビビアン・スー、 北村総一朗 |
| 1999.5.11 - 25         | 新宿幼稚園 ↓ 名門新宿学園 | | タモリ久本雅美、 中居正広（SMAP）、ココリコ、 ビビアン・スー、 北村総一朗 |
| 1999.6.1 - 9.28        | 地球の滅亡まであとわずか ノストラダムスの大ダウト                                                                                             | | タモリ久本雅美、 中居正広（SMAP）、ココリコ、 ビビアン・スー、 北村総一朗 |
| 1999.7.13 - 8.17       | 夏だからこうなった! 北村総一朗杯争奪 勝ち抜き一発ギャグ街道 ↓ めざせ!笑いの北極 北村総一朗杯争奪勝ち抜き 一発ギャグ街道                       | | タモリ久本雅美、 中居正広（SMAP）、ココリコ、 ビビアン・スー、 北村総一朗 |
| 1998.8.24 - 9.28       | 緊急チェック お前は田中かもしれない ↓ お前は田中かもしれない中止 緊急告発! 中居正広の犯罪 ↓ 迎秋 中居正広善行奨励大喜利                       | | タモリ久本雅美、 中居正広（SMAP）、ココリコ、 ビビアン・スー、 北村総一朗 |
| 1999.10.5 - 11.9       | カリカマちゃん腕相撲 | | タモリ久本雅美、 中居正広（SMAP）、 おさる、 ビビアン・スー、 北村総一朗 |
| 1999.10.5 -            | マネージャー事情聴取 犯人は誰だ!! | ゲストの珍エピソードを元に誰がゲストかを当てる。当初はマネージャーだったが、後に関係者となる。 | タモリ久本雅美、 中居正広（SMAP）、 おさる、 ビビアン・スー、 北村総一朗 |
| 1999.11.16 - 11.30     | 特別企画 クイズいっこく堂はどっち？ | | タモリ久本雅美、 中居正広（SMAP）、 おさる、 ビビアン・スー、 北村総一朗 |
| 1999.12.14 - 2000.3.28 | 冬の特別企画 ひとり来るのかな？ ↓ ひとり来るのかな？                                                                                          | | タモリ久本雅美、 中居正広（SMAP）、 おさる、 ビビアン・スー、 北村総一朗 |

#### 2000年代
| 期間                                       | コーナー名                                                                       | コーナー説明 | コーナー司会                   |
| ------------------------------------------ | -------------------------------------------------------------------------------- | --- | ------------------------------ |
| 2000.3.14 - 5.9                            | いいともデザインケーキ コンテスト                                                | | 中居正広                       |
| 2000.4.4 - 5.23                            | 奥さまの夢かなえます 度胸をもってムスメの服を 着てみまショー                     | |                                |
| 2000.5.16 - 6.20、7.4                      | いいとも 顔顔(ガンガン)ランキング                                                | |                                |
| 2000.5.30                                  | 特別企画 週刊おさる批評                                                          | |                                |
| 2000.6.6 - 10.31                           | 中居正広 19XX                                                                    | | タモリ                         |
| 2000.7.11                                  | 久本雅美 19XX                                                                    | | タモリ                         |
| 2000.6.27                                  | 緊急企画 おさるの前世を 見てみましょう                                           | |                                |
| 2000.7.11                                  | 中居正広27時間テレビお疲れ記念 クイズ! スタッフのチクリ                          | |                                |
| 2000.7.18 - 7.25                           | 夏休み特別企画 新宿Song for you                                                  | |                                |
| 2000.8.1 - 8.29                            | 夏休み特別企画 おしえて!お絵描き情報局                                           | |                                |
| 2000.9.5 - 2001.4.24                       | 知って得する ムダ技講座                                                          | | 中居正広                       |
| 2000.11.7                                  | 森田一義 19XX                                                                    | |                                |
| 2000.11.14 - 12.12                         | 一流小学校への道! お受験できるかな？                                             | |                                |
| 2000.12.19 - 12.26                         | 今世紀最後の 19XX                                                                | |                                |
| 2001.1.9 - 1.23                            | あだ名を当てショー                                                               | |                                |
| 2001.1.30 - 3.13                           | 青春大学サークル GO!GO!                                                          | |                                |
| 2001.3.6                                   | 緊急企画 グラサンギャップ選手権                                                  | |                                |
| 2001.3.20 - 5.8                            | ぶっちゃけアンケート                                                             | | タモリ                         |
| 2001.5.8 - 7.10                            | もしもでいくら?                                                                  | | 中居正広                       |
| 2001.5.15 - 5.29                           | 特別企画 村一番の人気者                                                          | |                                |
| 2001.6.5 - 6.26                            | 約束守ります! いいとも総理大臣                                                   | |                                |
| 2001.7.3 - 10.30                           | 想い出ソング 歌ってヒカル                                                        | | タモリ                         |
| 2001.7.17 - 9.4                            | きっとアナタが 平均さん                                                          | |                                |
| 2001.9.11 - 9.18                           | これであれが 分かっちゃうんです                                                  | |                                |
| 2001.9.25                                  | 帰ってきた ムダ技講座                                                            | |                                |
| 2001.10.2 - 2002.3.26                      | ボツネームはなんでしょう おなまＸ                                                | | タモリ                         |
| 2001.11.20 - 2002.1.15                     | Dreams Come ツルン                                                               | |                                |
| 2001.12.25                                 | 冬休み特別企画 アルタでダレドコ                                                  | |                                |
| 2002.1.22 - 11.26、 2003.2.11、7.15 - 8.26 | これならオレが チャンピオン                                                      | | タモリ                         |
| 2002.4.2 -                                 | 書き順 バトルロワイヤル!                                                         | |                                |
| 2002.5.14                                  | いいとも歴史教室 今どきの語呂ー                                                  | |                                |
| 2002.6.25 - 2003.9.23                      | 何でもランキング! 1位を当てちゃいけまテン                                        | 10個の項目のうち、1位でないものを抽選で選ばれた順に指名していく。1位以外のすべてを開けることができれば賞品獲得。1位を当てると当てた人がセンブリ茶を飲まなければならない。その後タモリの発言から「カウントダウン（10位から順に2位まで開ける）成功で賞金1人6000万円」「最初の10個で1位を当てたらセンブリ2杯」「ラスト2択で外したら連帯責任で全員センブリ」が追加された。 | タモリ                         |
| 2002.10.1 - 2003.1.14                      | ザ・定番ショー                                                                   | | 久本雅美                       |
| 2002.12.3 - 2003.9.23                      | Let'sできるかな!?                                                                | | タモリ                         |
| 2003.1.21                                  | 勝つのはどっち 芸能界息止め王に挑戦                                              | |                                |
| 2003.1.28                                  | 緊急企画 帰ってきたこれなら俺がチャンピオン                                      | |                                |
| 2003.2.18 - 4.15                           | 火曜名人劇場                                                                     | |                                |
| 2003.4.8                                   | スーパーおばちゃんフェスティバル 中高年近代化センター                            | | 綾小路きみまろ                 |
| 2003.4.22                                  | これならアタイがチャンピオン!                                                    | |                                |
| 2003.5.6                                   | 火曜名人劇場 フレッシュ!                                                         | |                                |
| 2003.5.13                                  | マサイの皆さんがやってきた YHA!YHA!YHA!                                          | |                                |
| 2003.5.20 - 9.23                           | 芸能人動物自慢 私のペットはどれだワン!?                                          | | 中居正広                       |
| 2003.9.30‐10.14                            | このダジャレ 言ったのダレジャー!                                                 | | タモリ                         |
| 2003.9.30 ‐ 2005.9.27                      | あなたの (知ってるようで)知らない世界                                            | | 中居正広                       |
| 2003.9.30 - 2004.3.30                      | 噂のリング☆バトル                                                                | | 山口智充                       |
| 2003.10.21 - 12.9                          | 香港塙笑影星                                                                     | |                                |
| 2003.12.16 - 2004.3.30                     | 残念さま いらっしゃい                                                            | | タモリ                         |
| 2004.4.6 - 9.21                            | 芸術絵画 つくりまショー                                                          | | タモリ                         |
| 2004.4.6 - 4.13                            | ガイシャの身許                                                                   | |                                |
| 2004.4.6 - 6.8                             | 恋のバーゲンセール                                                               | | タモリ                         |
| 2004.6.15 - 7.13                           | クイズ! 答えは30分後                                                             | |                                |
| 2004.7.20 - 8.17                           | のりょ自慢                                                                       | |                                |
| 2004.9.7 - 2005.3.22                       | 鉄道ラップ 電車でYO                                                              | | タモリ                         |
| 2004.9.28                                  | さよなら 中居画伯                                                                | |                                |
| 2004.10.5 - 2005.3.8                       | ものまねず 王座決定戦                                                            | | 山口智充                       |
| 2004.12.28                                 | 二代目を探せ                                                                     | |                                |
| 2005.3.29 - 4.19                           | 怒髪天! 我、般若トナリニケリ!!                                                   | | タモリ                         |
| 2005.4.12 - 6.28                           | 私のB面 お見せしまSHOWー                                                         | |                                |
| 2005.4.26 - 2006.4.11                      | SPEED                                                                            | | タモリ                         |
| 2005.5.10                                  | 新婦! 取り調べ!!                                                                 | |                                |
| 2005.7.5                                   | 緊急企画 ハッピーニュースデー                                                    | |                                |
| 2005.7.12 - 9.27、 12.27 -                 | 夏休み特別企画 なぞなぞ将軍 ↓ なぞなぞ将軍ちゃま                                 | | タモリ                         |
| 2005.10.4 - 11.8                           | 金閣寺                                                                           | | 中居正広                       |
| 2005.10.4 - 12.13                          | THEルーツショー                                                                  | |                                |
| 2005.11.15 -                               | 失敗しないオトコ選び                                                             | | 中居正広                       |
| 2006.3.21、5.2                             | 失敗しないオンナ選び                                                             | |                                |
| 2006.4.4 - 7.18、 9.5 - 9.26               | 庶民ノーベル賞                                                                   | | 久本雅美                       |
| 2006.4.4 - 9.26                            | 脳                                                                               | | タモリ                         |
| 2004.4.6 - 9.21                            | もしもっＱ                                                                       | | 中居正広                       |
| 2006.6.13                                  | FIFAワールドカップ特別記念 がんばれ!ニッポン いいともサッカー通は 誰でショー     | |                                |
| 2006.7.25 - 8.29                           | わんぱくノーベル賞                                                               | |                                |
| 2006.10.3 - 12.5                           | スポンサーはあなた!                                                              | |                                |
| 2006.10.3                                  | 中居様 じゃんけん                                                                | |                                |
| 2006.10.3 - 11.21                          | 育つかなぁ?                                                                      | |                                |
| 2006.10.10 - 11.28                         | 王様は絶対! 中居様ゲーム                                                         | |                                |
| 2006.11.28 - 2007.3.27                     | 先生!                                                                            | |                                |
| 2006.12.5 - 2007.3.6                       | 有名人新名所マップ                                                               | |                                |
| 2007.3.13 - 9.25                           | オンナの品定め                                                                   | |                                |
| 2007.4.3 - 9.25                            | 花より双子                                                                       | |                                |
| 2007.4.3 - 9.25                            | マジでこたえる5秒前                                                              | |                                |
| 2007.10.2 - 12.19                          | ヒミツの会話 ヤン語OH!OH!                                                        | |                                |
| 2007.10.2 - 2008.3.25                      | ランキンビリヤード ナンイ?ボール                                                 | |                                |
| 2007.10.2 - 2008.1.8                       | ラつっこみクイズ ホニャララか!!                                                  | |                                |
| 2007.11.27                                 | ヒミツのヤン語 ウィ!ウィ!                                                        | |                                |
| 2007.12.25                                 | 全員がサンタ! 二択サンタクイズ                                                   | |                                |
| 2008.1.8                                   | 特別企画 今日運をつかめ 全員クリアでお年玉                                       | |                                |
| 2008.1.15 - 7.15                           | 超プレッシャークイズ 瞬間2択!!                                                   | レギュラー陣が2択クイズに答え、20問すべて正解すると観客に2色ペンがプレゼントされる。コーナーの「お約束」として、必ず「トシ」と「トシに似た何か」を当てさせる問題が含まれている。 | タモリ                         |
| 2008.1.22 - 3.25                           | 本当にあった就職試験 面接虎の穴                                                  | |                                |
| 2008.4.1 - 9.23                            | 人生リサーチゲーム スゴ6                                                         | タモリチームと久本チームに分かれ、あるジャンルの6人に対する質問をし、その数だけすごろくのマスを進める。毎週時間がかかりすぎたために、決められた人数に該当する質問をするというルールに変更された。毎週、タカの番になると、当日の「テレフォンショッキング」の「100分の1アンケート」で行われた質問と同じ質問をしてボケる。ゲストが5人しかいない場合は人生リサーチゲームス5ロクに改題される。 | 中居正広（SMAP）               |
| 2008.4.8 -7.1                              | タモリ教授のマルチ （○の中に恥）検定                                             | 正解が同じ問題を制限時間内に徐々にレベルを下げながら出題する。出題者は森田さん（タモリ）。「森田さん」はひとつ前にあったコーナー「本当にあった就職試験 面接虎の穴」で自然発生的に生まれたキャラクターを継承したもの。本コーナーでも「依然求職中」との設定。 | トシ（タカアンドトシ）         |
| 2008.5.27                                  | 緊急企画 いいかげんにセロ!みんなの頭をサプライズ                                 | |                                |
| 2008.7.22 - 8.26                           | 夏休み特別企画 集まれイタズラガキ大将                                            | |                                |
| 2008.9.2 - 9.23                            | いまドキッ!! 旬感ランキング                                                      | 話題の事柄についてのランキングで、タモリが選んだ順位以外のものを当てる。 | タモリ                         |
| 2008.9.30 - 2009.3.10                      | 関係者事情聴取 犯人は誰だ!?                                                      | ゲストの珍エピソードを元に誰がゲストかを当てる。1999年10月5日から2003年3月24日まで4年間放送されていた同名のコーナーが復活。 | タモリ 大竹一樹 （さまぁ〜ず） |
| 2008.9.30 - 2009.9.29                      | 生態リサーチ ここホレ BANG!BANG!                                                 | あるジャンル（テーマ）の4人、または5人のゲストに事前にアンケートをとり、質問ごとにその中の一人の回答を火曜レギュラー陣とゲストが当てる。 | 中居正広 （SMAP）              |
| 2008.11.11 - 12.16、 2009.1.13 -2.3        | タカ改造計画 ダイエット出来タカ!? ↓ タカ改造計画 ダイエット出来タカ!? 2ND SEASON | タカと少女隊ナオミがダイエットに挑戦し、毎週スタジオで体重を量る。第2弾からはタカと共に、ナオミもダイエットに挑戦し、先に10kg痩せた方が勝ちとなっていたが、コーナーが途中で終了し、決着はつかなかった。 | タモリ                         |
| 2008.12.23                                 | 年末特別企画 やらずに終われるか2008                                              | |                                |
| 2009.1.6                                   | 新春特別企画 初夢占いランキング                                                  | |                                |
| 2009.2.10                                  | 緊急企画 ハリウッドスターに 英語で聞けるかな?                                    | |                                |
| 2009.2.24                                  | 特別企画 つっこみタイムトライアル                                                | |                                |
| 2009.3.17 - 4.28                           | 天地鷹                                                                           | タカのボケを聞いてツッこむ、ツッコミ戦国バトル。森田軍と三村軍からツッコミ役を1人ずつ選出し、ツッこむ言葉が分かった方は、タカが被っている兜のランプを叩きツッこむ。正答のジャッジはタカが○×で判定する。タカの問題出題は椿原慶子アナウンサー。ボケはタカ。タカのボケの解説はトシ。 | 大竹一樹 （さまぁ〜ず）        |
| 2009.4.7 - 5.19                            | 週刊チューズデー 赤っ恥袋とじ                                                    | 火曜レギュラー陣、あるいはコーナーゲストの中で週刊誌などの過去の秘発言（記事）を2つ「A」or「B」を紹介し、火曜レギュラー陣が「A」or「B」がどちらを見たいか判定し記事（過去の写真）を紹介するコーナー。 | タモリ                         |
| 2009.5.12 ‐7.14                            | 華麗なる女子系男子 男子ingクイーンコンテスト                                     | 女性より女性らしい（元男性）ニューハーフのダンスクイーンがそれぞれ3名が登場。3名の中から1名をレギュラー陣が判定をしてニューハーフダンスクイーンを決めるコーナー。ニューハーフダンスクイーンを紹介するのは椿原慶子。 | タモリ                         |
| 2009.5.26 - 6.2                            | 涙の法則 こんなのありあり!?                                                      | あるテーマに関して、日常生活にありがちな事（あるある話）「涙・不幸の法則」をレギュラー陣が発表し、神様であるタモリが「ありあり」or「なしなし」、余りにもない場合は「地獄」で判定する。そして、その中からタモリが優秀作品を1つ決めるコーナー。コーナー司会者である三村は神様の姿で出演している。 | 三村マサカズ （さまぁ〜ず）    |
| 2009.6.9 - 6.30                            | ココロのふき出し なに考えてんの〜?                                               | 火曜日のオンエア中の写真が表示されるので写真に写っている人物（大抵はオンエア中の気を抜いている時の顔、よそ見をしている時の顔）にふき出しがあるのでその人物が何を考えていたのかをフリップに書き大喜利形式で答える。 | タモリ                         |
| 2009.7.7                                   | 緊急企画 おにいちゃんはどこまで出来るのか!?                                      | 火曜日のオンエア中の写真が表示されるので写真に写っている人物（大抵はオンエア中の気を抜いている時の顔、よそ見をしている時の顔）にふき出しがあるのでその人物が何を考えていたのかをフリップに書き大喜利形式で答える。 | タモリ                         |
| 2009.8.11 - 9.1                            | 本性丸わかり!Mental Quiz メンクイ                                                | 思わず本性を現してしまう深層心理クイズを出題。火曜レギュラー陣の回答を1人ずつ発表し回答をA - Eに分類する。その分類によって思っていることや、連想したことが暴かれる。心理クイズの解説は心理カウンセラーの松山真己。 | タモリ                         |
| 2009.9.8 - 9.29                            | 一度はやってみたい!? 夢乃大人買い HOW MUCH?                                      | 火曜日のオンエア中の写真が表示されるので写真に写っている人物（大抵はオンエア中の気を抜いている時の顔、よそ見をしている時の顔）にふき出しがあるのでその人物が何を考えていたのかをフリップに書き大喜利形式で答える。 | タモリ                         |
| 2009.10.6                                  | にやめっこ                                                                       | 2008.10 - 2009.3まで半年間、木曜日で放送されていた同名のコーナー（山口智充司会、後に『おだてっこ』にコーナー名変更）が復活した。「にらめっこ」のように代表者2人が向かい合って、お互いを褒め合い、そして、思わず「ニヤ」（笑ってしまった）けてしまった方が負けになる。 | 中居正広 （SMAP）              |
| 2009.10.6 - 2010.5.4                       | 画ったい!                                                                        | 中居と2009年10月から火曜レギュラー陣に加入になったはいだしょうこが、あまりにも独創的な絵を描くエピソードから開始されたコーナー。絵で表現しにくい架空の人物や物のお題が出され、2つのチーム（2010年3月30日までは、スターチームには大竹・タカアンドトシ・柳原、ハートチームには中居・はいだ・三村）、（2010年4月6日からは、スターチームには大竹・タカアンドトシ・はいだ、ハートチームには中居・三村・柳原）、（2010年5月4日の最終回はスターチームには大竹・タカアンドトシ・はいだ・三村・柳原、ハートチームには中居）に分かれた解答者が上・中・下の3つのパートに分かれて、合体させた絵の完成度を競う。1つのパートを書き終える制限時間は30秒で、全員で合計制限時間は1分30秒。前の人の絵は裏返しになり次のパーツを書く人は前の絵が分からない状態で絵を描く。最終的にどちらの絵が良かったか客席100人に判定してもらい、勝利チームの絵は『いいとも!』の番組ホームページに載せられ、その作品に色を塗ってくれる視聴者を募集している。また、前回勝利したチームが描いた絵に視聴者から募集した色を塗って送られてきた作品の中から抽選にて選ばれた作品が紹介され、その中から描いた3人がそれぞれ一番良いと思った作品に直筆サインを添えて返送する。 2010年2月9日より、中居の意見・主張によりどのチームが上・中・下の3分割の部分に描いているのか分からない新ルールが開始された。レギュラー陣はセット裏で描き、誰が描いたのかという事を客席・視聴者には教えずに判定をしてもらう。また、2010年3月30日に最終回となるも、納得のいかない中居の提案で、中居チームが1勝もしていないという事で勝利するまでコーナーが延長することになった（この時点で、次のコーナーは『アイツの大喜利!』に決まっていた）。4月6日から5月4日までは『画ったい!延長戦』として行われるも、結局、中居は1勝もできないまま終了した。 | タモリ                         |
| 2009.10.6 - 2010.6.29                      | ウソつきスパイを あぶり出せ! スッパイ大作戦                                      | レギュラー陣の中から、二人がある行動をするので、どちらが演技をしているかを当てるクイズ。前の日替わりコーナー「お答え足し算100超えたら負けよ!」の時間延長で行われない事がほとんどで、2010年はわずか3回しか行われず、6月29日で終了となった（最終回は『チームに平和はおとずれるのか!?果たしての巻』のサブタイトル付きで行われた）。 | 大竹一樹 （さまぁ〜ず）        |
| 2009.10.13 - 2010.27                       | いいとも 王座決定戦!                                                             | フジテレビ系列で特別番組にて放送されている「ものまね歌合戦」や「歌がうまい王座決定戦」などさまざまな番組がある中で『いいとも!』版のコーナーであり、指定されたテーマが出され、レギュラー陣がものまねや演技などを行い、誰が一番良かったかをゲストに決めてもらう。 | 中居正広 （SMAP）              |
| 2009.11.3 - 2010.9.28                      | お答え足し算 100超えたら負けよ!                                                  | タモリチーム（タモリ・三村・はいだ）、大竹チーム（大竹・タカ&トシ・柳原）に分かれ、様々な質問にゲスト3名のプライベートに関する数字を事前に質問し、合計をして100に近付けるゲーム。足していき99にするか相手が100以上になるとそのチームは勝ちとなる。先攻後攻はじゃんけんで決める。なぜか、この順番を決めるじゃんけんではタモリチームが勝ってしまい大竹チームは後攻に不条理な状態で回されてしまうという不気味な現象が有名である。2010年7月13日放送分では予定より早く終わったため、観客から聞きたい質問を選んでもらい、それを回答していく時間が実施された。2010年9月7日放送分より90 - 100で終了した場合、観客にご褒美として「わらっていいとも」と包み紙に書かれた飴がプレゼントされる。 | 中居正広 （SMAP）              |

#### 2010年代
| 期間                   | コーナー名 | コーナー説明 | コーナー司会                                                                                         |
| ---------------------- | --- | --- | --- |
| 2010.5.11 - 9.28       | アイツの大喜利!                                                                                                 | 1枚のある状況に対する写真をテーマにレギュラー陣らが1名ずつ答え（セリフ）をフリップに考えて書いて、その答えを誰が書いたのかを分からなくする為、謎の金髪女性（通称『ミス・シャッフル』）がシャッフルをし、再び配りなおして代理で大喜利形式にて1名ずつ披露（プレゼン）し、最終的に客席100名にスイッチ（アンケート形式）にて「誰が一番面白くなかったのか?」を判定して、得票にて決定する。時に自分の答えが来ることがある。また、2010年7月20日・8月3日・8月10日・8月17日・8月24日・8月31日放送分では、コーナータイトル名に「オレにもやらせろ SUMMER」というタイトル名が追加され、もう1組ゲストを交えて大喜利をした。毎回タモリが回答例をフライング発言して選択肢を減らしてしまう。出される絵は基本的にカラー。 当初、2010年4月6日に開始する予定だったが、『画ったい!延長戦』（後述）を行った関係で延期となった。9月28日放送分の「最終回ホントは日本が大好きでしたSP」で本コーナーは終了した。 | タモリ                                                                                               |
| 2010.10.5 - 12.28      | お笑いニートを救え! ギャグマーケット                                                                            | 2010.9.10から10.1まで金曜日のオープニングコーナーとして行われた『いますぐ使える!?ギャグマーケット』（関根勤がコーナー司会）を、火曜日のオープニングコーナーへ移動させたもの。 私生活で使えそうなギャグを1〜3つ（またはA〜C）までを紹介、お笑いニート若手芸人達3〜4組が1組ずつネタやギャグを順番に披露し、最終的にお気に入りのギャグをタモリを含むレギュラー陣（バイヤー）は「買いたい」 or 「買わない」かで判定をする。 2010.10.19 - 11.16と11.30放送分は、ミニコーナー「今日を勢いづける一言」（今日を勢いづける一言BOXからタモリがボールくじを引き、当たった火曜レギュラーが一言を言う）の後、CMを挟んでスタートした。また、最終回の12月28日放送分は『特大号』出場権をかけ、観客100人が審査する形式で行われた。 | 大竹一樹 （さまぁ〜ず）                                                                              |
| 2010.10.5 - 2011.3.29  | プライベートレース 金銀銅なの?!                                                                                 | タモリチーム（タモリ・三村・はいだ）、大竹チーム（大竹・タカ&トシ・柳原）に分かれ、ゲストに迎えた3人（組）のプライベートなテーマへの質問に対する答えの数字の順番を、金（1位）・銀（2位）・銅（3位）で順位予想し当てる。「お答え足し算100超えたら負けよ!」の時とは違い、テーマはチーム側からは選べず事前に決められている。 テーマ以外の展開もあり、10月5日放送分では水中息止め競争、10月26日放送分ではラップ破り競争が行われた。 | 中居正広 （SMAP）                                                                                    |
| 2011.1.11 - 2.15       | ものまねバブルにのっかっちゃえ! マネマネマーケット                                                              | 2010.10.5から12.28まで行われた『お笑いニートを救え!ギャグマーケット』を、さらにリニューアルさせたコーナー。 有名人のモノマネを4つ紹介、モノマネ芸人達4組が1組ずつものまねを順番に披露し、最終的にお気に入りのモノマネをタモリを含むレギュラー陣は「スキ」 or 「イマイチ」かで判定をする。 | 大竹一樹 （さまぁ〜ず）                                                                              |
| 2011.2.22 - 3.8        | 笑うと負けよ! アップっぷ〜!!のコーナー!!                                                                        | 指名されたゲストとタモリを含むレギュラー陣合わせて3名が向かい合あった状態でお笑い芸人が芸を披露するコーナー。指名された3名が笑ってしまうと負けになる。 | 大竹一樹 （さまぁ〜ず）                                                                              |
| 2011.3.22              | ザ☆定番ショー                                                                                                   | 火曜レギュラー陣で、様々テーマについて世間の「定番」であろう答えを考え発表し、全員で一致させるコーナー。2000年4月から2003年1月まで3年弱（月曜日→火曜日）、2008年10月から2009年3月まで半年間（木曜日）で放送されていた同名のコーナーが2年振りに復活。 | タモリ                                                                                               |
| 2011.4.5 - 9.27        | タカトシの対決SHOW ほこ×タカ                                                                                    | タカ（タカアンドトシ）が見たこともない世紀の対決ショーを行い、未だかつてないショーを見せる。同局でタカアンドトシが司会を務める『ほこ×たて』のパロディ企画。 しかし、4月12日放送分にて急遽不定期開催扱いに格下げされてしまい、その翌週4月19日・4月26日には事実上の休止が決定。そして5月3日のコーナー紹介では空欄となってしまった。ただし、この日より5月24日まで毎週開催されていたがこれ以降コーナー自体実施されていなかったが、9月6日放送分より復活をした。なお、行われなかった場合はタカの負け扱いとなる。 | トシ （タカアンドトシ）本田朋子（フジテレビアナウンサー）                                            |
| 2011.4.5 - 9.27        | 中居正広の まさかのオールYES めざせ100“まさか”                                                                  | 毎週、3人のゲスト回答者に対して、3人のゲストに関する18個の質問の項目があるので、その中からタモリ、さまぁ〜ず、タカアンドトシが順番に選んでいき、3人のゲスト回答者に質問を投げかける。3人のゲスト回答者全員が「YES」の回答であると、あらかじめ決められた点数（まさか）を獲得する事ができ、合計点数100点（まさか）を超えると客席に「“まさか”アメ」がプレゼントされる。 以前は3人のゲストに対して3人とも「YES」と答えるような「まさか」の質問をタモリ、さまぁ〜ず、タカアンドトシの各チームに分かれてフリップに書き、観客にどの質問が良いかアンケート取り、ゲスト3人とも「YES」だった場合、観客アンケートで獲得した点数が得点として入る方式であった。2011年5月3日放送分からこれまで火曜日に放送していた『お答え足し算100超えたら負けよ!』のフリップを再導入している。 なお、中居が解答者を「（他局の番組名）チーム」と呼び勝手に番組対抗にすることがよくある（例：タモリ「タモリ倶楽部」、さまぁ〜ず「モヤさま2」または「さまぁ〜ず×さまぁ〜ず」または「キカナイト」、タカアンドトシ「お試しかっ!」など）。 | 中居正広 （SMAP）                                                                                    |
| 2011.4.5 - 9.27        | さまぁ〜ずの大竹が ゲストになっちゃうのかよ!?                                                                   | 大竹一樹（さまぁ〜ず）が秘密ゲストになりきって登場し、進行役の三村マサカズ（さまぁ〜ず）やタモリを含むレギュラー陣の質問に答えていき、進行役の三村が出すヒントのフリップを元に秘密ゲストは誰なのかを当てる。 セットと冒頭に流れるBGMはテレビ朝日系列のトーク番組『徹子の部屋』のものを使用している。また、秘密ゲストが登場する際の名前テロップも本番組のものではなく『徹子の部屋』の当時のオープニングと同じ仕様の「今日のお客様は〇〇さん」（出題開始時に大竹が登場する際は「今日のお客様」のみ）という白テロップが使われていた。 当コーナーがオープニングコーナーとなった場合、セット転換の間にタカアンドトシ（タカ・トシ）から「今日のお昼の“SMAP”」として、当日の全コーナーの放送内容が紹介される。 2011年6月7日放送分では、三村が曜日横断企画「放送中に探し出せ!ステキな奥様ハンター」のハンターにボールくじで選ばれて新宿周辺に行ったため、急遽トシがゲストの情報も分からぬまま代理司会を務めた。 夏休みの期間中のみコーナータイトル名に「夏だよSUMMERだよ」が始めに付いていた。                   | 三村マサカズ （さまぁ〜ず）トシ （タカアンドトシ）（2011年6月7日のみ）                               |
| 2011.8.10 - 2012.1.31  | 国民の結論 新宿109                                                                                              | 国民の誰もが気になる「それ、どっちなの?」という気になる2択（「A」 or 「B」）の質問に対して、タモリを含むレギュラー陣とゲストらと観客のアンケート合わせて109人で結論を出していく。 初回（2011年8月10日放送分）は「来週水曜日の『いいとも!テレビ欄』を考える!」の影響で田中裕二（爆笑問題）が小学校の夏休みの宿題をやっていたため、タモリと阿部知代アナウンサーがコーナー司会を務めていた。 当初は水曜日に開催されていたが、2011年10月から火曜日に移動し、コーナー司会も中居正広（SMAP）に変更になった。毎回、中居はタイトルコールをちゃんと言わないため、2011年12月20日放送分は総合司会のタモリがタイトルコールを読み上げた。年明けの2012年1月10日からは、シンキングタイムの終了直後にレギュラー陣がポーズをとるのがお決まりになっている。 シンキングタイム中のBGMは、キャンディーズの『どれがいいかしら』の一節を使用していた。 | タモリ阿部知代 （フジテレビアナウンサー） ↓ 田中裕二 （爆笑問題） ↓ 中居正広 （SMAP）                |
| 2011.10.4 - 2012.1.31  | ザザザの斬新! 赤ちゃんネーム                                                                                    | 斬新すぎる子供（赤ちゃん）の写真が出て来るので、ヒントをもとに名前を紹介。タモリを含むレギュラー陣とゲストらが赤ちゃんの名前を当てるクイズコーナー。2011年12月20日と27日放送分は休止した。 タモリの席の隣には水曜日で開催されていた「ザザザの残念美人・イケメンコンテスト」で使われていたものと同じ「ザ」ボタンがある。 | トシ （タカアンドトシ）                                                                              |
| 2011.10.4 - 2013.4.23  | そっくり グラデーション5                                                                                        | 秘密のゲストのそっくりさんが低い順から高い順の割り合い順に1人ずつ出てくるので、ゲストが誰なのかをタモリを含む火曜レギュラー陣とゲストで当てるクイズコーナーである。似ている割合度は司会担当の三村が判定する。 2012年1月24日放送分はタカアンドトシのタカが三村の代わりに司会を担当した。 このコーナーは2013年に入ってから、隔週及び休止期間が目立ち、2013年4月23日分で正式に終了した。 | 三村マサカズ （さまぁ〜ず）タカ （タカアンドトシ）（2012年1月24日放送分のみ）                        |
| 2012.2.7 - 3.27        | 似て非なるモノ                                                                                                  | 「意味は全く違うけど何か響きが似ている言葉」。そんな「似て非なるモノ」を紹介する。例：「オダギリジョー」と「小田原城」。「デジカメ」と「短め」など。『とったことないアンケート 世界これ何!?ランキング』の延長次第では稀に開催されないことがある。 | タモリ                                                                                               |
| 2012.2.7 - 4.10        | とったことない アンケート 世界これ何!? ランキング                                                               | 毎回、タモリとゲスト（2012年2月14日分以降）を含む、火曜レギュラー陣を対象に史上初となるアンケートを東京都内や外国で男性・女性50名に事前に実施。「どういうアンケート内容なのか?」をランキングのアンケート順位とヒントを元にタモリを含む火曜レギュラー陣とゲストらが予想する。 | 中居正広 （SMAP）                                                                                    |
| 2012.4.3 - 10          | 見破れ! 朝練マジック                                                                                            | 毎回、一流のプロマジシャンをスタジオに招いて、マジシャンが披露するマジックのタネ明かしをレギュラー陣が当てるクイズコーナー。また、毎回、レギュラー陣の1名（主に三村マサカズ（さまぁ〜ず））が本番前にマジックを一流のプロマジシャンに教わり、練習し、本番で披露する。 | タモリ                                                                                               |
| 2012.4.17 - 24         | 私の全てを知ってほしい! 長所・短所 調書ショー                                                                   | ゲストが告白した「自分の長所」をヒントにタモリを含むレギュラー陣とゲストらが「短所」を予想するコーナー。初回（4月17日）のゲストは女優の新垣結衣とお笑い芸人で元いいとも!レギュラーの出川哲朗。 このコーナーで使用されている回転パネルはTBS系列の早朝に生放送されている「みのもんたの朝ズバッ!」のコーナー『ズバッ!8時またぎ』のパロディ企画。尚、このコーナーで実施されていた「私の長所と短所ベスト3」は2012年5月8日放送分より毎週火曜日のテレフォンショッキング内のタモリとゲストとのトークの間に配置転換された。 | 中居正広 （SMAP）                                                                                    |
| 2012.4.17 - 8.21       | あなたは 大丈夫ですか!? 『ギリダサ』 ↓ モロダサ 100%                                                            | 毎回、テーマを元にタモリを含むレギュラー陣とゲストらが、「モロダサい事」を各自フリップに書いて1人ずつ発表。「普通にダサイ」もしくは「おしい」「モロダサイ」をスタジオの観客100名が判定。2012年5月22日放送分からコーナータイトルを『モロダサ100%』に改名。見事100%『モロダサ』を達成したら、100g 2万円の最高級緑茶『屋敷の茶』がタモリを含むレギュラー陣とゲストに贈呈される。 ローラの用いる日本語がやや不自然かつ誤字・誤読が多いためか、竹内友佳アナウンサーがアシスタントで付いている。 | ローラ竹内友佳 （フジテレビアナウンサー）                                                            |
| 2012.8.28 - 10.16      | 夏休み特別企画! 小さな幸せ唱えて日本を明るく! ポジティヴ念ブツ ↓ 小さな幸せ唱えて日本を明るく! ポジティヴ念ブツ | 「この夏に起きた小さな幸せ」 → 「小さな幸せ」を、念仏にして唱えることで大きな幸せにしよう!というコーナー。当初は、「夏休み特別企画」としてスタートしたが、好評だったため、2012年9月4日放送分から正式に日替わりのレギュラーコーナーに昇格した。食ネタが多いタモリはなぜか「うまかった」で終わる。また、さまぁ〜ずの大竹・三村のどちらかが番組内に読まれなかったりする。 念仏を唱えてくれるのは、浄土真宗僧侶の藤岡善念。 2012年10月2日放送分からは、『テレフォンショッキング』の中で行われるようになり、同時に当日のテレフォンゲストも参加して同コーナーの後半部分内で開催されるようになった。 | タモリ                                                                                               |
| 2012.10.2、16 - 23     | 火曜動画劇場 迷探偵ミステリー ホームズ ↓ 迷探偵ミステリー ホームズ                                              | 自宅のミステリーな部分の写真や動画を視聴者から投稿して頂き、「ミステリー」であると思えば、タモリを含むレギュラー陣とゲストらに札を挙げてもらい、「ミステリー」札1枚につき1万円、全員挙がると最高10万円のリフォーム代金が贈呈される。 2012年10月9日放送分は「そっくりグラデーション5」のコーナーが放送されたため本コーナーは休止となり、翌週の10月16日放送分から再度復活をした。 | 三村マサカズ （さまぁ〜ず）                                                                          |
| 2012.10.23 - 2013.4.23 | 嫁タレVSハライチ澤部 夢の炊き込みご飯 夢炊き屋                                                                  | 自称・炊き込みご飯をこよなく愛する火曜レギュラーの澤部祐（ハライチ）とゲストの嫁タレントが簡単で美味しい『アイディア炊き込みご飯』を各自放送前に作り、材料やレシピなど紹介した後、どちらが作ったかがわからない状態で審査員（タモリを含む火曜レギュラー陣とゲスト）らで食べて審査する。 作った者発表時に多数派が嫁タレントだった場合は歓声が上がり、逆に澤部の場合は非難していた方を急にタモリを含む火曜レギュラー陣が賞賛する事がお決まりとなっている。 | タモリ （タイトルコールのみ）竹内友佳 （フジテレビアナウンサー ↓ 久代萌美 （フジテレビアナウンサー） |
| 2013.4.16              | クイズ マドンナの変 彼女に何があったのか!?                                                                      | マドンナの写真を2枚見て、どちらのマドンナが変わってしまったのかをタモリを含む火曜レギュラー陣とゲストで当てるクイズコーナー。 コーナータイトル名を読み上げるのは声優の柴田秀勝。マドンナの台詞を読み上げるのは、同じく声優の岩男潤子。 このコーナーは2012年10月4日〜11月8日まで毎週木曜日に開催され、ピースの綾部がコーナー司会を担当した『変わっちまったのは誰だ!? 勝手に同窓会』に類似している。 このコーナーはあまりにも批判的な内容だった為、わずか1日で終了した。 | 三村マサカズ （さまぁ〜ず）竹内友佳 （フジテレビアナウンサー）                                       |

### 水曜日

#### 1980年代
| 期間                           | コーナー名                                 | コーナー説明 | コーナー出演者                              |
| ------------------------------ | ------------------------------------------ | --- | ------------------------------------------- |
| 1982.10.6 - 1983..             | タモリの 歴史への招待ム                    | | タモリ西川峰子服部良二三田明                |
| 1982.10.6 - 1984.3.            | ジュンちゃ〜んの ワンポイント美容          | | 高田純次                                    |
| 1983.1. - 1984.3               | タモちゃんの エアロびっくり珍体操          | | タモリ大屋政子                              |
| 1983.4. - 9..                  | 世界大奇術                                 | | タモリ                                      |
| 1983.. - 1984.3.               | ジュンちゃんのブラボーダンス               | | 高田純次                                    |
| 1983.9.7 - 1984.9.             | 昼下がりの相談室 ↓ 昼下がりの相談室Ⅱ       | | タモリ山本晋也 田村セツコ（1984年４月より） |
| 1983.10.5 - 10.12              | 実録タモリエージェンシー                   | | タモリ所ジョージ                            |
| 1983.10.26 - 1984..            | タモリのゲームでジンジン                   | | タモリ山本昌也                              |
| 1984.4. - 9..                  | J&Jのスゴいですねぇ                        | | 高田純次 所ジョージ                         |
| 1984.4. - 5..                  | おじさん聞いてよ!                          | | タモリ月亭八方                              |
| 1984.5. - 6..                  | 八方ちゃんとなじもう!                      | | タモリ月亭八方COSMOS                        |
| 1984.10. - 1985.6.             | CMコンテスト                               | | タモリ                                      |
| 1984.10. - 1985.3.             | NEW575                                     | | タモリ渡辺和博松あきら                      |
| 1984.10.3 - 1985.1.23          | 役に立たない相談室                         | | タモリ山本晋也                              |
| 1985.1.30 -                    | ところでチョット！                         | | タモリ山本晋也所ジョージ                    |
| 1985.4.3 - 6.19                | ピタリ当てはまるショー                     | | タモリ山本晋也                              |
| 1985.4.3- - 1987..             | 元祖 所ジョージさんの 頭悪いんじゃないの？ | | 所ジョージ                                  |
| 1985.6.26 -                    | 得意体質自慢                               | | タモリ山本晋也                              |
| 1985.7.3-7.17、9.4-            | 定年バンザイ                               | | タモリ山本晋也                              |
| 1985.7.24                      | 子供バンザイ                               | | タモリ山本晋也                              |
| 1985.7.31                      | 浪人生バンザイ                             | | タモリ山本晋也                              |
| 1985.8.7                       | 中学生バンザイ                             | | タモリ山本晋也                              |
| 1985.8.14                      | 高校生バンザイ                             | | タモリ山本晋也                              |
| 1985.8.21                      | 小学生バンザイ                             | | タモリ山本晋也                              |
| 1985.8.28                      | 女子大生バンザイ                           | | タモリ山本晋也                              |
| 1985.10.2 - 11.27              | ガルーコンテスト                           | | タモリ松澤一之                              |
| 1985.10.2 - 86..               | チクリ箱                                   | | タモリ山本晋也                              |
| 1985.12.4 - 86.2.26            | アルバイター誕生!                          | | タモリ松澤一之                              |
| 1986.3.12、3.26                | 名前だけ有名人                             | | タモリ                                      |
| 1986.3.5、3.19、4.2 -1987.9.30 | 年齢当てコンテスト                         | | タモリ山本晋也                              |
| 1986.4.2 - 1987..              | 決定!これでいいんかい!                     | | タモリ山本晋也所ジョージ                    |
| 1987.4.8 - 4.22                | アイダ!?                                   | | タモリ                                      |
| 1987.4.29-                     | エーッこの人がコンテスト                   | | タモリ山本晋也所ジョージ                    |
| 1987.7.22 - 8.26               | 夏休み特別企画 子ども電話相談室            | | タモリ山本晋也所ジョージ                    |
| 1987.10.7 - 14                 | 所さんの 昼の人体実験室                    | | 所ジョージ                                  |
| 1987.10.7 - 11.24              | 直子のオッケー・オッケー!                  | | タモリ野沢直子                              |
| 1987.10.21 ‐                   | タモリ･所の これでパーペキ!                | | タモリ所ジョージ                            |
| 1987.10.21 - .                 | 新宿東口歌劇団                             | | タモリ所ジョージ野沢直子                    |
| 1987.12.1 - ..                 | 直子のめざせ！花嫁                         | | タモリ野沢直子                              |
| 1987.12.1 - 1988.10.           | 所の歌えばたのしパラダイス                 | | 所ジョージ田中義剛嘉門達夫                  |
| 1988.4. - 1989.9.27            | 金言・格言でどうじょ!                      | 視聴者から色紙に書いた格言を募集して紹介するコーナー。コーナーではタモリと所は扮装した姿で登場していた。コーナーからは『タモさん、トコさんの金言・格言色紙でどうじょ』（ワニブックス）の題名でで本が2冊発行された。 | タモリ所ジョージ                            |
| 1988.10.5 - 12.28              | おタモしみ ラジオショー                    | | タモリ清水ミチコ                            |
| 1988.10. - 1989.9.27           | 家族の肖像                                 | | タモリ所ジョージ、 清水ミチコ               |
| 1989.1.18 - 9.27               | ものまね講座 時はマネなり TIME IS MANE     | 清水ミチコが、毎回とある人物のモノマネを教えるコーナー | タモリ清水ミチコ                            |
| 1989.10.4 - ..                 | クイズ ハガキでトンちんシャン              | | タモリ所ジョージ                            |
| 1989.10.4 - 1990.1.10          | 所･直子の アベック歌合戦                   | | 所ジョージ野沢直子                          |
| 1989.10.4 - 11.15              | ひみつのタモリちゃん                       | | タモリ                                      |
| 1989.11.22 - 1990.7..          | 美熟女コンテスト                           | | タモリ                                      |

#### 1990年代（1990～1995年9月）
| 期間                  | コーナー名                                           | コーナー説明 | コーナー出演者                                                     |
| --------------------- | ---------------------------------------------------- | --- | ------------------------------------------------------------------ |
| 1990.1.17 - 1990.3.28 | 所さんの すんバラしいったら ありゃしない…ハテ?       | | 所ジョージ                                                         |
| 1990.4.11 - 9.26      | 森田(カッパ)の館 前世でドン!                         | | タモリ原田大二郎、 夏木ゆたか                                      |
| 1990.10.3 - 1991..    | オチャラケ社員は大騒ぎ! ↓ 新･オチャラケ社員は大騒ぎ! | | タモリ片岡鶴太郎森脇健児（1991年4月より）仁藤優子（1991年4月より） |
| 1990.10.3 - ..        | 勝ち抜きものまね 電話歌合戦                          | | タモリ吉村明宏                                                     |
| 1991.10.2 - ..        | 振り向けば そこは19XX ↓ 振り向けば あんたは誰なの？  | | そのまんま東 （現・東国原英夫）                                    |
| 1991.10.2 - 1992.3.   | タモ･鶴の 社長漫遊記                                 | | タモリ片岡鶴太郎                                                   |
| 1992.4. - 9.          | 二人の刑事~タモ&鶴~                                  | | タモリ片岡鶴太郎                                                   |
| 1992.10.7 - 1993.3.24 | 引き出しの中の ラブレター                            | | タモリヒロミ                                                       |
| 1992.10.7 - 1993.3.31 | タモ･鶴一座 満員御礼                                 | | タモリ片岡鶴太郎                                                   |
| 1993.4.7 - 6.9        | これさえできれば 人気もん!                           | | タモリヒロミ                                                       |
| 1993.4.7 - 4.28       | よかしりもたず                                       | 人名を並びかえると別の言葉になる、いわゆる人名シャッフル。コーナー名の『よかしりもたず』とは、タモリの本名である森田一義を並びかえたもの | タモリ関根勤久本雅美                                               |
| 1993.5.12 - 9.        | ここほれワンワン!                                    | | タモリ関根勤久本雅美                                               |
| 1993.6.16 ‐ 9.29      | タモリ★ヒロミの 肝っ玉ちっちゃいネ!                  | | タモリヒロミ                                                       |
| 1993.10.6 - 1994.3.30 | しけた顔 直します                                    | | タモリヒロミ藤木相元                                               |
| 93.10.6 - 94.3.30     | 関根くん家とマチャミん家の おかしな人々              | | タモリ関根勤久本雅美                                               |
| 1994.4.6 - 9.         | クイズ 持ってきました!?                              | | 久本雅美中居正広（当時・SMAP）香取慎吾（当時・SMAP）               |
| 1994.4.6 - 9.         | ジジイの 開顔物語                                    | | タモリヒロミ藤木相元                                               |
| 1994.10.6 - 1995.3.   | おのろけタイトルマッチ                               | | タモリ                                                             |
| 1994.10. - .          | あーおどろいちゃった                                 | | タモリ                                                             |
| 1994. - 1995..        | ター坊ヒロ坊 天気予法                                | | タモリヒロミ                                                       |
| 1994.10. - .          | ウド！ホント？                                       | | タモリキャイーン                                                   |
| 1995.. - 96.          | 鳥肌グランプリ                                       | | タモリ                                                             |

#### 1990年代（1995年10月～1999年）
| 期間                                   | コーナー名                                                                                  | コーナー説明 | コーナー司会                 |
| -------------------------------------- | ------------------------------------------------------------------------------------------- | ------------ | ---------------------------- |
| 1995.10. - 1996.3.                     | 私の孫→子供は有名人                                                                         |              | タモリヒロミ                 |
| 1995.10. - 1996.3                      | いいともザ・ワールド                                                                        |              | タモリ森口博子出川哲朗よゐこ |
| 1996.4. - 9.                           | リアクション心理テスト あなたならどうする？                                                 |              | タモリ森口博子出川哲朗よゐこ |
| 1996.10. - .                           | うそ？ホント！クイズ                                                                        |              | タモリ                       |
| 1996.10. - .                           | わが家の人気者                                                                              |              | タモリキャイーン             |
| 1996.10. - .                           | とびだせ 超美チャイドル                                                                     |              | タモリ                       |
| 1996.10. - .                           | INNスイヨータイム                                                                           |              | タモリキャイーン             |
| 1997.2. - 3.26                         | コギャルのリコちゃん 分かるでショー                                                         |              | タモリ西野莉子               |
| 1997.4.2 - 7.16                        | そんな事も知らないの？                                                                      |              | タモリ                       |
| 1997.4.2 - 7.16                        | １人はエライ!                                                                               |              | タモリ                       |
| 1997.4.23 - 6.18                       | パーツクィーン BODY×BODYコンテスト                                                          |              | タモリ                       |
| 1997.7.2 ‐ 1998.3.25                   | お昼のコメント研究所                                                                        |              | タモリヒロミ                 |
| 1997.7.23 ‐ 9.3                        | 真夏のくりそつマンボ                                                                        |              | タモリ                       |
| 1997.7.23 ‐ 1998.3.25                  | アルタ天然記念物 そりゃびっくりだね                                                         |              | タモリ                       |
| 1997.9.10 ‐ 1998.3.4、4.15 - 1999.3.24 | クイズ お悩みブッ飛ばしSHOW ↓ スーパー お悩みブッ飛ばしSHOW ↓ あなたの お悩みブッ飛ばしSHOW |              | タモリ                       |
| 1998.4.1 - 194.8                       | あなたをもっと知りたくて                                                                    |              | タモリ                       |
| 1998.4.15 ‐ 4.22                       | タンゴ アレナンチューノ                                                                     |              |                              |
| 1998.4.15 ‐ 4.22                       | ニュースうまいこというね                                                                    |              |                              |
| 1998.4.29 - 7.8                        | 写真週刊誌Wednesday創刊                                                                     |              |                              |
| 1998.4.29 - 5.27                       | つぶやき花子 切磋琢磨ショー                                                                 |              |                              |
| 1998.6.17 - 9.23                       | 世界発! おどロイター通信                                                                    |              |                              |
| 1998.7.15 - 8.19                       | 筆相いい字                                                                                  |              |                              |
| 1998.9.30 - 1999.3.24                  | 美味堪能ショー 驚きの一品召し上がれ                                                         |              |                              |
| 1998.9.30 - 1999.3.17                  | 松村邦洋プレゼンツ ものまねクイズ 僕らは謎の三銃士                                          |              |                              |
| 1999.3.24                              | ユースケプレゼンツ 世紀末オーディション 君こそコタモリだ                                    |              |                              |
| 1999.3.31 - 9.28                       | 技あり                                                                                      |              | タモリ                       |
| 1999.3.31 - 2000.3.30                  | 秘密のつながりデラックス                                                                    |              |                              |
| 1999.4.7 - 7.21                        | お顔足し算番付 ↓ お顔足し算番付Ｆ                                                           |              |                              |
| 1999.9.22 - 29                         | 秘密のつながりデラックスＭ                                                                  |              |                              |
| 1999.10.6 - 2000.1.12                  | 方言ワールド やっぱりわがんね                                                               |              |                              |
| 1999.10.6 - 2000..                     | 看板男コレクション                                                                          |              | タモリ                       |

#### 2000年代
| 期間                          | コーナー名 | コーナー説明 | コーナー司会                      |
| ----------------------------- | --- | --- | --------------------------------- |
| 2000.1.19 - 2.16              | 右脳テスト /見たことあるハズなのに! ↓ 右脳に挑戦! クイズピクトグラフ                                              | |                                   |
| 2000.2.23 - 2001.3.28         | 今日が私の初体験 ↓ 有名人今日が私の初体験                                                                         | |                                   |
| 2000.4.5 - 4.26               | 超爆笑! トークの真相                                                                                              | | 田中裕二 （爆笑問題）             |
| 2000.5.3                      | ゴールデンウィーク特別企画 催眠術にかかってるのは誰だ                                                             | |                                   |
| 2000.5.10                     | 法律クイズ 罰と罪                                                                                                 | |                                   |
| 2000.5.17                     | 特別企画 ふかわ＆花子緊急アンケート                                                                               | |                                   |
| 2000.5.24 - 7.12              | 法律トーク ハッキリさせまショー                                                                                   | |                                   |
| 2000.7.19 - 3.29              | 夏休み納涼スペシャル心 霊写真買い取ります ↓ 心霊写真買い取ります                                                  | |                                   |
| 2000.10.4                     | これって何コン!?                                                                                                  | |                                   |
| 2000.10.11                    | 緊急企画 これが似合えばイイ男                                                                                     | |                                   |
| 2000.10.18                    | 男の中のイイ男 | |                                   |
| 2000.10.25 - 2001.10.24       | ご先祖様は有名人 ↓ ご先祖様はスゴイ人！                                                                           | 歴史上の人物や有名人の子孫である人が登場（名字が同じ場合は伏せて登場）し、家系図や人物にまつわる品（持参できない場合はその写真）や子孫直筆のイラスト、ヒントとなるイラストを元に、レギュラー陣が誰の子孫かを当てる。 太田光は正解の人物や出演者に因むボケた答を書いていた。サンドウィッチマンを結成したばかりの伊達みきお（本名の「伊達幹生」名義）が伊達政宗の子孫として出演したことがある。 | タモリ                            |
| 2000.11.15 - 2001.1.17        | 奥様の秘密買い取ります ↓ あなたの秘密買い取ります                                                                 | | タモリ田中裕二 （爆笑問題）       |
| 2001.1.10                     | 特別企画 田中裕二くんの誕生日を祝おう                                                                             | |                                   |
| 2001.1.24 - 3.28              | 買い物上手! あなたが一番                                                                                          | |                                   |
| 2001.4.4 -                    | ツイてる人にさわりたい                                                                                            | | タモリ                            |
| 2001.4.4 - 5.2                | 本音で答えて! お客様ナンバーズ                                                                                    | |                                   |
| 2001.5.9 - 2002.5.1、10.9     | 覆面アンケートバトル 百分の一への挑戦                                                                             | |                                   |
| 2001.7.25                     | 夏休み特別企画 アンケートバトル1人への挑戦                                                                        | |                                   |
| 2001.11.7 - 2002.6.12         | クイズものまねショー                                                                                              | |                                   |
| 2001.12.12 - 2002.9.25        | 美男子ミュージアム                                                                                                | | タモリ田中裕二 （爆笑問題）       |
| 2002.4.3 - 6.5                | 怒りのベストファイブ                                                                                              | | タモリ                            |
| 2002.5.22                     | ついてる人にさわりたい 頑張れニッポンSP                                                                           | |                                   |
| 2002.6.12 - 7.24              | 国会に殴り込み! 燃えよハマコー新党                                                                                | |                                   |
| 2002.6.19 - 2003.1.15         | ご先祖さまはエライ人!                                                                                             | |                                   |
| 2002.7.31 - 2003.1.29         | クイズ! すっぴんスター                                                                                            | | タモリ                            |
| 2002.10.2 - 2003.3.26         | 俗説研究所 福耳なのにビンボー?                                                                                    | | 田中裕二 （爆笑問題）             |
| 2002.11.20                    | 緊急企画ハリー・ポッター上陸記念 君は魔法使いになれるか                                                           | |                                   |
| 2002.12.18 - 12.25            | 冬休み特別企画 ロンリー美男子ミュージアム                                                                         | |                                   |
| 2003.1.15                     | ギネス認定記念特別企画 小泉首相に伝えたい                                                                         | |                                   |
| 2003.1.22 - 3.26              | 噂のリング☆バトル                                                                                                 | | 山口智充                          |
| 2003.2.5 - 3.26               | 声を出して伝えたい日本語                                                                                          | |                                   |
| 2003.4.2 - 5.1                | 林家コンペイトウゲーム                                                                                            | | 田中裕二 （爆笑問題）             |
| 2003.4.2 - 4.9                | スパルタ生け花教室                                                                                                | | 藤井隆                            |
| 2003.4.2 - 6.18               | ＞＜ 実物スケールショー                                                                                           | |                                   |
| 2003.4.16 - 5.21              | 集まれフラワーチャレンジメント                                                                                    | | 藤井隆                            |
| 2003.5.7 - 5.28               | タモリ教授と オオタ博士                                                                                           | |                                   |
| 2003.5.28 - 7.9               | ドリームズカムチャイルド                                                                                          | | タモリ                            |
| 2003.6.4 - 9.24               | 我が家の家宝 THE松竹梅                                                                                            | | 田中裕二 （爆笑問題）             |
| 2003.6.25 - 9.24              | アンケート取っちゃいました BINGO☆BINGO                                                                            | | 藤井隆                            |
| 2003.7.16                     | 家族が水着にきがえたら オヤコレ                                                                                   | |                                   |
| 2003.7.23 - 8.13              | 明日のスターを目指せ！ ママドル2003                                                                               | 子供がいる女性が水着で登場するので審査するコンテスト。 | タモリ                            |
| 2003.8.20 - 8.27              | 年の差対決 どっちがうえ                                                                                           | |                                   |
| 2003.9.3 - 9.24               | 年齢当てコンテスト リローテッド ↓ 年齢当てコンテスト レインボーブリッジを封鎖せよ ↓ 年齢当てコンテスト 最後の聖戦 | |                                   |
| 2003.10.1 - 2005.3.30         | あの頃ゲストは若かった ↓ あの頃ゲストは若かった ハイパー ↓ あの頃ゲストは若かった ニューハイパー                  | | タモリ                            |
| 2003.10.1 - 2005.9.28         | ダウトニュースJAPAN ↓ ニュースダウトJAPAN 芸能界の真実はどっち                                                    | | 田中裕二 （爆笑問題）             |
| 2003.10.1 - 2004.1.7          | いいとも公認 イケ免許                                                                                             | |                                   |
| 2004.2.18 - 3.31              | 教科書ビジュアルクイズ この人見た事あるけど誰だっけ?                                                              | |                                   |
| 2004.4.7 - 9.29               | いいとも的中国語講座 漢字で書いチャイナ!                                                                          | | 藤井隆                            |
| 2004.10.6 - 10.27             | 心の声を聞け 芝居ダーマン                                                                                         | | タモリ                            |
| 2004.11.10 - 12.22            | 鉄の言霊 アイアン名言                                                                                             | |                                   |
| 2004.12.1                     | 杉田かおる生誕40周年スペシャル企画 ビューティフル変身ショー                                                       | |                                   |
| 2005.1.12                     | 田中裕二生誕40周年記念企画 田中より子供に見える                                                                   | |                                   |
| 2005.1.19                     | 緊急企画! 負け犬からセレブへ!! 杉田かおる40歳結婚いいとも記者会見                                                 | |                                   |
| 2005.2.2                      | 品川よりガリガリ君な人 コンテスト                                                                                 | |                                   |
| 2005.3.16 - 7.27              | 以心伝心絵心クイズ 頭の中をのぞきまSHOW                                                                           | | 品川庄司                          |
| 2005.4.6 - 5.26               | クイズ! この手誰の手スターの手                                                                                    | | タモリ                            |
| 2005.6.1 - 7.6                | 手相で占え! ザ・スターランキング                                                                                  | |                                   |
| 2005.7.13 - 8.31              | 一番遠くから来たお客さんは誰だ お台場某県王                                                                       | |                                   |
| 2005.8.31 - 11.9              | いいともモンタージュ! 森田クリニック                                                                              | | タモリ                            |
| 2005.9.7 - 9.14               | 石原気分 | |                                   |
| 2005.9.28                     | 杉田かおる気分! 結婚したい男ランキング                                                                            | |                                   |
| 2005.10.5 -11.9               | アイドルインタビュー let's ゴー ヤングだった                                                                      | |                                   |
| 2005.10.5 -11.16              | 見た事あるけどかけるかな? 描いテスト                                                                              | |                                   |
| 2005.11.16 - 2006.3.29        | いいとも! ちょい不良(ワル)コンテスト                                                                              | | タモリ                            |
| 2005.11.16 - 2006.3.29        | いいとも証券 この株価誰                                                                                           | |                                   |
| 2005.11.30 - 2006.3.29        | いいともヒアリングテスト Listen to me?                                                                            | | 太田光 （爆笑問題）               |
| 2006.4.5 - 6.7                | アルタのオモい しょいまっしょい!!                                                                                 | | タモリ                            |
| 2006.4.5 -4.12                | 確率王者 キセキング                                                                                               | | 田中裕二 （爆笑問題）             |
| 2006.4.5 - 7.19               | 胸キュンフレーズ品評会                                                                                            | | 品川庄司                          |
| 2006.4.19 - 6.7               | 組み合わせクイズ ドッキンQ                                                                                        | | 田中裕二 （爆笑問題）             |
| 2006.6.14 - 9.6               | 知りたい正体 このケータイ!                                                                                        | | タモリ                            |
| 2006.6.14 - 7.12              | 味覚で勝負! 本物グルメは誰だ?                                                                                     | | 田中裕二 （爆笑問題）             |
| 2006.7.19 - 9.27              | 使って試して松竹梅 本物セレブは誰だ?                                                                              | | 田中裕二 （爆笑問題）             |
| 2006.7.26 - 8.23              | 太田の実況 スゴ技スタジアム ↓ これができるのは私だけ!? スゴ技スタジアム                                           | |                                   |
| 2006.8.30 - 9.27              | ひと夏の想い出 胸キュンフレーズ品評会                                                                             | | 品川庄司                          |
| 2006.9.13 - 9.27              | 4人たしたら ダレナンジャー                                                                                        | | タモリ                            |
| 2006.10.4 - 2007.3.28         | 客席アンケート 答え全部出せるかな                                                                                 | | タモリ                            |
| 2006.10.4 - 2007.3.28         | 一度は変身したかった!? キャラクター大図鑑                                                                         | | タモリ                            |
| 2006.10.4- 2007.3.28          | パーツで当てろ! イマジ絵ーション                                                                                  | | 田中裕二 （爆笑問題）             |
| 2006.11.15                    | 緊急企画 オリラジいいとも慣れたかな!?                                                                             | |                                   |
| 2007.2.14                     | バレンタイン特別企画 今夜使える!!今決めゼリフ大賞                                                                 | | タモリ                            |
| 2007.3.14                     | ホワイトデー特別企画 思わずオチちゃう今決めゼリフ大賞                                                             | | タモリ                            |
| 2007.4.4 -                    | 人間ダウンロード 音楽アンジェラ暗記                                                                               | | タモリ                            |
| 2007.4.4 - 9.26               | 本日限定 プラチナランチショー ~アルタの花道~                                                                      | テーマに因んだ4つの曲があるので、3つのヒントから該当する1曲をパネラーが選ぶコーナー。正解者はショーを見ることが出来るが、不正解者はSPに連れ去られて退場する。 | タモリ 渡辺和洋                   |
| 2007.4.4 -                    | アナタのハートをわしづかみ! 決めゼリフ5                                                                           | | タモリ                            |
| 2007.5. - 6.20                | この人 ウワサのマドンナ先生                                                                                       | |                                   |
| 2007.6.27 ‐9.26               | 私のまわりの ハニカミ王子!!                                                                                       | |                                   |
| 2007.. ‐9.26                  | 行列アルバム この先なぁ～に!?                                                                                     | |                                   |
| 2007.10.3 - 11.28             | ちびメン☆パラダイス                                                                                               | | タモリ                            |
| 2007.10.3 - 2008.3.26         | 予想屋に聞け! ゲストご自慢ダービー                                                                                | | 田中裕二 （爆笑問題）             |
| 2007.10.3 - 2008.3.26         | 偉人たちの大好物                                                                                                  | | タモリ                            |
| 2008.4.2 - 5.7                | プレミアコスプレショー                                                                                            | | タモリ                            |
| 2008.4.2 - 2009.1.27          | クイズ! メイクダウト                                                                                              | タモリチームと太田チームに分かれ、問題を選ぶ。即興で問題に応じた選択肢を2つ作り3択にして出題、相手チームの1人を指名して解答させる。指名された人が間違えた場合は退場（後ろで正座）しなければならないが、その後同じチームが正答したら戻ることができる。 | 千原ジュニア（千原兄弟）          |
| 2008.4.2 - 9.24               | アウトロどん! | 「イントロ」ならぬ「アウトロ」（曲の終わり）を聞いて曲名を答える。 | タモリ                            |
| 2008.5.21 - 7.16              | 出た目で勝負! コロコロワーディング                                                                                | サイコロで決められた文字数でテーマに沿った単語を挙手制で発言し、司会のタモリがその単語が条件に合っているか判断し、その中から一番良かったフレーズを決定する。 | タモリ                            |
| 2008.7.23 - 8.27              | 彼氏が彼女に着替えたら2008                                                                                        | | タモリマリエ                      |
| 2008.9.3 - 9.24               | AROUND40 アラフォーに 好かれたい!                                                                                 | あるテーマについて、AROUND40（40歳代の女性）に好かれるような回答をするコーナー。 | タモリ                            |
| 2008.10.1 - 12.17             | 投稿!今ドキ早口言葉 青山テルマ赤山テルマ黄山テルマ                                                                | 視聴者が投稿した早口言葉をレギュラー陣が1人ずつ言い、全員きちんと言えたらクリア。誰かが言えなかった場合は全員が冷却ガスを浴び投稿者に「一万テルマ」（いくらなのかは不明）が贈呈される。コーナー終盤では早口言葉になっていないボツ作品も公開していた。 | タモリ                            |
| 2008.10.1 - 12.10             | めざせ平成ウチのお宝スゴいんです･･･ 確かに!                                                                       | ある有名人にまつわるお宝を元に、その有名人が誰であるかを当てる。 | タモリ                            |
| 2008.12.17                    | 緊急企画 アナタのお悩み聞きまうぃっしゅ！                                                                         | | DAIGO                             |
| 2008.12.24                    | クリスマスイブ特別企画 タモさん プレゼント持って帰ってくれるかな                                                  | |                                   |
| 2009.1.7 - 1.14               | 爆笑問題田中 ↓ おすぎ&ピーコ誕生日記念 プレゼント持って帰ってくれるかな                                           | |                                   |
| 2009.1.14 - 3.11              | アナタのご自慢 聞きまういっしゅ!                                                                                  | | DAIGO                             |
| 2009.1.21 - 1.28              | 話題のキーワード 教えて!太田記者 ↓ 誰も知らないニュースのウラ側 教えて!太田記者                                   | | DAIGO                             |
| 2009.2.18 - 3.11、 8.5 - 8.19 | マリエの私服センスを盗んじゃえ! 勝手にオシャレ泥棒 ↓ ハイセンスファッションショー ジュニアのオシャレ泥棒          | 千原ジュニアがマリエの私服を試着、スタジオで披露してセンスを体感する。 | タモリマリエ                      |
| 2009.3.11 -2010.9.29          | 世代別アンケート アラゆる答え ハンティング                                                                        | あるテーマについて事前に20代 - 60代の幅広い世代別に女性（時には男性）にアンケート調査を実施。タモリチーム（タモリ・おすぎ・DAIGO・ゲスト）と爆笑チーム（爆笑問題・ピーコ・マリエ・ゲスト）、（2010年3月31日まではジュニアチーム）に分かれ、そのテーマの中でランクインしている項目1位 - 5位を当てる。ランクインしている項目は動物やチューリップ（2010年4月以降は千原ジュニアを模した色別のイラストとなっているが、7月21日放送分から3週はその内1枚をヘアバンドとサングラス姿の玉置浩二のイラストに変更された）などのイラストが描かれたパネルで隠されている。パネルのオープン数×10点で点数が入り、指名したイラストに正解があった場合には100点が入る。ポイントを多く取れたチームの勝ちとなる。2010年4月よりコーナー司会がタモリから千原ジュニアに変更された。初期は3回お手つきするまで回答でき、ポイント制ではなかった。また、2009年11月より一時期、敗者に動物モノマネの罰ゲームを課したときがある。 | タモリ ↓千原ジュニア （千原兄弟） |
| 2009.3.18 - 9.23              | DAIGOのご自慢ゲスト 当てまういっしゅ!                                                                             | 09.1.14 - 3.11まで放送されていた『アナタのご自慢聞きまうぃっしゅ!』をリニューアルしたコーナー。DAIGOの部屋に待機している丸秘ゲストのプロフィールやご自慢エピソードを1つ目 - 2つ目までを紹介。1部分が穴埋めとなっているので、その部分を当てる。ゲストのプロフィール、年齢、血液型、ご自慢エピソード、DAIGOが描いたゲストの似顔絵等を元にゲストに登場してもらい奇跡的自慢を紹介するコーナー。 | DAIGO                             |
| 2009.5.13 - 7.22              | ちっちゃい田中も仰天! アラ2m（ツー）は誰だ!?                                                                      | 我こそは身長が2mに近い、あるいはそれ以上あるという一般人に登場してもらう。3名の顔だけが始めに登場し、レギュラー陣がさまざまな質問などをして1人だけが2mと高身長である（アラ2m）を推測するコーナー。 | 田中裕二 （爆笑問題）             |
| 2009.9.2 - 2010.3.31          | 発表! 知らなきゃイケない!? 最新ワード展覧会                                                                       | 現在流行している最新の言葉をタモリを含むレギュラー陣が絵を描いて『知ってる』か『知ったかぶり』の項目で判定する。コーナーでタモリやその他が描く絵は味があるためか好評で、ジュニアの独断でTシャツなどのグッズ化が決定され、翌週に製品化されたものが公開されている（コーナーの流れとは一切無関係）。また、DAIGOは毎週、ユニット（バンド）のメンバーの絵を描き、次の週には自身が作詞・作曲をした曲を披露している。 なお、コーナーでDAIGOが作った曲がCD化され、2010年5月12日に発売された。 | 千原ジュニア（千原兄弟）          |
| 2009.9.30 - 10.28             | まだまだ独身! D35オーディション                                                                                   | 推薦者が登場し、一般人独身男性35歳以上で未婚が条件のイケメンな独身男性コンテストであり、タモリを含むレギュラー陣は白旗を持っていて、出場者に対し「この人には勝てない」と思ったら白旗を挙げる。1人でも白旗が挙がれば「D35特製ステッカー」、全員が白旗を揚げた場合は金一封と「D35チャンピオンベルト」が贈呈される。「自分には勝てる」と思っているタモリと爆笑問題（太田光）は必ずして白旗を挙げない。そのため、「D35チャンピオンベルト」の獲得者はいない。 | マリエおすぎ&ピーコ               |
| 2009.11.4 - ..                | ワタシ、 日本でコレ覚えました! THE プチ ENGEI SHOW                                                                | 外国人が登場し、「日本が好き過ぎて覚えた」プチ自慢芸を披露してもらい、レギュラー陣が『あっぱれ』or『残念』で判定する。『あっぱれ』の札が1つでも挙がれば「品川 船清」の屋形船食事券、全員の札が挙がれば賞金3万円が贈呈される。コーナー終了後にはマリエが、英語で書かれた挑戦者募集のボードを持ちながら英語で挑戦者募集をしている。 | タモリ                            |

#### 2010年代
| 期間                       | コーナー名                                                                             | コーナー説明 | コーナー司会                                           |
| -------------------------- | -------------------------------------------------------------------------------------- | --- | ------------------------------------------------------ |
| 2010.1.20 - 3.31           | ゲストは誰だ!? ザ☆KY太田ショー                                                         | 秘密ゲストの3つの人生の転機と「KY」（空気が読めない）太田が出すヒントから秘密ゲストをタモリを含むレギュラー陣が分かったら太田に耳打ちをする。また、太田の出すヒントが秘密ゲストに失礼な発言をした度に秘密ゲストがボタンを押す「KYメーター」が点灯する前に答えなければいけない。最初のコーナー説明と「KYメーター」が点灯した場合には中村から強制的に×マークのマスクが太田に付けられ話すことができない。コーナー司会の太田は赤色のジャケットを着用し、背後には「空気が読めない」と書かれており、これは2009年度『特大号』の手相コーナーで太田の手相に「KY線」があると言われたからである。 | 太田光 （爆笑問題）中村光宏（フジテレビアナウンサー）  |
| 2010.4.7 - 7.7             | 有名人お名前検定 い〜漢字やな漢字                                                      | 登場するゲストの名前をフルネームで漢字にして正しく書くお勉強コーナー。教室をセットに、タモリが先生役で水曜レギュラー陣が机を並べる。DAIGOが、「起立・礼・着席（に似たオチ）」で挨拶を行うのが恒例となっている。正解・不正解が判明した後には、タモリがゲストの名前の漢字について、漢字の成り立ちや意味などを解説する。お題になったゲストの漢字などはタモリ直筆である。助手（副担任）は中村光宏アナウンサー。 | タモリ中村光宏（フジテレビアナウンサー）               |
| 2010.7.14 - 8.25           | こんな変身マリエない! Tokyo Girls芸人Collection                                        | 女性お笑い芸人がマリエプロデュースの流行服衣装を着て変身をして登場するコーナー。2010年7月14日放送分では、レギュラー陣審査員はそのファッションを見て「マリエってる」or「マリエってない」で判定をしたが、全員が「マリエってない」と判定をし、マリエは次のコーナーから、緑色のジャージ姿に上履きという姿で出演した。 | タモリマリエ                                           |
| 2010.4.7 - 9.29            | ご主人様の素顔を暴露! 昼のペットスタジオ                                               | 秘密ゲストが飼うペットをモニターに写し、ペットが語る「ご主人様の秘密」の第1〜3位（2位までの場合も多い）までを紹介しながら、ヒントを元に秘密ゲスト（飼い主）が誰であるのかを当てるコーナー。水曜レギュラー陣の千原ジュニアは秘密ゲストのペットの声を担当。コーナータイトル名は、フジテレビ系列のヒット番組「夜のヒットスタジオ」から由来している（「ペットスタジオ」コーナーロゴ表記は、DELUXE以降のものをアレンジしている）。 | 田中裕二 （爆笑問題）                                  |
| 2010.9.1 - 29              | 間違い残し! ハチブンノダウト                                                           | あるテーマに関する8つの中から1つだけのウソをレギュラー陣全員が協力をして見分けるコーナー。正解するとテーマにちなんだ商品がプレゼントされる。2010年9月8日放送分のみ、間違えた場合は連帯責任としてチームワークが良くなる(？)ギムネマ茶を飲むことになる。効能は、ダイエット効果・便秘解消・糖尿病予防。また、この日には特別企画として、「キュウブンノダウト」として、WaTがゲストとして登場した。 翌週15日からは正解するとお題にちなんだご褒美がプレゼントされるが、失敗の場合はスタッフが頂くルールに変更された。チャンスは2回だけだが、2010年9月22日放送分からは1回のみと厳しい展開となった。 また、正解した場合はご褒美をテレフォンショッキングの時間中に食べることができた。 | タモリ                                                 |
| 2010.10.6                  | ヘンなワケないだろ日本人                                                               | 「日本のここがおかしい」をテーマに、日本人チーム（おすぎ・ピーコ・DAIGO・ゲスト2名程度）と外国人チーム（タモリ・太田・ジュニア・外国人6名程度）に分かれて、毎回異なるテーマで外国人100名に事前にアンケートを取ってランキング形式にて紹介し、討論しあうものだったが、わずか1回で終了した。 | 田中裕二 （爆笑問題）                                  |
| 2010.10.6 - 20             | 今週のうめえ言 かもね                                                                  | この1週間の新聞（一般紙、スポーツ新聞、夕刊紙）の記事の中から今週生まれた「うめえ言」（名言の卵）を5点紹介、ベスト5をランク付けして決定し、1位になった名言を未来に残す「うめえ言」として認定するコーナー。10月20日放送分から、その発言が名言かどうかをタモリを含むレギュラー陣が名言かボツかで、「認めます」or「認めねぇ」の札で判定する方式となったが、この週を最後に終了し、わずか3週の短命に終わった。 | 千原ジュニア（千原兄弟）                               |
| 2010.10.27 - 11.3          | 代喜利 気分はフランソワ                                                                | 発表されるお題に対して、言いそうな一言を考え答える大喜利コーナー。水曜レギュラー陣が1人ずつ順繰りで解答するのだが、代理人（3名中2名は素人）を介在するのが特徴。解答者は、代理人のうち1人を指名して、耳打ちで答えを伝え、その場で発表してもらう。スイッチ（アンケート形式）を持つ観客の支持を得て、各レギュラー陣全ての解答の支持数が最終的に足して100となるのを目指す。 セットにはスイッチと連動した100個のLED盤が取り付けられており。押した観客の位置が分かる（詳細不明）仕掛けになっており、1度点灯した場所は点き続ける。 | タモリ                                                 |
| 2010.10.13 - 11.17         | ウソか?ホントか? 白黒つけまSHOW                                                        | ゲストにまつわるエピソード（噂）を、白チーム（森田・おすぎ・ピーコ）と黒チーム（太田・ジュニア・DAIGO）に分かれて、それを嘘か本当かあるいはA or Bかの二者択一を当てるクイズ。ルールはリバーシの要領で、順番に番号を指定し、その番号ごとに出題される問題に正解するとマス目がそのチームの色となるが、ハズレの場合はマス目が相手チームのものとなる。多く取った方が勝ちとなる。先攻後攻は各チームの代表者であるタモリと太田がじゃんけんをするが、翌週20日からは先週勝利したチームから先攻となった。11.10からは観覧客席が真ん中を境に白チーム・黒チームに分けられ、レギュラー陣側での勝敗結果により、半分の観覧客にいいとも!オリジナル飴がプレゼントされる。 | 田中裕二 （爆笑問題）                                  |
| 2010.10.24 - 12.22         | 新宿衝撃（）館                                                                         | インパクトのある芸を持った方々が登場し、レギュラー陣とゲストがそのインパクトの大きさに応じて審査員が手元のボタンを押し、1点につき千円が獲得できるコーナー。最高は3万円が贈呈される。一人あたり5点まで入れることができる。2010年12月1日放送はオープニングコーナーにて放送された。 | タモリ                                                 |
| 2010.11.24 - 2011.3.9      | あなたの（おそらく） 知らない世界                                                      | 一般的にはあまり知られていない特殊な職業の方々（3〜4名）に登場してもらい、実態をクイズにして解明していくコーナー。タモリチーム（タモリ・ピーコ・DAIGO）と太田チーム（太田・おすぎ・ジュニア）に分かれてランキング（2問程度）の1位を当てる。前半は仕事にまつわるエピソードを紹介し、後半がクイズコーナーとなっている。以前火曜日に中居正広がコーナー司会を務めていた「あなたの（知ってるようで）知らない世界」というコーナーがあり、内容が類似している。2011年3月23日は放送されなかった。 | 田中裕二 （爆笑問題）                                  |
| 2010.11.10 - 2011.3.30     | 今日のゲストわかるかな? ザ・少数テン                                                   | 事前に観覧客（100名）からアンケートを採って作成された秘密ゲストに対するイメージをランキング化し、その中でも少数意見をもとに、タモリとレギュラー陣が秘密ゲストを当てるコーナー。視聴者および観覧客には上位に入った意見もボードを撮す形で紹介される。コーナータイトルは「ザ・ベストテン」（TBSテレビ）をもじっており、タイトルに同番組のテーマ曲の一部、効果音に本家のランキングボードのドラム音が使用された。 | 千原ジュニア（千原兄弟）                               |
| 2011.3.23                  | お答え足し算 100超えたら負けよ!                                                        | タモリチーム（タモリ・ピーコ・おすぎ）、太田チーム（太田、Jr）に分かれ、様々な質問にゲスト3名のプライベートに関する数字を事前に質問し、合計をして100に近付けるゲーム。足していき99にするか相手が100以上になるとそのチームは勝ちとなる。先攻後攻はじゃんけんで決める。90 - 100で終了した場合、観客にご褒美として「わらっていいとも」と包み紙に書かれた飴がプレゼントされる。2009.11.3 - 2010.9.28まで火曜日で中居正広がコーナー司会で行われていたコーナーが復活。 | 田中裕二 （爆笑問題）                                  |
| 2011.4.6 - 6.29            | タモさんの頭の中を当てろ! ピッタモリ                                                   | テーマに沿ってタモリが普段、どんなことを考えているのかについて、レギュラー陣がその頭の中を予想する。レギュラー陣はタモリの格好をしてフリップに回答を書く。タモリが考えていることが一致すれば、「ピッタモ賞」として、いいとも特製「タモリ巻き寿司」がプレゼントされる。尚、2011年5月4日の放送分からレギュラー陣がタモリの格好に扮する事が不評だったため、中止された。 2011年5月25日放送分のみ「カマさんの頭の中を当てろ!ピッカマリ」と題して、クリス松村がゲストとして登場し、テーマに沿ってクリス松村が普段、どんなことを考えているのかについて、タモリを含むレギュラー陣がその頭の中を予想した。クリス松村が考えていることが一致すれば、「ピッカマ賞」として、いいとも特製「オカ巻き寿司」がプレゼントされることになっていたが、正解者は出なかった。 |                                                        |
| 2011.4.6 - 7.27            | 目指せ連続正解 クイズ!わかってない                                                     | テーマに沿ってその分野の専門家に来て頂き、実際に『意外と理由がわかっていない事』を「わかってる」or「わかってない」のレバーでレギュラー陣とゲストらが判定して当てるコーナー。5問連続正解するとスタジオアルタ地下2階にある『築地銀だこ』の全種類のたこ焼き、スタジオアルタ裏の「阿杏」の焼き小籠包がレギュラー陣とゲストら全員にプレゼントされる。また、10問正解すると豪華賞品がプレゼントされることになっていたが、最高記録は5問連続正解だった。 |                                                        |
| 2011.4.6 - 9.21            | 来週水曜日の 「いいとも!テレビ欄」を考える!                                            | 翌週水曜日の新聞のテレビ欄「笑っていいとも!」の欄（12文字）に載せる文章をタモリを含むレギュラー陣が考え、観客の投票で1位になったものには、実際に来週水曜日の「笑っていいとも!」の新聞テレビ欄に掲載される。 2011年6月22日放送分からは毎週、テーマに沿ったテレビ欄を考えるシステムが取り込まれた。 | 田中裕二 （爆笑問題）秋元才加 （AKB48）                |
| 11.4.8 - 12.28             | ちょいモテヒーロー誕生 ドヤテクZ                                                       | 驚きの特技を持った一般参加者を集め1組ずつ登場してもらい披露してもらう視聴者参加型コーナー。タモリとレギュラー陣とその日のゲストは審査員として参加し驚いたと思ったら「ヤラレター」とそうでなかったらその裏にある「ヘッチャラー」のどちらかの札を出し判定する。 このコーナーはBGMやセットやコーナー司会の関根のマフラーなど「マジンガーZ（一部続編の「グレートマジンガー」もある）」のリスペクト色が強く（全員が「ヤラレター」判定のときは『コン・バトラーVのテーマ』が、全員が「ヘッチャラー」判定のときは「タイガーマスク」の『みなし児のバラード』がそれぞれ流れるが）、主題歌を担当していた水木一郎もタイトルコール及びドヤテクの読み上げ役と告知案内役としてナレーション及び出演している。 2011年8月5日放送分は「インターナショナル」という事でゲストのFTISLANDとユリ・ゲラーが特別に登場し、「ドヤテク」を披露した。2011年8月12日放送分は「サマーフェスタ」という事で放送した。2011年9月23日放送分では「勝ち抜きチャンピオンフェスタ」という事で、以前登場した人がチャンピオンをかけて勝ち抜き戦を行った。 2011年9月までは金曜日で開催されていたが、2011年10月からは水曜日に移動し、コーナー司会も田中裕二に変更になった。10月19日の放送分を最後に隔週企画に降格し、11月16日の放送分以降は特別企画や「謎解きはランチの前に」の開始などにより休止状態となる。そして12月28日の放送分で正式に終了した。 | 関根勤 ↓田中裕二 （爆笑問題）水木一郎                  |
| 2011.7.6 - 9.28            | ザザザの残念美人&残念イケメン コンテスト                                               | 毎週、決められたテーマに沿った「美人と言われているが残念」もしくは「美男と言われているが残念」という人の視聴者コンテスト。1点を「1ザザザ＝1,000円」でタモリを含むレギュラー陣らがボタンを押して判定し、最終的に「ザザザ」の合計点数分が一番多かった人にはその「ザザザ」分の金一封が優勝者に贈呈される。初回のテーマは「免許証の写真が残念な美人」。推薦人と共に登場する。 先々週（2011年6月22日放送分の）コカドケンタロウ（ロッチ）が『来週水曜日の「いいとも!テレビ欄」を考える!』で提案し採用されなかった企画が行われたために、コカドが抗議していた。 2011年8月3日放送分まで毎週放送されていたが、それ以降は休止状態となり、2011年9月7日放送分から再び開始された。 | 山口智充                                               |
| 2011.10.5 - 2012.7         | 世界珍獣 お名前ハンター                                                                | 田中・指原チーム、太田・ジュニアチーム、ロッチ・ゲストチームに分かれ、名前と生態をヒントに正しい珍獣の写真（A・B・C・D）を選び、1つだけ仲間はずれを見抜くコーナー。見事10問正解すると豪華賞品が贈呈される。解説は佐草一優（珍獣博士）。毎回、Googleの急上昇検索ワードランキングで番組で紹介した、珍獣の動物の名前が1位になることが多く、正解したチームには毎回、検索ワードランキング1位になった珍獣の写真をTシャツにして紹介され、プレゼントされる。 2010年4月から9月まで月曜日で実施されていた香取慎吾コーナー司会の「芸術は偉大だ!あ〜と驚く美術館」にルールが似ている。12月7日放送分で正式に終了した。 | タモリ三田友梨佳 （フジテレビアナウンサー）            |
| 2011.11.30 2012.1.25 - 2.1 | 友だち5、6人! ジュニアのジュニスポ!                                                    | 千原ジュニアが「気になるお友達」を紹介する。コーナーゲストは主に長沼毅（広島大学大学院生物圏化学研究科准教授）。 | 千原ジュニア（千原兄弟）                               |
| 2011.10.26 - 2012.1.18     | 他では聞けない芸能ニュース 友達5000人 入江のイリスポ!                                  | 芸能界の事情通、カラテカの入江慎也が独自に入手した、他では聞けないプチ芸能ニュースを持ち込んで、有名人のニュースを当てるコーナー。コーナー自体は、大きなボードを使用しており、TBS系列で生放送されている情報番組「みのもんたの朝ズバッ!」内の企画「ズバッ!8時またぎ」のパロディ企画。 2012年1月11日放送分は千原ジュニアの欠席により、爆笑問題の田中裕二は司会代行を務めた。 | 千原ジュニア（千原兄弟）入江慎也 （カラテカ）          |
| 2011.7.1 - 2012.3.7        | アイドル戦国時代突入! もしマル秘ゲストが『アイドル』になったら… 夢の『もしドル』写真集 | 男性有名人の秘密ゲストが女性アイドルになりきって変身し、3枚の写真とプロフィール、スリーサイズ等をヒントに誰が女装したのかをレギュラー陣とゲスト等が当てるコーナー。 コーナータイトル名は「もし高校野球の女子マネージャーがドラッカーの『マネジメント』を読んだら」のパロディ企画。 オープニングテーマ曲（BGM）は2011年9月30日放送分までAKB48の『Everyday、カチューシャ』をBGMとしていたが、2011年10月5日放送分からは『フライングゲット』に変更された。 コーナー開始当初は金曜日で開催されていたが、2011年10月からは水曜日に移動した。 コーナータイトル名が長いため、コーナー司会を務めるタモリはタイトルコールを「夢の『もしドル』写真集」だけを言う。 | タモリ                                                 |
| 2012.3.14 - 28             | 芸能人アンチエイジングテスト!! 夢の『熟ギャル』写真集                                  | アラフィフ（50歳代）の女性有名人の秘密ゲストがギャルになりきって、アンチエイジングをして実年齢より若返り変身し、2枚の写真とプロフィールをヒントに誰がギャルに変身したのかをレギュラー陣とゲスト等が当てるコーナー。初回のゲストは元レギュラーの麻木久仁子。 | タモリ                                                 |
| 2012.2.8 - 3.28            | 生活をかわいくアレンジ いいとも!Mart編集部                                             | 主婦に大人気の雑誌「Mart」編集長の大給近憲がすぐに生活を可愛くするヒミツを紹介するコーナー。毎回、「今週のMart検定」として、お題と本来、Mart主婦の回答例（アレンジ法）を紹介し、タモリを含む水曜レギュラー陣とゲストらがお題に対する回答（アレンジ法）を金・銀・銅賞・不合格の順番に紹介する。ただし入賞していても、スタジオでアレンジがふさわしくないと判断されたものは不合格となる（この場合、不合格のうち左上のものが繰り上げ銅賞となる）。 | 千原ジュニア（千原兄弟）大給近憲（雑誌「Mart」編集長） |
| 2012.4.4 - 6.13            | 我が社の イチ推し                                                                      | 毎回、2つの芸能事務所のマネージャーが推薦人として登場し、「事務所イチ推しの新人タレント」をスタジオに連れてきて、各事務所のマネージャー・推薦人らが新人タレントのアピールポイントを紹介。プレゼン終了後、タモリを含むレギュラー陣とゲストらが2つの札でとちらが新人タレントをこの後の、日替わりメインコーナーに出演をさせるのかを賭けて対決するコーナー。 詳細については当該項目を参照。 | タモリ ↓トシ （[[タカアンド トシ]]）                   |
| 2012.4.4 - 8.1             | えらんで スージー                                                                      | 太田光（爆笑問題）率いる『太田チーム』（柳原・ゲスト）とタカアンドトシのトシ率いる『トシチーム』（タカ・三ツ矢雄二（隔週）・ゲスト）に分かれて、毎回、ゲスト4名に対するプライベートにまつわる数字を『100』から順番にカウントダウンしていき、先に『0』〜『5』の間で収めればそのチームが勝利。太田チームなら中央から左側、トシチームなら中央から右側の客席に「いいとも!特製カードケース」がプレゼントされる。時間切れの場合は多く数字を減らしたチームの勝利となる。 当コーナーは、2011年10月7日〜2012年3月30日までの毎週金曜日に開催されていた『カウントダウンスージー』に類似しているが、当コーナーからはチーム戦へと変更され、2012年4月11日放送分からは、数字をカウントアップ式に変更され、より多くの数字を獲得したチームが優勝となる。先攻・後攻はジャンケンで決めていたが、2012年4月18日放送分からは、先週の放送で負けたチームからのスタートとなった。 | タモリ                                                 |
| 2012.6.20 - 8.8            | ゆるキャラ JAPAN                                                                       | 毎回、日本各地に誕生し、活動をしているユニークなキャラクター「ゆるキャラ」のキャッチフレーズをタモリを含むレギュラー陣とゲストらがフリップに書き、その中からNO.1のキャッチフレーズを「ゆるキャラ」自身が選ぶ。選ばれたキャッチフレーズを考えたパネラーにはその県のご当地グルメを食べることができる。 | トシ （タカアンドトシ）                                |
| 2012.8.8 - 9.26            | 客席ガチアンケート 答えどこまで出せるかな?                                             | 太田光（爆笑問題）率いる『太田チーム』（柳原・ゲストもしくは鈴木浩介（月1）・本田朋子テレフォンアナウンサー）とタカアンドトシのトシ率いる『トシチーム』（タカ・三ツ矢雄二（隔週）・栗原類）に分かれて、毎回、客席の観客女性100名に毎回、あるテーマで事前にアンケートを実施し、その答えをできるだけ多く当てたチームが勝利となる。太田チームなら中央から左側、トシチームなら中央から右側の客席に「いいとも!特製カードケース」がプレゼントされる。初回のテーマは、サッカー選手。 2009年3月11日から2010年9月29日まで行われていた、コーナー名『世代別アンケート アラゆる答えハンティング』のコーナー内容に類似している。 コーナーレギュラー（準レギュラー扱い）の栗原がネタで「孤独が趣味なんで」とコーナー冒頭でつぶやいてきたり、また主に昭和系ネタに強い等と結構渋いためほぼ的外れな解答を出して客席とレギュラー陣の失笑を買うのがオチである。 | タモリ                                                 |
| 2012.10.3 - 24             | テンション上げて 行きまっしょい!                                                       | 「テンションが上がるお題」に全員でフリップに書いて回答。奇跡の全員一致でサンバ隊が登場し、日本をハイテンションにするというコーナー。 このコーナーは2012年4月にHolidayレギュラーとして加わった鈴木福の特別企画で香取慎吾がコーナー司会を務めた『僕の答えに合わせて 福君定番ショー』に類似している。 | トシ （タカアンドトシ）                                |
| 2012.10.3 - 10             | 投稿! 合ッ写ンコ!                                                                      | お題の写真（主に水曜レギュラー陣）を加工したオリジナル画像を事前に募集し、優秀作品を紹介するコーナー。初回のお題のテーマは10月から加入した新レギュラー栗原類。使用されているBGMはアニメ『Dr.スランプ アラレちゃん』。 | 柳原可奈子                                             |
| 2012.10.31 - 11.14         | 体内温怒 測りまSHOW                                                                    | タモリを含む水曜レギュラー陣の怒りのエピソードを制限時間30秒で各自1人ずつ紹介し、共感すれば客席100人がスイッチを押して判定。 初回放送回のみ、その「温怒」が一番低かった人には罰ゲームとして、ピロットセラピストの女性が登場し、「ダクダガイ」という竹の棒を使用して、足ツボを刺激してもらっていた。 このコーナーは2012年1月6日から3月16日まで、毎週金曜日に開催されていたタモリコーナー司会の『Tokyoガス抜きコレクション』に類似している。 | トシ （タカアンドトシ）                                |
| 2012.8.15 - 12.12          | 盛りたガール 〜すっぴんとの ギャップNO.1決定戦!!〜                                     | 女性が「盛りに盛った」カワイイ“渾身の1枚”アングルをつけた自分撮りのカワイイ写真など、とてもカワイく写った自慢の顔写真と化粧を落とした、すっぴん顔とのギャップの大きさを競う。最初に可愛く写った写真を発表した後、本人がスッピンで登場。出場者にはギャップ度に応じてタモリを含むレギュラー陣とゲストらが、手元の数字が書かれている札で判定し、全員の数の合計×1,000円で賞金が贈呈される。 2012年10月17日放送分からは、“盛りたガール”を代表して毎週1名が生でメイクを行い、仰天の盛り写真の秘訣をスッピン娘のガチメイクで比較をしている。 2012年12月12日放送分は『大盛りたガール〜すっぴんとのギャップNO.1クイーンコンテスト!!〜』と題して、これまで出場した歴代「盛りたガール」の中から、すっぴんとのギャップNO.1クイーンを決めた。優勝者には大盛り資金12万円が贈呈された。 | トシ （タカアンドトシ）                                |
| 2013.1.9 - 2.6             | 男って 勘違いの 生き物よね!?                                                           | 世の最新女性の気持ちを全く理解しようとしないアンケート調査をメインMCのタモリを含む水曜男性レギュラー陣が代表して解答していくコーナー。当初はあるテーマ(例:男性から貰って嬉しいプレゼントは?)にまつわるランキングベスト10を当てるコーナーとスタートしたが、2013年1月23日放送分から『男って勘違いの生き物よね かんちGUYトーナMET』と題して、生まれ変わった。 | 柳原可奈子本田朋子 （フジテレビアナウンサー）          |
| 2013.2.13 - 3.13           | 女って 勘違いの 生き物だよな!                                                          | 2013年2月6日放送分までは『男って勘違いの生き物よね!?』というコーナーで進行していたが、翌週2月13日放送分から立場が逆転し、最新の男性の気持ちを全く理解しない水曜レギュラーの柳原可奈子と本田朋子アナウンサーと女性ゲストが勝ち抜きをかけて戦うコーナーに生まれ変わった。2013年3月13日放送分から祝日及び緊急討論企画、更に春休み特別企画を実施により、同日をもってコーナー終了となった。 | トシ （タカアンドトシ）                                |
| 2013.4.10 - 5.22           | 漫画みたいな写真を 撮ってみよう!                                                       | 漫画のひとコマのような写真を携帯電話やデジタルカメラなどで撮影する行為が女子高生を中心にツイッターやフェイスブックなどで大流行している。 そこで今回、水曜レギュラー栗原類の提案により、その日のお題に沿って、漫画のひとコマのような写真を制限時間以内にタモリを含む水曜レギュラー陣とゲストで力を合わせて挑戦するコーナー。 このコーナーは2012年10月3日と10月10日の2回開催され、柳原可奈子がコーナー司会を担当した『投稿! 画ッシャンコ』に類似している。 | 生田竜聖 （フジテレビアナウンサー）                    |
| 2013.5.29 - 6.12           | これが私の 音リーワン 〜That's my only one 〜                                          | 世の中にある「音」のなかから「好きでたまらない」音を紹介し、タモリを含む水曜レギュラー陣で鑑賞するコーナー。 番組HPにて、あなたの好きな音を大募集。採用された方にはいいとも!特製グッズが贈呈される。 開始当初、タモリやレギュラー陣ら曰く『このコーナーは大丈夫か!?』の予想が的中し、僅か3回で終了した。 | 生田竜聖 （フジテレビアナウンサー）                    |

### 木曜日

#### 1980年代
| 期間                         | コーナー名 | コーナー説明                                                                     | コーナー出演者                                        |
| ---------------------------- | --- | -------------------------------------------------------------------------------- | ----------------------------------------------------- |
| 1982.10.7 - 1984.3.          | 美少年コンテスト |                                                                                  | 桂文珍よめきんトリオ                                  |
| 1982.10.7 - 1983..           | タモリ･文珍の 黄泉の国から                                                                                                  |                                                                                  | タモリ桂文珍                                          |
| 1982.10.7 - 1983.            | 来たかチョーさん待ってたドン                                                                                                |                                                                                  | タモリ渡辺信一 （現・DON）片岡馨 （現・プリティ長嶋） |
| 1983.. - 1984..              | おじさんは怒ってるんだゾォー！                                                                                              |                                                                                  | タモリ                                                |
| 1983.10. - 1984.3.           | まるごとダハウマッチ |                                                                                  | タモリ渡辺信一 （現・DON）片岡馨 （現・プリティ長嶋） |
| 1984.4. - ..                 | 木曜名物スッポン・タイム |                                                                                  | タモリ                                                |
| 1984.4. - 9.                 | ザ・ショータイムコンテスト                                                                                                  |                                                                                  | 桂文珍よめきんトリオ                                  |
| 1984.4. - 9..                | 康夫ちゃんの れんあい自由自在                                                                                               |                                                                                  | タモリ田中康夫                                        |
| 1984.10. - 1985.3.           | タモリ･のりおの 暮しの手帖                                                                                                  |                                                                                  | タモリ西川のりお                                      |
| 1984.10. - 1986.9.           | 撃突! たべるマッチ ↓ 撃突! しりとりマッチ                                                                                   |                                                                                  | 古舘伊知郎                                            |
| 1984.10. - 1985.3.、5.2 - .. | タモちゃんの お代理様 ↓ タモちゃんの 新・お代理様                                                                           |                                                                                  | タモリ松本小雪（1985年3月まで）                       |
| 1985.4.4 - 4.25              | 見合って見合って 大合戦 |                                                                                  | タモリ                                                |
| 1985.4.4 - 9.26              | タモちゃんクマさん 今日の夕刊                                                                                               |                                                                                  | タモリ篠原勝之                                        |
| 1985.8.1 - 8.29              | 宿題なんか怖くない |                                                                                  | タモリ篠原勝之                                        |
| 1985.10.3 - 12.26            | タモリの安産祈願 |                                                                                  | タモリ篠原勝之                                        |
| 1985.10.3 - 1986.3.          | クマさんのこれがゲージツだ!                                                                                                 |                                                                                  | タモリ篠原勝之                                        |
| 1986.4.3 - 9.25              | タモやんクマさんの いいたい放談                                                                                             |                                                                                  | タモリ篠原勝之                                        |
| 1986.7.10 - ..               | タモちゃんのいいわけ指南 |                                                                                  | タモリ                                                |
| 1986.7.24                    | 夏休み特別企画 チビッコのど自慢                                                                                             |                                                                                  | タモリ                                                |
| 1986.7.31 - ..               | 恒例 コレをやらせりゃ 日本一コンテスト                                                                                      |                                                                                  | タモリ                                                |
| 1986.8.7                     | 夏休み納涼 おばけコンテスト                                                                                                 |                                                                                  |                                                       |
| 1986.10.2 - 1987.3.          | タモやんクマさんのなにをコク!                                                                                               |                                                                                  | タモリ篠原勝之                                        |
| 1987.4.9 ‐ 1989.3            | タモリ･鶴瓶の お便りコーナー ↓ タモリ･鶴瓶の ゴイッパツですね ↓ タモリ･鶴瓶の おぼえてるでェ! ↓ タモリ･鶴瓶の おぼえてるよ! |                                                                                  | タモリ笑福亭鶴瓶                                      |
| 1987.4.9                     | あの人に会いたい |                                                                                  | タモリ                                                |
| 1987.4. - 9.24               | タモやんクマさんの何なんだろうね                                                                                            |                                                                                  | タモリ篠原勝之                                        |
| 1987.10.8 - 1988..           | すすめの学校 チーパッパ | 料理研究家の陳介夫が中国料理を実演する料理コーナー。タモリが助手に加わっていた。 | タモリ陳介夫小倉久寛                                  |
| 1987.10.8 - 1988..           | ホーイホイ |                                                                                  | タモリ岸千恵子                                        |
| 1988.2.4 - 1989.3.           | クイズ サックスは最高! | 小倉久寛が演奏するサックスの音色から出題されたキーワードを答えるクイズコーナー。 | タモリ小倉久寛笑福亭鶴瓶                              |
| 1988.4.14 - ..               | クイズ 手拍子は最高! |                                                                                  | タモリ小倉久寛笑福亭鶴瓶                              |
| 1988.10.6 - 1989.3.30        | お染ブラザーズの 考えると今夜も眠れない                                                                                     |                                                                                  | タモリ海老一染之助・染太郎                            |
| 1989.4 - ..                  | クイズ ここまででてるのに                                                                                                   |                                                                                  | タモリ笑福亭鶴瓶、 ウッチャンナンチャン               |
| 1989.4. - .                  | スーパーテング |                                                                                  | タモリウッチャンナンチャン                            |
| 1989.10.-                    | DENGON天国 |                                                                                  | タモリ                                                |
| 1989.10.-                    | おめでたコール |                                                                                  | タモリ                                                |
| 1989.10.-                    | クイズぽんぽこぽん! |                                                                                  | タモリ笑福亭鶴瓶、 ウッチャンナンチャン               |
| 1989.10.26 - 11.2            | クイズもんだいがもんだい |                                                                                  | タモリ笑福亭鶴瓶、 ウッチャンナンチャン               |
| 1989.11.9 - 16               | 微調整クイズ |                                                                                  | タモリ笑福亭鶴瓶、 ウッチャンナンチャン               |
| 1989.11.23 - 90.             | クイズ毎週が無礼講 |                                                                                  | タモリ笑福亭鶴瓶、 ウッチャンナンチャン               |
| 1989.11. - ..                | フルーツバスケット |                                                                                  | タモリ                                                |

#### 1990年代（1990～1995年9月）
| 期間                   | コーナー名                                                                                 | コーナー説明                                                                                           | コーナー出演者                                                                   |
| ---------------------- | ------------------------------------------------------------------------------------------ | --- | -------------------------------------------------------------------------------- |
| 1990.2.1 - 3.1         | 睡眠時間当てコンテスト                                                                     | | 南原清隆（ウッチャンナンチャン）タモリ笑福亭鶴瓶内村光良（ウッチャンナンチャン） |
| 1990.3.8 - 4.5         | ニックネームあてコンテスト                                                                 | | 南原清隆（ウッチャンナンチャン）タモリ笑福亭鶴瓶内村光良（ウッチャンナンチャン） |
| 1990.4.12              | ナンバラ・バンバンの ダンスコンテスト                                                      | | 南原清隆（ウッチャンナンチャン）タモリ笑福亭鶴瓶内村光良（ウッチャンナンチャン） |
| 1990.4.26 - 5.10、5.31 | 悪人顔コンテスト                                                                           | | 南原清隆（ウッチャンナンチャン）タモリ笑福亭鶴瓶内村光良（ウッチャンナンチャン） |
| 1990.4.26-.            | クイズ大ボケ王座 決定戦                                                                    | | 南原清隆（ウッチャンナンチャン）タモリ笑福亭鶴瓶内村光良（ウッチャンナンチャン） |
| 1990.5.17 -            | 文字顔当てコンテスト                                                                       | | 南原清隆（ウッチャンナンチャン）タモリ笑福亭鶴瓶内村光良（ウッチャンナンチャン） |
| 1990.6.7 - 6.21        | おめでた顔 コンテスト                                                                      | | 南原清隆（ウッチャンナンチャン）タモリ笑福亭鶴瓶内村光良（ウッチャンナンチャン） |
| 1990.7.5 - .           | 鶴瓶の口から ツバ飛ばし!                                                                   | | タモリ笑福亭鶴瓶                                                                 |
| 1990.7.19 - 9.27       | モリタ花婿アカデミー                                                                       | | タモリ                                                                           |
| 1990.7.19-             | ムッツリ顔コンテスト                                                                       | | タモリ                                                                           |
| 1990.7.26 - .          | 神田にレコードを!                                                                          | | タモリ神田利則                                                                   |
| 1990.10.4 - 1991.9.26  | データとこ勝負!                                                                            | | タモリ笑福亭鶴瓶清水ミチコそのまんま東                                           |
| 1990.10.4 - 1991.1.31  | タモリ･鶴瓶の 注意しよう!                                                                  | | タモリ笑福亭鶴瓶                                                                 |
| 1991.2.7- 3.28         | タモリ･鶴瓶の 書き初め純文学                                                               | | タモリ笑福亭鶴瓶                                                                 |
| 1991.4.4 - 5.2         | 番組改編ショー                                                                             | | タモリ                                                                           |
| 1991.5.9 - 9.          | クイズをぶっとばせ                                                                         | | タモリ                                                                           |
| 1991.10.10 - 1992.9.   | ミチコ･健児の 人間見た目                                                                   | | タモリ清水ミチコ森脇健児                                                         |
| 1991.10.10 - 11.7      | タモリ･鶴瓶の ファックスは最高?                                                            | | タモリ笑福亭鶴瓶                                                                 |
| 1991.11.14 - 11.28     | タモリ･鶴瓶のあだ名に歴史あり                                                              | | タモリ笑福亭鶴瓶                                                                 |
| 1991.12.5 - 92.        | タモリ･鶴瓶のきょうは何？ ↓ きょうは何!? クイズ こんな意味だす                             | | タモリ笑福亭鶴瓶                                                                 |
| 1992.8.6 - 8.27        | この子誰の子？                                                                             | | タモリ笑福亭鶴瓶                                                                 |
| 1992.10.8 - 1993.3.18  | うわさのあいつを探せ!                                                                      | | タモリ                                                                           |
| 1992.10.8 - 1993.3.18  | 勝ち抜き 君こそ日本一!                                                                     | | 森脇健児 奥山佳恵タモリ 笑福亭鶴瓶                                               |
| 1993.3.25              | 春休み特別企画 あかおちゃんちゃんといっしょ!!                                              | | タモリ                                                                           |
| 1993.4.1 - 9.30        | 21世紀への いま霊長類に何が必要か？ ↓ 21世紀への提言 いま霊長類に何が必要か？ 男のこだわり | | タモリ笑福亭鶴瓶                                                                 |
| 1993.10.7 - 1994.1.27  | クイズ! 愛のささやき                                                                       | | タモリ                                                                           |
| 1993.10.7 -            | どんぐりこうもん                                                                           | | タモリローリー寺西 （現・ROLLY）                                                 |
| 1994.1.13 -            | つるべおかんのお茶の間日記                                                                 | 鶴瓶が扮するおかんと、タモリが扮する父親、奥山が扮する娘による、ある家庭の食卓を舞台にした寸劇コント。 | タモリ笑福亭鶴瓶奥山佳恵                                                         |
| 1994.2.3 -             | ワールド激辛カップ                                                                         | | タモリK2                                                                         |
| 1994.2 -               | クイズギターは語る!                                                                        | | タモリローリー寺西笑福亭鶴瓶 奥山佳恵 K2                                         |
| 1994.4.7 -             | 涙の失恋のど自慢                                                                           | | タモリダチョウ倶楽部佐藤愛子（当時・ribbon）                                     |
| 1994.4.7 -             | タモリ･鶴瓶のあかんがな!                                                                   | | タモリ笑福亭鶴瓶                                                                 |
| 1994.10.6 - 95.9.28    | 史上最低のイライラ大作戦!!                                                                 | | 笑福亭鶴瓶タモリ 中居正広（当時・SMAP）香取慎吾（当時・SMAP）                    |
| 1994.10.6 - 1995.9.28  | ゲームの鉄人                                                                               | | タモリ笑福亭鶴瓶                                                                 |
| 1994.10.6 - 1995.3     | 3つのお願い                                                                                | | タモリ笑福亭鶴瓶 中居正広 香取慎吾                                               |
| 1995.4 - 9.28          | そんなあなたに逢いたい                                                                     | | タモリ笑福亭鶴瓶 中居正広 香取慎吾                                               |

#### 1990年代（1995年10月～1999年）
| 期間                             | コーナー名 | コーナー説明 | コーナー司会          |
| -------------------------------- | --- | --- | --------------------- |
| 1995.10.5 -                      | 日本顔面博覧会 | | タモリ                |
| 1995.10.5 -                      | 大人はわかってくれない! | | タモリ                |
| 1995.10.5 -                      | ニクタイ | | 中居正広              |
| 1996.1.11 -                      | 白黒 センスSHOW | | タモリ                |
| 1996.1.11 -                      | タモリ･鶴瓶･東野の 激烈トークバトル                                                                                                  | | タモリ                |
| 1996.4. -                        | 大人はわかっとる! | | タモリ                |
| 1996.6.27 -                      | ひみつのマーケット | | タモリ                |
| 1996.10.3 - 1997.1.16            | じゃあ何と 言っておるのだ | | タモリ                |
| 1997.1.23 -                      | ネオ東野幸治への道 | | タモリ                |
| 1997.. - 1997.3.6                | 紀子を守れ なぞなぞバトラー | | タモリ                |
| 1997.3.13 - 6.26                 | 紀子の すばらしいプレゼントの世界 | | 加藤紀子              |
| 1997.4.3                         | 笑福亭一義 真剣勝負 | |                       |
| 1997.4.3 - 1998.3.25             | あ～のコーナー | | タモリ                |
| 1997.4.3 - 4.17                  | わたくしのクイズ | | タモリ                |
| 1997.4.24 - 11.13                | 最高の人間 ↓ クイズ 最高の人間に聞け ↓ クイズ 最高園児に聞け ↓ クイズ 最高の人間に聞け                                               | | タモリ                |
| 1997.7.3 - 1998.4.9              | 七夕直前スペシャル すばらしいラブレターの世界 ↓ すばらしいラブレターの世界                                                           | | タモリ                |
| 1997.11.6                        | WELCOME 世界のタイガー・ウッズ | | タモリ                |
| 1997.11.20                       | クイズ眼!眼!眼! | | タモリ                |
| 1997.11.27 - 1998.1.22、2.5-2.26 | イワンのばか ↓ アンケートダービー イワンの逆襲                                                                                       | | タモリ                |
| 1998.1.29 - 4.2                  | ものすごいイマジネーション世界 | | タモリ                |
| 1998.1.29                        | テレ電 御家族バトル | | タモリ                |
| 1998.3.5 - 1999.3.25             | クイズおしゃれ泥棒 | | タモリ                |
| 1998.3.5 - 4.2                   | 走れおしゃれ刑事 | | タモリ                |
| 1998.4.9 - 9.24                  | 東京決定ショー | |                       |
| 1998.4.16 - 8.13                 | めざせハワイ! でもお前は漫然と生きていないか!                                                                                        | | タモリ                |
| 1998.8.6 - 10.8                  | 夏休み特別企画 人生くん ↓ 人生くん                                                                                                   | | タモリ                |
| 1998.10.1-12.24                  | 大阪ジンジンジン | 大阪以外の出身者が大阪のイメージを書き出す。その意見を観客100人中何人が自分もそう思うかを調べ賛同者が多い人が賞品獲得となる。内容が完全に大阪への偏見のみで構成されており、コーナー自体が大阪をバカにする目的で作られていたのが明確であった。 | 笑福亭鶴瓶 鈴木紗理奈 |
| 1998.10.15 - 1999.3.25           | インスタントジャパニーズ ↓ インスタントイングリッシュ                                                                                | | タモリ                |
| 1999.1.7                         | 愛の新春緊急企画 マダムキラーウド | | タモリ                |
| 1999.1.14 - 3.25                 | あまノンノンノン ↓ かつまタンタンタン ↓ さりナンナンナン ↓ 緊急企画 ゲストントントン ↓ 春だからこうなったスペシャル イヌワンワンワン | | タモリ                |
| 1999.4.1 - 2002.1.24             | Mr.ビジョアル系 | | タモリ                |
| 1999.4.1 - 7.8                   | 能ある鶴瓶 ↓ 画家はツメを隠す | | タモリ                |
| 1999.4.1 - 4.22                  | いいとも! モテキャラ王ランキング | | タモリ                |
| 1999.4.29 - 2000.4.6             | 赤裸々アンケート 私の彼はここが最高 ↓ 赤裸々アンケート カッコイイ男への道                                                            | | タモリ                |
| 1999.10.7 - 21                   | 真昼の顔面 | | タモリ                |
| 1999.10.28 - 2000.3.30           | クイズ知ったかぶり | | タモリ                |

#### 2000年代
| 期間                              | コーナー名 | コーナー説明 | コーナー司会                                          |
| --------------------------------- | --- | --- | ----------------------------------------------------- |
| 2000.3.23 - 30                    | 春休み特別企画 スッピン美少女コンテスト                                                                                               | | タモリ                                                |
| 2000.4.6 - 7.27                   | あなたと私の愛ことば | | タモリ                                                |
| 2000.4.13 - 2001.3.29             | ツイてる人にさわりたい | | タモリ                                                |
| 2000.8.3 - 9.14                   | 真夏のファン感謝祭 | |                                                       |
| 2000.9.21 - 2001.8.2              | クイズ 一文字入魂 | | 勝俣州和                                              |
| 2000.11.23、 2001.5.3、8.23       | 祝日スペシャルミ スビジョアル系 | | タモリ                                                |
| 2001.1.25                         | 誕生日特別企画 ピーコの足跡 | | タモリ                                                |
| 2001.2.8                          | ムカつきさん大集合 ピーコの 「もう踏んづけてやる！」                                                                                  | | ココリコ                                              |
| 2001.4.5 - 2003.3.27              | 見た目にダマされるな! 利き人間番付 | | タモリ                                                |
| 2001.5.31                         | 特別企画 タモリとピーコの利き人間番付                                                                                                 | | タモリピーコ                                          |
| 2001.8.9 - 2001.10.18             | 世界の流行試しまショー!! | | タモリ田中直樹                                        |
| 2001.10.25 - 2002.5.9             | 天才子供研究所 | | タモリ田中直樹                                        |
| 2001.11.15                        | 緊急企画 タモリど～なってたの!? | |                                                       |
| 2002.1.31 - 9.26                  | アダヤンバトル ヒントいくつ出せるかな? ↓ タモリタモつるバトル ヒントいくつだせるかな??                                                | | タモリ ↓ 東野幸治                                     |
| 2002.5.16 - 9.26                  | 奥様スカウトキャラバン ママに見えないコレクション'02                                                                                  | | タモリ麻木久仁子                                      |
| 2002.10.3 - 2003.3.27             | 体験せずにはいられない | | タモリ                                                |
| 2002.10.3 - 2003.1.30             | タモつるバトル しりとりいくつだせるかな?                                                                                              | | 川田 （ガレッジセール）                               |
| 2003.2.6 - 3.27                   | プレミア鑑定 こうすれば丸もうけ | |                                                       |
| 2003.4.3 - 5.16                   | 業界マニュ あるある大事典 | | 川田 （ガレッジセール）                               |
| 2003.4.3 - 9.25                   | 流行偏差値テスト おっさんは誰だ | | ガレッジセール坂下千里子                              |
| 2003.4.3 - 4.24                   | ピーコのファーストタッチ | | タモリ                                                |
| 2003.5.1                          | 鶴瓶のファーストキッス | | タモリ                                                |
| 2003.5.8                          | 川田のファースト親孝行 | | タモリ                                                |
| 2003.5.15                         | ピーコのファーストありがとう | | タモリ                                                |
| 2003.5.22 - 7.10                  | ビューティータモシアム | | タモリ                                                |
| 2003.5.22                         | 鶴瓶のファーストありがとう | | タモリ                                                |
| 2003.5.29                         | 久仁子のファーストリアクション芸 | | タモリ                                                |
| 2003.6.5                          | ピーコのファースト筋トレ | | タモリ                                                |
| 2003.6.19                         | 千里子のファースト一発芸 | | タモリ                                                |
| 2003.6.26                         | 鶴瓶のファーストカラーコンタクト | | タモリ                                                |
| 2003.7.3 - 10.30                  | 伝言ゲーム 擬音祭 | | タモリ                                                |
| 2003.7.17 - 8.28                  | 全日本 ニックネーム大賞 | | タモリ                                                |
| 2003.9.4 - 9.25                   | クイズ アングリージャパン | | タモリ                                                |
| 2003.10.2 - 2004.2.5              | 匠のこだわり 駄作はどっち? | | タモリ                                                |
| 2003.10.2 - 12.11                 | 知らなきゃ大変! 世界の御法度マニュアル                                                                                                | | 麻木久仁子川田 （ガレッジセール）                     |
| 2003.11.6 - 2004.2.12             | なんじゃこりゃ 絵描き唄 | | タモリ                                                |
| 2003.12.18 - 12.25                | 冬休み特別企画 お願いサンタさん プレゼント憶えてよ                                                                                    | | タモリ                                                |
| 2004.1.8 - 1.29                   | うちの子 迷子で良くも悪くも!? ↓ うちの子 迷子で見た目どんなの？                                                                       | | タモリ                                                |
| 2004.2.5 - 4.1                    | ときめきTOP5 ↓ ときめき番付TOP5 | | タモリ                                                |
| 2004.2.12 - 4.1                   | 頭の体操 パニック1ミニッツ | | タモリ                                                |
| 2004.2.19 - 4.1                   | 川田チャレンジ2004 常識リフティング                                                                                                   | | タモリ                                                |
| 2004.4.8 - 5.27                   | 頭の体操 パニックナビゲーション | | タモリ戸部洋子                                        |
| 2004.4.8 - 8.26                   | アテネチャレンジ2004 常識ストライカー                                                                                                 | | タモリ戸部洋子                                        |
| 2004.4.8 - 2005.3.31、 7.7 - 9.29 | プチ自慢カーニバル | プチ自慢できる芸などを持った人が次々と登場するコーナー。 この企画は1992年10月から1994年3月まで放送されていた『勝ち抜き 君こそ日本一!』のリメイク版にもあたる。 | 大竹一樹（さまぁ〜ず) 虻川美穂子（北陽） → 青木さやか |
| 2004.6.3                          | 緊急 ドキュメンタモリー 衝撃発言の真相                                                                                                | | タモリ戸部洋子                                        |
| 2004.6.10 - 7.29                  | これを言わせろ パニックナビゲーション ↓ これを言わせろ! パニックコミュニケーション ↓ あの流行語を言わせろ！パニックコミュニケーション | | タモリ戸部洋子                                        |
| 2004.8.5 - 8.19                   | いいとも夏期講習 チビッコ先生に学べ                                                                                                   | | タモリ大竹一樹（さまぁ〜ず)                           |
| 2004.8.26 - 9.23                  | YESさおりNOみほ子 子なしさんを探せ!! ↓ YESさおりNOみほ子 なし子さんを探せ!!                                                           | | タモリ戸部洋子                                        |
| 2004.9.2 - 10.28                  | 独占入手 ダメ写はどれだ | | タモリ戸部洋子                                        |
| 2004.9.30                         | YESさまぁ～ずNO鶴瓶 東京さんを探せ!!                                                                                                  | | タモリ戸部洋子                                        |
| 2004.10.7                         | 名人夢物語 教えて叶えてチャレンジ7 | | タモリ戸部洋子                                        |
| 2004.10.14 - 11.4                 | 世界のプレミア 私の国では松茸ごはん                                                                                                   | | タモリ戸部洋子                                        |
| 2004.11.4 - 11.18                 | お祝いさせてよ! ご祝儀争奪Ｗウェディング                                                                                              | | タモリ梅津弥英子                                      |
| 2004.11.4 - 11.18                 | こんにちは赤ちゃん泣かないで～ | | タモリ                                                |
| 2004.11.25 - 12.9                 | 以心伝心 テレパシリトリ | | タモリ戸部洋子                                        |
| 2004.11.25 - 2005.3.31            | やっと解決 私の疑問はみんなのギモン                                                                                                   | | タモリ井上和香                                        |
| 2004.12.16                        | ウソを見破れ 真実はオンリーワン | | タモリ梅津弥英子                                      |
| 2005.1.6                          | 緊急企画 衝撃の初夢 今年一番↓は誰だ!?                                                                                                 | | タモリ                                                |
| 2005.1.13 - 3.31                  | 産地直送 ほんとにあったウラみやげ | | タモリ                                                |
| 2005.4.7                          | カバードリンクで バランスランチ | | タモリ                                                |
| 2005.4.7 - 9.29、 10.20 - 12.22   | 世界ライトギモンQ知り タイトルマッチ ↓ 世界ライトギモンQ知り タイトルマッチ HYPER                                                     | | タモリ井上和香                                        |
| 2005.4.7 - 6.9                    | 日本のココロ575 | | さまぁ～ず                                            |
| 2005.4.14 - 2006.3.30             | いざ!と言うときの 喜怒哀楽達筆王 ↓ 目指せ!達筆王                                                                                      | | タモリ ↓ 三村マサカズ ↓ 青木さやか                    |
| 2005.6.16 - 6.30                  | 緊急企画 井上和香vs青木さやか 女としてどっちが上だ!?                                                                                  | | タモリ                                                |
| 2005.10.6 - 10.13                 | 聞いたことアルタ 声天使を探せ! | | タモリ                                                |
| 2005.10.6 - 10.13                 | 緊急企画 世界遠藤 ↓ 世界遠藤2005 | | 田中直樹                                              |
| 2005.10.20 - 11.10                | 人に歴史あり キャラに設定あり | | タモリ斉藤舞子 ↓ 田中直樹                             |
| 2005.11.17 - 12.8                 | パニック歌謡ショー | | タモリ                                                |
| 2005.12.15 - 2006.1.12)           | プチ自慢カーニバル | プチ自慢できる芸などを持った人が次々と登場するコーナー。 この企画は1992年10月から1994年3月まで放送されていた『勝ち抜き 君こそ日本一!』のリメイク版にもあたる。 | 田中直樹 （ココリコ)青木さやか                        |
| 2006.1.12 - 3.30                  | 口八丁手八丁 いいわけ番長 | | 遠藤章造 （ココリコ)ピーコ                            |
| 2006.1.19 - 2.9                   | これで安心! 超記憶術 | | タモリ戸部洋子                                        |
| 2006.1.26                         | 緊急企画 どっちをチョイス どっチョイス                                                                                                | | タモリ                                                |
| 2006.2.16 - 3.30                  | 100→0 tsurube 2006 (チャレンジワンハンドレット2006)                                                                                   | | タモリ                                                |
| 2006.4.6‐9.28                     | 私は誰? 芸能人に似てる芸能人 | | タモリ                                                |
| 2006.4.6 - 7.6                    | 順番通りに並べろ! 肝心かなめ順 | | タモリ                                                |
| 2006.4.6 - 7.20                   | 私は自分が大嫌い | | 田中直樹                                              |
| 2006.5.4、 8.10 - 9.7、 12.21     | いいとも!ちょい不良(ワル)コンテスト                                                                                                   | | タモリ                                                |
| 2006.7.13 - 9.28                  | あなたならどうする? 心理塾スペースALTA                                                                                                | | タモリ                                                |
| 2006.10.5 - 11.23                 | つるべの芸能界 なんでも知ってるがな!                                                                                                  | | タモリ                                                |
| 2006.10.5 - 12.14                 | 聞かせて･･･ ちょっといい話辞典 | | タモリ                                                |
| 2006.10.5 - 11.16                 | 瞬間連想 コンバットネーム | | タモリ                                                |
| 2006.11.23 - 2007.3.29            | 言葉の掛け算 ピタモラスの公式 | | タモリ                                                |
| 2006.11.30 - 2008.3.27            | 人間プロファイリングQ ハメ込みナンバーズ                                                                                              | | タモリ                                                |
| 2007.4.5 - 7.12                   | いいとも携帯写真 はじメール | | タモリ                                                |
| 2007.4.5 - 5.17                   | 意外と忘れてる昔ばなし 話咲か劇場 | | タモリ田淵裕章                                        |
| 2007.6.7 - 9.6                    | スクラムクイズ みんなでトライ | | タモリ                                                |
| 2007.7.19 - 2008.3.27             | 秘密のコネクション あの人はこういう関係                                                                                               | | タモリ                                                |
| 2007.10.4 - 12.6                  | ただいま、考え中 私の脳内こんなカンジ!                                                                                                | | 西野亮廣 （キングコング）                             |
| 2008.1.17 - 7.17                  | 共感オークション | | マリエ ↓ 南野陽子                                     |
| 2008.4.3 - 7.17                   | ちょっとの違いで大違い! うなぎとなまず                                                                                                | 名人と称する一般人が2人登場し、どちらが本物（うなぎ）かを当てる。プレゼンターはチュートリアル。 | タモリ                                                |
| 2008.4.3 - 4.24                   | 間違い予想バトル うろ覚え大図鑑! | | タモリ                                                |
| 2008.5.1 - 9.25                   | ザ・共通10 | ある共通点を持つ10個のヒントからお題を当てるチーム戦。全員抜けたチームが勝利となる。出題傾向は1問目が「芸能人10人の共通点」、2問目以降は「言葉自体の共通点」に関する問題が多い。 | タモリ                                                |
| 2008.7.24 -7.31                   | ネットでヒット! ALTAでスゴ技ダウンロード                                                                                              | スゴイ技を持った視聴者に登場してもらいその驚きで木曜レギュラー陣が判定をする。 | タモリ                                                |
| 2008.7.24 - 8.28                  | もうすぐ北京! 漢字で書いチャイナ! | 北京オリンピック開幕という事である中国語を発表するのでレギュラー陣が漢字に変換するコーナー。ローラ・チャンが講師役で出演。この企画は北京五輪閉幕後の8月いっぱいまで行われた。 | 福田充徳 （チュートリアル）                           |
| 2008.8.7 - 8.28                   | 夏休み特別企画 芸人さん お喋りオークション                                                                                            | テーマに沿ったエピソードを披露し、最も観客の共感を得たレギュラー陣が勝者となる。 | マリエ ↓ 南野陽子                                     |
| 2008.9.4 - 9.25                   | お前は誰だ! デトロイトメタルゲスト | 映画「デトロイト・メタル・シティ」にかけて、ゲストがヘヴィメタル風の格好をして登場する。レギュラー陣は、それが誰かを当てる。 | タモリ                                                |
| 2008.9.11 - 9.18                  | ウエルカムジャパン 世界の言葉を聞いちゃいな!                                                                                          | 外国語で話される質問を聞いて、その質問に答える。北京オリンピック開催前までは、「もうすぐ北京! 漢字で書いチャイナ!」として中国語のみを対象としていた。 | 福田充徳 （チュートリアル）                           |
| 2008.10.2 – 2009.03.12            | 出たいドル! | 項目を参照 | タモリ                                                |
| 2008.10.2 - 2009.3.12             | ザ・定番ショー | 鶴瓶組と南野組に分かれて、あるテーマについて、世間の「定番」であろう答えを発表する。チーム内で同じ答えが出ると数に応じてポイントが入り、ポイントの多いチームの勝利となる。2000年4月から2003年1月まで2年半放送されていた同名のコーナーが復活。 | タモリ                                                |
| 2008.10.2 - 2009.1.22             | にやめっこ | | 山口智充                                              |
| 2009.1.15                         | 客席ヤマ崩し! 国民お笑い調査 | 芸能人が考える「お笑い」と国民が考える「お笑い」が一致するのか調査するコーナー。お笑いに関するテーマが出題され、鶴瓶組と南野組で1人ずつ交互に客席がフリップに書いたと思われる答えを発表する。発表した答えと客席の答えが一致するとお客さんはロビーに退場し、いいとも!特製のアメが渡される。お客さんが退場した答えの数が多い方が勝ち。 | タモリ                                                |
| 2009.3.19 - 10.1                  | 出たいドル! デラックス | 08.10.2 - 09.3.12まで放送されていた『出たいドル!』をデラックス版にしたコーナー。タレントの推薦者、またはマネージャーが紹介する「いいとも!」に出たいタレントのアピールポイントを3つ（または4つ）紹介するのを見て、各レギュラー陣が1人持ち点3点まで点数を付けることができる。合計点数が17点以上になると登場することができる。また、点数の数だけゲストの登場のカーテンが上がる。現在まで登場できなかったアイドルは2人のみである。コーナー中に登場できなかったアイドルはエンディングで顔出し程度に数秒程カメラに映ることができる。                              | タモリ                                                |
| 2009.3.19                         | お宝フリーマーケット ダマせたら全て買い取ります                                                                                       | | タモリ                                                |
| 2009.1.15                         | いいともフリーマーケット | | タモリ                                                |
| 2009.4.2 - 8.6                    | 司会者さん いらっしゃい! | ゲストがいいとも!のコーナー司会を務める史上初のコーナー。タモリチームと鶴瓶チームに分かれ、レギュラー陣がゲスト司会者にさまざまな事を教わりながら、ゲストに関した問題を答える。コーナー司会を務める最初のゲスト紹介の進行は加藤綾子。 | ゲスト                                                |
| 2009.4.9 - 10.1                   | ゲストは誰だ!? マス埋めヒンター | レギュラー陣の中で抽選で選ばれた1人が箱の中に入っているゲストを見て、1 - 5文字まで関連するヒントを書いていき他の木曜レギュラー陣がゲストを当てるコーナー。1分間の制限時間内でゲストが当てられない場合にはこのコーナーにゲストとして登場する事ができない。 09.10.1までにコーナー中で登場できなかったゲストは、お笑い芸人を除けば3人のみである。出られなかったゲストはテレフォンショッキング後までお預けとなり、この時、次のコーナーが出たいドルのコーナーだったため、出られなかったゲストはアイドルの出る扉から登場していた。                                | タモリ                                                |
| 2009.8.13 - 10.1                  | 知ってるようで 知らない日本語 | 鶴瓶率いる『鶴』チームと、南野率いる『亀』チームに分かれ、普段何気なく使用している日本語を3人の外国人留学生に分かりやすく伝えるコーナー。留学生達は自分の出身国の国旗を持っている。留学生が各チーム交替で代表者を1人指名し疑問について30秒以内で解説する。なお、各チームの解説の後に模範解答でさらに詳しい解説を行う。 | タモリ                                                |
| 2009.10.8 - 12.3                  | つるブーの 〜耳をすませば〜 | ある日常の風景を擬音（人の声や音楽は不可）で表現して、回答者の子ブタ役のつるブー（笑福亭鶴瓶）以外のタモリを含むレギュラー陣は1番〜5番までの順番を決め、その日常風景とは何かをつるブーが当てる。見事正解すると客席150名に『いいとも!特製耳すま綿棒』、『リリー・フランキープロデュース花束綿棒（いいともバージョン）』がプレゼントされる。つるブーの世話役としてムチャゴロウに扮した飼育員は山口智充。09.10.8 - 11.5まで司会者はタモリで、回答者は抽選で決めていたが、09.11.12 - は『つるブーのできるかな!?』のコーナーと合体させ司会者と回答者を変更した。 | 南明奈                                                |
| 2009.10.8 - 12.10                 | クイズ アゲワードサゲワード | ゲストが他人から言われて最も嬉しく思う言葉（アゲワード）と、最も腹の立つ言葉（サゲワード）とは何なのかをタモリチームと鶴瓶チームに分かれて（のちにペア形式に変更）その正解を当てるクイズ。勝利チームにはゲストのテンションの上がるお土産（オミアゲ）が贈呈される。 | 徳井義実 （チュートリアル）                           |
| 2009.12.17 - 2010.4.1             | 人間観察刷新会議 ビミョ〜仕分け! | 見た目では分かりにくい微妙な人々5〜6名に登場してもらいタモリを含むレギュラー陣とゲストらが正しく仕分けする。1月7日までは2チームに分かれて獲得ポイントを競っていたが、1月14日からは一人で全員を仕分けて全問正解を目指す形式となった。 | 山口智充                                              |
| 2009.11.12 - 2010.4.1             | 一度はやってみたい! 夢の大人買い HOW MUCH?                                                                                            | 09.9.8 - 9.29に、火曜日に放送されていた同名のコーナーが復活した。夢の大人買いを3つを写真で紹介し、それぞれの合計金額をレギュラー陣が予想し、高金額から低金額に並べ替える。紹介時には何故か、ある男性が出てくる。正解すると、ガチャガチャのガムが観客にプレゼントされる（正解しないとプレゼントが紹介されない週もある）。3つの大人買いを紹介するのは加藤綾子。なお、2010年3月11日と3月18日は、コーナー自体休止となった。 | タモリ                                                |

#### 2010年代
| 期間                   | コーナー名                                                                                      | コーナー説明 | コーナー司会 |
| ---------------------- | ----------------------------------------------------------------------------------------------- | --- | --- |
| 2010.1.14 - 3.4        | お芝居クイズ 一言アクション                                                                     | あるシチュエーションと一言のセリフを2人（1人は男性レギュラー陣、もう1人は若手俳優）がそれぞれ演じ、解答者（レギュラー陣）はどのようなシチュエーションなのかを当てる。 | タモリ |
| 2010.3.11 - 4.8        | 木曜ブラウン管劇場 あの日あの時テレビ欄                                                         | 昔のテレビ欄を観てその当時の流行や出来事など時代を振り返るコーナー。2010年3月18日からは、その当時の番組の3つを新聞欄で紹介し、それぞれの視聴率をレギュラー陣が予想し、2010年4月1日に終了した「一度はやってみたい! 夢の大人買い HOW MUCH?」のフォーマットで高視聴率から低視聴率に並べ替える。正解すると、ガチャガチャのガムが観客にプレゼントされることになっていたが、正解したことは一度もない（正解しないとプレゼントが紹介されない週もある）。3つの大人買いを紹介するのは加藤綾子アナウンサー。 | タモリ |
| 2010.4.8 - 5.6         | あの流行おぼえてる!? どアタマの体操                                                             | 木曜レギュラー陣1名ずつ12枚の写真を見て一世風靡のブームの名称や流行や著名人などを答え、チームワークで全問正解を目指す。南明奈から若い者順に答えていく。4月8日放送分では10人目の徳井義実が間違え、頭をスッキリさせるために、外国人ダンサーが登場し、木曜レギュラー陣全員で頭を振る罰ゲームが課せられた。 | タモリ |
| 2010.4.8 - 7.29        | 関係者は誰だ!? ダウトコミュニケーション                                                         | 木曜レギュラー陣3名、あるいは2名＋ゲスト1名が指名され、その後テーマに関する関係者1名が登場する。指名された3名のうち、2人は嘘のエピソードを話す事になるが、解答席のレギュラー陣（ゲストも居る場合あり）は、ヒントや質問を基に3人のうち誰の関係者かを当てる。タイトルBGM曲はB'z『BAD COMMUNICATION』。 | タモリ |
| 2010.4.15 - 7.1        | 徳井青年協力隊                                                                                  | 2010年4月から活動をしている新いいともAD隊（クルット&ハリー）の2名に何かお仕事を依頼する企業を募集して、依頼者1名が登場し、仕事内容を説明。依頼されたお仕事に挑戦するコーナーであり、仕事内容は何でも良い。もちろんノーギャラで派遣され仕事をこなす。また、タモリを含むレギュラー陣とゲストらは依頼者から考えてほしい事をフリップに書いて案を出し合う。9月16日に緊急企画として復活した。 | 徳井義実 （チュートリアル） |
| 2010.5.13 - 9.30       | つるべに かくれんぼ                                                                             | 笑福亭鶴瓶の顔写真4枚を基に、つるべ度100% → 70% → 40% → 10%と順々にパーセンテージを落としていく中、鶴瓶の顔に隠れている秘密ゲストの一部分（目・鼻・口）から、タモリを含むレギュラー陣が当てるコーナー。過去に登場したゲストはつるべ一門として顔写真と共に「笑福亭○○」（○○はゲストの名前か関連する単語）と名付けられ、一覧にしてパネルに残る。2010年6月10日放送分のみ、特別なゲスト（当日レギュラー復帰の青木さやか）を迎えたということで、コーナー司会は山口智充ではなくタモリが務めた。なお、山口は耳打ちされる際には口での効果音で対応するのがお約束となっている。また、上記の渡部及びレギュラー出演者がつるべ化された顔写真を紹介することもあり、ゆうちょ銀行のCMで鶴瓶と共演した佐藤健がつるべ化されているシーンが取り上げられており、「笑福亭たける」という形でつるべ一門としてパネルに残る事となった。 | 山口智充 |
| 2010.7.8 - 9.30        | パワースポットさん いらっしゃ〜い!!                                                             | 皆があやかりたいラッキーなことを体験した人（"パワースポットさん"）に登場してもらい、エピソードを紹介するコーナー。あやかりたいと思ったタモリを含むレギュラー陣は携帯電話で写真を撮ることができる。また、2010年8月5日放送分に"パワースポットさん"として、戦場カメラマンであり、フォトジャーナリストである渡部陽一が登場して以来、反響により、8月12日・8月19日・9月23日放送分にも再び3週連続登場し、番組終了まで出演をしていた。その後の放送終了後にも「放送終了後未公開トーク集」にも度々参加している。まれにレギュラーメンバーがタモリを意味無く写真撮影するという怪現象が見て取れる。 | 徳井義実 （チュートリアル） |
| 2010.8.5 - 9.9         | みんなにさされ! 私の持論                                                                        | つるべチーム（鶴瓶・徳井・大島）とぐっさんチーム（山口・青木・福田・南）に分かれてテーマに沿った自らの持論をチームごとに1名ずつプレゼンするので、それを観客100名に支持するかどうかスイッチ（アンケート形式）を取り、その納得具合を競い、支持する人の数が多かったチームの勝利となるコーナー。2010年8月12日放送分までは「みんなに届け!私の持論」のタイトル名であった。 | タモリ |
| 2010.10.7 - 10.21      | のぞみを叶えて! 眠り姫と7人の芸人                                                               | 眠り姫こと佐々木希を、目覚めさせ、笑わせる事を誰ができるかというコーナー。白雪姫の七人の小人のような衣装を着たタモリを含む7人の木曜レギュラー陣の芸人達が、眠り姫が発表するお題に沿って、1人ずつ芸を披露する（使用されているBGMは白雪姫からHeigh Ho(ハイホー)）。グッサン（山口） → コカード（コカド） → 中岡（中岡） → トクーイ（徳井） → タモリィ（タモリ） → ショーフク（鶴瓶）の順で行うが、一巡しても眠り姫が目覚めない場合は、再びグッサンから同じ順で繰り返す。トクーイはコーナー司会も務めるが途中から芸を披露する中へ入る。フクーダ（福田）は進行役を務める。なお、事実上最終回となった2010年10月21日放送分のみ、佐々木希ともう1人、コーナーゲストで登場していた和田アキ子が眠り姫として参加していた。 | フクーダ （福田充徳） トクーイ （徳井義実） （チュートリアル）                                                                                          |
| 2010.10.7 - 11.1.20    | 2Dゲストは誰だ!? 食いストーリー                                                                 | 秘密ゲストの大好物など2つ（2D）の食べ物が順番に登場し、その食べ物が言うヒントを元に、秘密ゲストが誰かを当てるクイズコーナー。正解すればゲストの好物を食べることができる。食べ物の声はオープニングには登場するものの、自然と姿を消す山口智充が担当している。コーナー司会のタモリは秘密ゲストの大好物を1口試食することができる。本コーナーは、初回のみタイトルが『3Dゲストは誰だ!? 食いストーリー3』となっており、秘密ゲストの大好物など3つ（3D）の食べ物が順番に登場していた。 なお、タイトルロゴ及びBGMのほとんどは映画『トイ・ストーリー』のものを使用している。 | タモリ |
| 2010.10.7 - 11.3.31    | なんでもアンケート アラゆるギャップを比べタワー                                                 | あるテーマについて、4つの分類（カテゴリー）に分けてギャップのあるアラゆる世代（20〜60代）の男性・女性を対象に100名に事前にアンケートを実施。4チーム（構成は年齢か結婚年数かにより異なる）に年齢・年数などが分類されている。現在は固定され、タモリチーム（タモリ・佐々木）、ロッチチーム（コカド・中岡）、チュートリアルチーム（徳井・福田）、つるべチーム（鶴瓶・ゲスト or 日替わりテレフォンアナウンサー）の各チームは、ランキング（1〜5位）の答えを予想し、当ててゆくが解答に順位指定は含めない。自チームのランキング（タワー）の答え全てを開けることができたチームが勝利となる。基本的にどれかのチームがすべてのパネルをめくった時点で終了となるが、時間が余った場合は時間ぎりぎりまで延長される。10月21日放送分からは、コーナー名は変わらずに、順位表示が縦列から横列へ変更された。 同年9月まで水曜日にて放送されていた「世代別アンケート あらゆる答えハンティング」のリニューアル版であり、11月11日放送分より、同コーナーに似たルールに変更しているが、4チーム（ロッチチームとチュートリアルチームは毎回固定）であることや、絵柄が果物やぐっさんであること、そしてゴールデンぐっさんを指定して当てると200点が入るという相違点がある。パネルのオープン数×10点、ピタリ賞は100点。12月23日放送分では、クリスマスSPとして、タモリチーム、つるべチームの2チームで対戦を行った。また、2011年1月以降も2チームの対戦となっている。 | 山口智充 |
| 2011.1.27 - 2011.2.17  | 噛まなかったら食べられます! 滑舌6                                                               | 「ちょっと言いづらい言葉」で言いにくい言葉の滑舌を良くしようという脳トレ企画。長い名称を持つスイーツやチョコレートなどの洋菓子を、レギュラー陣が徳井→佐々木→山口→中岡→コカド→鶴瓶の順に、1人ずつ順番に読んでいき、二巡する。タモリのハンドマイクは赤色のマイクに取り換えられる。2011年2月3日放送分のみ「噛まなかったら食べられます! 滑舌7」となり、ゲスト1組（氷川きよし）が加わる形式となり、佐々木と山口の間に入った。 また、クリアできた場合はレギュラーが、できなかった場合はスタッフが賞品を食べることになる。 | タモリ |
| 2011.2.24 - 3.10       | どっちが多い!? 全部見てみよう!                                                                  | 今人気のある2種類の全商品のどちらが商品数が多いのかを予想する。チュートリアルが2種類の商品を紹介する。途中で解答者は中間予想を行うことができる。また正解すれば正解にまつわる賞品を獲得することができる。3月3日放送分のみ「買ったらいくら!?全部見てみよう!」であり、全商品の値段の合計を予想していた。 | タモリ |
| 2011.3.3 - 3.31        | のぞみを叶えて! のぞみ姫と7人の芸人                                                             | 10.10.7 - 10.21まで放送されていた同名のコーナーが復活。白雪姫の七人の小人のような衣装を着た木曜レギュラー陣の芸人達が、1人ずつ芸を披露する（使用されているBGMは白雪姫から『ハイ・ホー』）。一巡しても眠り姫が目覚めない場合は終了となる。 初回はひな祭り特別企画だった。2011年3月10日放送分までは「のぞみ姫を起こそう!」のコーナー名であった。 | 福田充徳 （チュートリアル） ↓ タモリ |
| 2011.4.7 - 6.16        | どっちが見たいで SHOW                                                                           | 見たくなるような2つの物が登場するので、どちらを見たいかをタモリを含むレギュラー陣、ゲストで相談して「A」or「B」どちらかを選ぶというコーナー。 選んだ方は見ることができるが、選ばなかった方はコーナー司会のジュニア・観客・視聴者のみ見ることができる。2011年6月9日放送分は「どっちが見たいでSHOW スピンオフ企画 魔法使いがやってきた!」と題して、6月2日放送分で大好評だった魔法使いアキットのスプーン曲げをもう一度見て、タモリを含むレギュラー陣とゲストら皆でスプーン曲げに挑戦した。 | 千原ジュニア （千原兄弟） |
| 2011.4.7 - 5.12        | 知ってる ハイスクール                                                                           | 毎週あるテーマに沿って、そのテーマに関する知識をタモリを含むレギュラー陣が披露。スタジオのお客さん100人の関心度の判定により、点数を決定。最高得点を獲得したメンバーには先生の佐々木に褒めてもらえる。 詳細については当項目を参照。 | 佐々木希 榎並大二郎（フジテレビアナウンサー） |
| 2011.7.7               | NO.1決定戦 写真王                                                                               | 毎週、指定されたテーマで木曜レギュラー陣とゲストらがデジタルカメラ等で撮影（時期は問わず）した写真を、最下位から1位まで順にランキング形式にて発表し、それぞれのエピソードを聞く。初回のテーマ「楽しさが伝わる一枚」。審査するのは、写真家の田中長徳。提出者を伏せたまま審査している。 | タモリ |
| 2011.4.7 - 7.7         | タモ福亭ジュニア                                                                                | タモリ・笑福亭鶴瓶・千原ジュニアの3人による雑談コーナー。基本的にはテーマに沿ってトークを展開するが、トークテーマなしで自由にトークをすることもある。 2011年6月16日放送分のみ、コーナーゲストで出演をしていた、千原せいじ（千原兄弟）（トーク内容に数多く登場する）がゲストとして登場し、4人による雑談コーナーとなった。 このコーナーはかつて金曜日に放送されていたタモリ・明石家さんまがコーナー司会の雑談コーナーを踏襲している。 | なし |
| 2011.6.23 - 7.21       | ここが一緒!? ふたりの共two点                                                                    | 秘密ゲストとタモリを含む木曜レギュラー陣との共通点を順番に発表するので、誰が秘密ゲストかをタモリを含む木曜レギュラー陣がフリップに書いて当てるクイズコーナー。 | 千原ジュニア （千原兄弟） |
| 2011.7.14 - 7.28       | 木曜格言王                                                                                      | 毎週、指定されたテーマで木曜レギュラー陣とゲストらが「格言」を作成し、最下位から1位まで順番にランキング形式にて発表し、それぞれのエピソードを聞き「格言王」を決定する。初回のテーマ「人生」。 審査するのは、言語学者の町田健（名古屋大学大学院文学研究科教授）。格言採点のポイントは、①簡潔で巧みな表現をしている。②納得できるけど陳腐ではない。 | タモリ |
| 2011.7.28 - 8.11       | 木曜いいとも!の弱点 又吉イメージアッププロジェクト!!                                            | ちょっと地味でイケメンのイメージがなくなった、木曜レギュラーのピース・又吉直樹をイメージアップさせようとするコーナー。初回のテーマ「バストアップ」を取り上げた。又吉が上半身裸になり先生が直接マッサージし、全放送と通して、日替わりコーナーには一切出演せずにエンディングまでマッサージを受け、エンディングでバストアップした姿を披露した。 | 千原ジュニア （千原兄弟） |
| 2011.8.18 - 10.13      | 木曜何でも コンテスト                                                                           | 毎週、あるテーマに沿った素人に登場してもらい、そのテーマのチャンピオンを1名、タモリを含むレギュラー陣、ゲストらが番号札で判定して決める視聴者参加型コーナー。チャンピオンには賞金3万円が贈呈される。 また、コーナーの冒頭では出演者がカメラ遊びをするのが恒例になっている。 | 綾部祐二 （ピース） |
| 2011.8.25 - 10.13      | 芸能人ファッションチェック 私服に歴史あり                                                       | 秘密ゲストの知られざる私服の歴史（遍歴）を幼少時代から現在に至る6枚の写真を見て、タモリを含むレギュラー陣とゲストらが耳打ちで秘密ゲストを当てるコーナー。 2011年9月29日放送分まで千原ジュニアがコーナー司会を担当していたが、2011年10月5日放送分からコーナー司会をタモリに交代し、セットも1つ絞られ、1枚ずつ交互に紹介される。解説は衣服の歴史に詳しい中野香織。 | 千原ジュニア （千原兄弟） ↓タモリ中野香織（衣服評論家）                                                                                                 |
| 2011.10.6 - 12.22      | 芸能人が感動した 勝負差し入れが来るぅ〜!                                                        | グルメ通な芸能人が「ここぞの時に使う」勝負差し入れ3品を1品ずつ紹介するので、1〜2品目はグルメの紹介後にタモリを含むレギュラー陣とゲストらが食べる事ができるが、3品目は値段当てクイズに正解（一番近い答え）を出した者だけが食べる事ができる。それぞれの値段をタモリを含むレギュラー陣とゲストらが当てるクイズ。コーナー司会の山崎は赤いジャケットを着用する。 | 山崎弘也 （アンタッチャブル）高橋真麻（フジテレビアナウンサー）                                                                                         |
| 2011.10.27 - 12.22     | ギリトーーク! ↓ 生放送でギリギリ話せる 際どい話を聞かせて!! ギリの告白                          | 思わず話を聞きたくなる人を2組スタジオに呼んで、スリガラス越しにギリギリのトークを楽しむコーナー。コーナー開始当初のみ、コーナータイトル名が「ギリトーーク!」とテレビ朝日系列で放送されているバラエティ番組「アメトーーク!」のパロディ企画であった。 翌週からコーナータイトル名が「生放送でギリギリ話せる 際どい話を聞かせて!!ギリの告白」へ長文のコーナータイトル名へ変更になり、その翌週にはタモリのタイトルコールが「ギリの告白」に変更がされた。12月22日放送分では司会のタモリが「木曜名物『ギリの告白が来るぅ〜!』」と言った。 | タモリ |
| 2012.1.5 - 26          | この曲なんだっけ? 名曲振り付けソングSHOW                                                        | いいとも青年隊のnoon boyz2人がリズム音のみのメロディー無しである有名な曲の振り付けを披露。振り付けとヒント3つを参考にして何の曲かをレギュラー陣とゲストらが当てる。 | タモリ |
| 2012.1.5 - 2.2         | 打倒クイズ王! 芸能人超パーソナルQ                                                               | クイズ王チーム（水野文也・田中健一・大美賀祐貴）と芸能人・ご本人チーム（レギュラー陣・ゲスト）に分かれてクイズで対決し、芸能人・ご本人チームが1問でも正解できれば賞金獲得ができる。 クイズの内容には、レギュラー陣やゲストのプライベートに関する問題も含まれている。 | タモリ高橋真麻（フジテレビアナウンサー） |
| 2012.2.2 - 9           | カンタン!元気! おかま飯!!                                                                       | 数々の男性を料理で落としてきた「おかま」が簡単に作ることがで来て元気になれる絶品料理（おかま飯）を実際に作って紹介するコーナー。タモリを含む木曜レギュラー陣とゲストら審査員が試食して美味しいと思った場合は「カマ」札を挙げ審査する。ゲスト講師はオカマの簡単料理研究家のむらっち。初回の絶品料理テーマは「焼肉スタミナ太巻き」。コーナー司会の山崎は赤いジャケットを着用する。このコーナーはわずか2週間で終了した。 | 山崎弘也 （アンタッチャブル）高橋真麻（フジテレビアナウンサー）                                                                                         |
| 12.2.9 - 8.9           | 私立その道の プロ高校                                                                           | 毎回、その道のプロを講師としてゲストに招いて、知らないと損する情報を紹介するコーナー。セットは高校と教室の風景をイメージして、タモリを含むレギュラー陣とゲストらは学生服（男性：学ラン、女性：セーラー服）を着て出演をする。タモリは毎回、先生役の綾部に対して何らかのイタズラを行う。 2012年7月21日18:30 - 7月22日20:54に放送された『FNS27時間テレビ 笑っていいとも!真夏の超団結特大号!!徹夜でがんばっちゃってもいいかな?』内で「その道のプロ高校 全校集会」と題して、当コーナーのスペシャル版が放送された。当番組の総合司会者タモリを特別講師に迎え、2012年10月で放送開始30年を迎える『笑っていいとも!』の放送の歴史や事件などを学んだ。 2012年8月2日・8月9日放送分では、「夏休み特別企画 又吉直樹と学ぶ 夏休み（この夏）はコレを読め!」と題して、テーマは「タイトルが興味深い本を中心に紹介」。特別講師に木曜レギュラーの又吉直樹（ピース）が担当した。 | 綾部祐二 （ピース） |
| 2012.2.16 - 3.29       | クイズ! 清く正しく美しく! 貧乏から生まれた知恵                                                  | 毎回、人間はお金が無くても様々な知識で乗り切られるものであり、貧乏時代を切り抜けるために生まれた素晴らしい知識をゲストから学ぶコーナー。ゲストの知られざるウラ歴史や貧乏時代に誕生した知恵をクイズにして紹介をする。初回のゲストは、はるな愛。 | タモリ |
| 2012.4.5 - 26          | 木曜主婦グチ劇場 夫はわかってくれない!                                                          | 毎回、あるテーマに関して主婦が、夫に対して不満を持っているベスト5をタモリを含む男性レギュラー陣が当てる。男は理解をしているかを確認するクイズコーナー。判定をするのは女優で主婦歴13年の伊藤かずえ。4月19日放送分は歌手で主婦歴5か月の小林幸子が審査員を務めた。 演技中に使用されているBGMは、エルトン・ジョンの『僕の歌は君の歌』。5月3日放送分と5月10日放送分は特別企画を実施した為、休止した。 | ベッキー三田友梨佳（フジテレビアナウンサー） |
| 2012.5.3 - 17          | 自分の欠点 言いまSHOW! ↓ 巨大風船で結束を 固めまSHOW!                                           | 木曜レギュラー陣の結束を高めるため、段々膨らんでいく大型風船を1人ずつ交代で持ちながら自分の欠点や直したい事を告白していく。本音かどうかはコーナー司会のタモリが○×の札で判断する。2012年5月3日にゴールデンウィーク 特別企画で登場し、翌週からはレギュラーコーナーとなった。 | タモリ |
| 2012.5.31 - 6.28       | 2世は つらいよ                                                                                  | 大物芸能人の2世タレント軍団同士（2名 → 4名へ）が家庭での両親の本性や苦労話を激白し、タモリを含むレギュラー陣とゲストらがより、共感できたほうが勝利するコーナー。コーナータイトルは映画『男はつらいよ』のパロディ企画。 | ベッキー |
| 2012.7.12 - 8.9        | 凄腕グルメライターのマジバトル 私のオススメNO.1!! ↓ グルメ芸能人マジバトル 私のオススメがNO.1!! | 毎回、3名の凄腕グルメライター（永浜敬子（ライター歴25年）・小野員裕（ライター歴26年・1万件以上の店を取材）・里井真由美（ライター歴7年・食のなでしこ準グランプリ））らが登場し、それぞれ3名の凄腕グルメライターがテーマに関するオススメ逸品料理NO.1を紹介していた。 2012年8月2日放送分からは、毎回、3名の凄腕グルメ芸能人（彦摩呂・木村祐一・森崎友紀（料理研究家）らが登場し、それぞれ3名の凄腕グルメライターがテーマに関するオススメ逸品料理NO.1を紹介する。 タモリを含むレギュラー陣とゲストら審査員が3名の凄腕グルメライターの中から誰が紹介した料理が1番良かったかを判定し、真のNO.1を決定する。 | 山崎弘也 （アンタッチャブル）三田友梨佳 （フジテレビアナウンサー）                                                                                      |
| 12.8.2 - 9.27          | クイズ! キャク分の1 ↓ クイズ! キャク分の2                                                       | 毎回、テーマに当てはまる人物が客席100人中から1人（2012年9月20日放送分から2人へ）だけ紛れているので、それは誰かをタモリがクジを引き、選ばれたレギュラー陣やゲストらが1人ずつ当てる。合計3回（3人）答える事ができ、合計3回（3人）連続不正解の場合は連帯責任として、レギュラー陣全員、衣装（白Tシャツ）腹部に仕込まれた風船が破裂する罰ゲーム、「腹風船」が下される。テーマは「美人ニューハーフ」と2012年9月27日放送分からは「整形美人」も追加された。テーマに該当しない客席の人物を選んでしまった場合、タモリやレギュラー陣やゲストから直々に謝罪の挨拶があり、その代わりに「いいとも!特製エコバッグ」が謝罪の意味を込めてプレゼントされる。 同年9月13日放送分からは腹風船の罰ゲームは廃止された。 | タモリ三田友梨佳 （フジテレビアナウンサー） |
| 2012.8.23 - 9.6        | 女性がキュンとくる 腹筋イケメンコンテスト                                                       | 毎回、腹筋が割れた「腹筋イケメン」が数組登場し、自慢の腹筋を「A」or「B」に分かれて、腹筋の部分だけを披露し、「NO.1腹筋イケメン」を決定する。タモリを含むレギュラー陣とゲストらは、「A」or「B」のどちらが客席100名の得票を得られるかを予想し、「A」or「B」の腹筋が良いかの判定は客席100名の得票で決定。勝ち抜け戦となっていて、負けてしまった方には、その場で登場してもらい、最後まで勝ち抜いた方には、最後で登場してもらい、優勝賞金3万円が贈呈される。 | 山崎弘也 （アンタッチャブル）三田友梨佳 （フジテレビアナウンサー）                                                                                      |
| 2012.9.13 - 9.27       | 視聴者の声に 耳を傾けよう! 木曜メンバー 向上委員会                                              | 毎回、視聴者500人からタモリを含む木曜レギュラー陣（笑福亭鶴瓶、山崎弘也（アンタッチャブル）、ベッキー、ピース（又吉直樹・綾部祐二））の1名への意見を事前に募集し、寄せられた意見「ベスト5」を本人とタモリを含む木曜レギュラー陣とゲストの対戦形式で当てあう。初回は、綾部祐二（ピース）の「こうすればもっと輝く!」。 | 三田友梨佳 （フジテレビアナウンサー） |
| 2012.8.9 - 9.27        | ツタンカーメン展 開催記念 クイズ!誰カーメン!? ↓ 木曜お昼の新宿名物! クイズ!誰カーメン!?         | 毎回、全身金粉を塗り仮面を付けて、ツタンカーメン姿になった秘密ゲストが新宿アルタ前付近の路上からスタートして、スタジオアルタに向かって歩いて来るので、秘密ゲストは誰であるのかをタモリを含むレギュラー陣とゲストらが当てるクイズコーナー。歩行中の秘密ゲストに対して、三田友梨佳（フジテレビアナウンサー）が1問ずつ質問すると○か×やジェスチャーで回答する。初回の秘密ゲストは布川敏和。2012年9月13日放送分の秘密ゲスト：パパイヤ鈴木から路上でダンスを披露しながら、スタジオへ向かってくる。 | 綾部祐二 （ピース）三田友梨佳 （フジテレビアナウンサー）                                                                                                |
| 2012.10.4 - 11.1       | ファンdeビンゴ                                                                                  | ある芸能人の熱狂的ファン8名が登場し、ファンだけが知るレアな情報やエピソードの一部が隠れている。隠された部分は何かをタモリを含む木曜レギュラー陣とゲストらがフリップに書き当てる。ファン8人は好きな芸能人を中心として3×3の9マスのビンゴのように並んでいて、解答者がビンゴ達成できると豪華賞品が贈呈される。 | 山崎弘也 （アンタッチャブル） |
| 2012.10.4 - 11.8       | 変っちまったのは 誰だ!? 勝手に同窓会                                                            | 昔の写真と当時のエピソードを発表の後、見た目がガラっと“変わっちまった人”（ギャップがある人）が登場し、最も“変わっちまった人”を勝ち抜き戦でタモリを含むレギュラー陣とゲストらが「挑戦者」or「チャンピオン」の札を挙げて、チャンピオンを決定する。チャンピオンには優勝賞金3万円が贈呈される。 | 綾部祐二 （ピース） |
| 2012.11.8 - 12.6       | ボツ-1 グランプリ                                                                               | ある企業（お店）がこれから発売する新メニューと発売がボツになったメニュー4点を持って来るので、タモリを含むレギュラー陣とゲストらが試食してどのメニューがボツになった物なのかを解答者全員で相談して1つを当てる。12月6日からは一人一品ずつ指名していきボツ商品を当てたら負けというルールに変更になった。 | 山崎弘也 （アンタッチャブル） |
| 2012.11.15 - 29        | アウトレイジ ベイビーコンテスト                                                                 | 投稿者の母親と子供が登場し、偶然カメラで撮影できた、子供の衝撃的な顔写真を1枚ずつ紹介。一番アウトレイジな子供を決定する。タモリを含む木曜レギュラー陣とゲストら審査員が「ビビった」or「ビビらない」の札で判定し、全員「ビビった」札を挙げた場合は、金一封が贈呈される。 | 綾部祐二 （ピース） |
| 2012.11.29 - 12.27     | エアー パフォーマンス王 決定戦                                                                  | 大人気エアーバンドのゴールデンボンバーに続く、様々なエアーパフォーマンス王を決定戦で、タモリを含むレギュラー陣らが「エアーパフォーマンス王」最終的に札で決める。 | 綾部祐二 （ピース） |
| 2012.12.13 - 2013.1.10 | ぼっちゃん大集合! たぶん お宝グランプリ!                                                        | 非常に裕福な家庭に育った坊ちゃん（女性はお嬢さん）。通称:『ちゃんぼつ』が実家から勝手に『たぶんこれはお宝だろう』という品物をスタジオアルタに持参。本当にお宝かどうかをタモリを含む木曜レギュラー陣とゲストで予想し当てるコーナー。 お宝かどうかを鑑定してくれるのは、チェーリーズマーケットの鑑定士:戸嶋功基。 コーナー司会を担当しているのは山崎だが、昨年の『特大号』で曜日別レギュラー陣の総合順位が最下位。年明けから1か月間noonboyzともにアシスタントを担当する事になった為、コーナー司会を降板。後任は2013年1月10日の最終回までピースの綾部がコーナー司会を引き継いだ。 | 山崎弘也 （アンタッチャブル） ↓ 綾部祐二 （ピース）三田友梨佳 （フジテレビアナウンサー）                                                                |
| 2013.1.17 - 4.11       | 合格するか親次第! お受験チャレンジ!                                                             | 受験シーズン到来という事で、過去のお受験面接で実際に聞かれた質問にタモリを含む木曜レギュラー陣とゲストが挑戦し、子供を合格させる親の解答の仕方を学ぶコーナー。審査員・講師ゲストはお受験界のカリスマ講師の武田澄子。2013年2月21日放送分から順位での合否判定式に変更された。尚、受験シーズン終了に伴って、4月11日に復活したのみで終了となった。 | 三田友梨佳 （フジテレビアナウンサー） ↓ 生野陽子 （フジテレビアナウンサー） （司会代行） ↓ 倉田大誠 （フジテレビアナウンサー）武田澄子 （カリスマ講師） |
| 2013.3.7 - 4.4         | 顔で全部わかる 最新 パーソノロジーの世界                                                        | 『顔を見ただけで人の性格が全てわかる!』という最新人相学=パーソノロジーをタモリを含む木曜レギュラー陣で学ぶコーナー。講師ゲストは日本人初のパーソノロジスト『石丸謙一』先生。 | 又吉直樹 （ピース） |
| 2013.4.11 - 7.11       | イタズラ心のある 似顔絵コンテスト                                                               | ゲストを描いた『イタズラ心のある似顔絵』が続々登場し、一番笑える絵をタモリを含む木曜レギュラー陣と似顔絵モデルとなったゲストで決めるコーナーである。 見事、優秀作品に選ばれた出場者には、「イタズラ心に火をつける いいとも!特製『ズライター』」が贈呈される。 2013年5月9日放送分から絵のうまい芸能人が参加する事になり、1組ずつの紹介に変更された。 | 山崎弘也 （アンタッチャブル） |
| 2013.4.18 - 5.9        | たぶん私だけ!? 日本 おひとり遺産                                                                | 日本にたぶん1人しかいない人がスタジオアルタに登場し、貴重な技術や知識を披露するコーナー。 タモリを含む木曜レギュラー陣とゲストが審査員となり、『認定』or 『不認定』の札で判定し、おひとり遺産を決める。 このコーナーの内容は2011年10月7日〜同28日までの毎週金曜日に開催され、劇団ひとりがコーナー司会を担当した『ニッポンハサイコー』に類似している。 また、2013年5月16日放送分からスピリチュアル芸人によるゲストの霊視をしてもらうコーナーを立ち上げる為、僅か1か月で終了した。 | 綾部祐二 （ピース） |
| 2013.4.18 - 5.23       | チンプンカンプンな事も 3分で納得! サンプンカンプン                                              | 世の中のチンプンカンプンな事を専門家を招き、タモリを含む木曜レギュラー陣で3分で解決するコーナー。初回のテーマは『防犯』。 BGMの一部は『キユーピー3分クッキング』を意識している。 2013年5月16日放送分は『緊急特別企画』を実施した為、休止となった。 | 綾部祐二 （ピース） |
| 2013.5.16 - 23         | 見えすぎちゃう!? スピリチュアル芸人 パシンペロンのコーナー                                      | 話題のスピリチュアル芸人を招き、タモリを含む木曜レギュラー陣でゲストを霊視してもらうコーナー。 その話題となっているスピリチュアル芸人とはパシンペロンのはやぶさちゃん。以前の増刊号で金曜レギュラーの劇団ひとりの体の悪いところを的中させた事で話題となった。 緊急での日替わりコーナー昇格だったが、今後は不定期に開催される。 | 倉田大誠 （フジテレビアナウンサー） |
| 2013.6.6 - 7.4         | おもわず鏡を見てしまう! ホクロ鑑定                                                              | お笑い芸人の間でホクロを鑑定しただけで、人の性格が分かるというコーナー。 鑑定してくれるのはホクロ芸人として人気のあるダックス。宮本。 2013年6月20日は、当日のゲストが篠原涼子・三浦春馬・藤木直人の出演にちなんで、『ホクロ・シンデレラ』のタイトルで開催された。 | 綾部祐二 （ピース） |

### 金曜日

#### 1980年代
| 期間                   | コーナー名                                 | コーナー説明 | コーナー出演者                             |
| ---------------------- | ------------------------------------------ | --- | ------------------------------------------ |
| 1982.10.8 - 1983頃     | 真似た博士の物真似講座                     | 当時ものまねタレントとして活躍していた井手ひろし（現・井手らっきょ）によるモノマネコーナー。 | タモリ                                     |
| 1982.10.8 - 1984.3.30  | 私のメロディー                             | | タモリ中村泰士                             |
| 1982.10.8 - 1984.3.30  | 五つの焦点（フォーカス）                   | タモリが田中康夫、山本コウタローと時事的なトークを行う。1983年2月11日には当コーナーの最中にビートたけしが乱入した。 | タモリ田中康夫山本コウタロー               |
| 1983秋頃               | 青年隊の心は洗濯バサミ                     | いいとも青年隊と井手ひろしによるドラマコーナー。 | 不明                                       |
| 1984.4.6 - 9.          | イントロ紹介コンテスト                     | | 芥川隆行                                   |
| 1984.7. - 9.           | 芥川隆行の演歌の神髄                       | | 芥川隆行                                   |
| 1984.4.6 - 9.28        | わが街わが家わが自慢                       | 一般参加者同士が自分が大事にしている宝物で勝負する。さんまは独断で勝敗を決めるコーナーの進行役兼審査員だった。 | 明石家さんま                               |
| 1984.10.5              | さんまのおもろない夫婦                     | 一般参加型のコーナーだったが、コーナーに参加者が集まらずタモリとさんまの2人が雑談トークを観客の前で展開。これが後の「タモリ・さんまの日本一の最低男」へとつながった。 | 明石家さんま                               |
| 1984.10.12 - 12.7      | タモリ・さんまの 雑談コーナー              | タモリとさんまがフリートーク（雑談）するコーナー。さんまが降板する1995年9月までレギュラーのトークコーナーとしてタイトルと出囃子を随時変え放送された。基本はタモリとさんまのみだが、時々ゲストも参加した（ビートたけし、松任谷由実、テレフォンショッキングから延長参加の島田紳助など）。 コーナーセットは、スタジオを中心にテーブルのみ。開始当初は視聴者からハガキを募り、読みながらフリートークを行っていた。 | タモリ明石家さんま                         |
| 1984.12.14 - 1987.10.2 | タモリ・さんまの 日本一の最低男            | タモリとさんまがフリートーク（雑談）するコーナー。さんまが降板する1995年9月までレギュラーのトークコーナーとしてタイトルと出囃子を随時変え放送された。基本はタモリとさんまのみだが、時々ゲストも参加した（ビートたけし、松任谷由実、テレフォンショッキングから延長参加の島田紳助など）。 コーナーセットは、スタジオを中心にテーブルのみ。開始当初は視聴者からハガキを募り、読みながらフリートークを行っていた。 | タモリ明石家さんま                         |
| 1987.10.9 - 1988.3.26  | さんま・タモリの 喋っちゃいまホー!!        | タモリとさんまがフリートーク（雑談）するコーナー。さんまが降板する1995年9月までレギュラーのトークコーナーとしてタイトルと出囃子を随時変え放送された。基本はタモリとさんまのみだが、時々ゲストも参加した（ビートたけし、松任谷由実、テレフォンショッキングから延長参加の島田紳助など）。 コーナーセットは、スタジオを中心にテーブルのみ。開始当初は視聴者からハガキを募り、読みながらフリートークを行っていた。 | タモリ明石家さんま                         |
| 1988.4.2 - 9.30        | タモリ・さんまの 笑いごっちゃ おまへんで!! | タモリとさんまがフリートーク（雑談）するコーナー。さんまが降板する1995年9月までレギュラーのトークコーナーとしてタイトルと出囃子を随時変え放送された。基本はタモリとさんまのみだが、時々ゲストも参加した（ビートたけし、松任谷由実、テレフォンショッキングから延長参加の島田紳助など）。 コーナーセットは、スタジオを中心にテーブルのみ。開始当初は視聴者からハガキを募り、読みながらフリートークを行っていた。 | タモリ明石家さんま                         |
| 1988.10.7 - 1989.9.29  | タモリ・さんまの んなアホな!               | タモリとさんまがフリートーク（雑談）するコーナー。さんまが降板する1995年9月までレギュラーのトークコーナーとしてタイトルと出囃子を随時変え放送された。基本はタモリとさんまのみだが、時々ゲストも参加した（ビートたけし、松任谷由実、テレフォンショッキングから延長参加の島田紳助など）。 コーナーセットは、スタジオを中心にテーブルのみ。開始当初は視聴者からハガキを募り、読みながらフリートークを行っていた。 | タモリ明石家さんま                         |
| 1989.10.6 - 1990.9.28  | タモリ・さんまの なんちゅうこというの!     | タモリとさんまがフリートーク（雑談）するコーナー。さんまが降板する1995年9月までレギュラーのトークコーナーとしてタイトルと出囃子を随時変え放送された。基本はタモリとさんまのみだが、時々ゲストも参加した（ビートたけし、松任谷由実、テレフォンショッキングから延長参加の島田紳助など）。 コーナーセットは、スタジオを中心にテーブルのみ。開始当初は視聴者からハガキを募り、読みながらフリートークを行っていた。 |                                            |
| 1984.10.5 - 1985.3.29  | 帰ってきた五つの焦点（フォーカス）         | 開始当初から1984年3月まで行われた同コーナーの復刻版。 | タモリ田中康夫山本コウタロー               |
| 1985.4.5 - 6.28        | イントロ紹介コンテスト                     | | タモリ平尾昌晃                             |
| 1985.7.5 -             | アッパレ! 四小節                           | | タモリ平尾昌晃                             |
| 1985.10.4- 1986.3.7    | クイズ 毎週が断髪式                        | | タモリ関根勤                               |
| 1986.3.14、8.22        | クイズトライアスロン                       | | タモリ関根勤                               |
| 1986.3.21              | いいとも委員会                             | | タモリ関根勤                               |
| 1986.4.4 - 1987.3.27   | 関根くんとニラメッコ                       | | タモリ関根勤                               |
| 1986.8.8               | クイズ 帰ってきた断髪式                    | | タモリ関根勤                               |
| 1986.8.29              | いいとも音楽会                             | | タモリ関根勤                               |
| 1985.10.4- 1986.3.7    | クイズ 毎週が断髪式                        | | タモリ関根勤                               |
| 1987.4.3-10.2          | クイズこの歌いったい誰の歌                 | | タモリ関根勤                               |
| 1987.10.9 - 1988.4.1   | おタモしみラジオショー                     | | タモリ清水ミチコ                           |
| 1987.10.9 - 12.25      | 師匠とわたし                               | | 岡村浩栄タモリ、 清水ミチコ、 明石家さんま |
| 1988.1.8 -             | 珍発明なーんやソレ                         | | 岡村浩栄タモリ、 清水ミチコ、 明石家さんま |
| 1988.4.8 - 9.          | 春彦・みどりの一週間に漢字こい!            | | タモリ金田一春彦五月みどり                 |
| 1988.10.7 - 1989.9.29  | その気で見れば ウリふたつ                  | | タモリ野沢直子                             |
| 1989.10.6 - 1990.      | アライグマ物語                             | | タモリ明石家さんまジミー大西               |
| 1989.10.13 - 1990.     | 輝け!素人勝ち抜き髪型合戦                  | |                                            |
| 1989.11.24 - 1990.9.28 | ヤマタモの 唄うごちそうさま                | | タモリ山瀬まみ                             |

#### 1990年代（1990年～1995年9月）
| 期間                           | コーナー名                                              | コーナー説明 | コーナー出演者                                     |
| ------------------------------ | ------------------------------------------------------- | --- | -------------------------------------------------- |
| 1990.10.5 - 1990               | さんタモの 2000回から 3000回にむかって                  | 「日本一の最低男」から続くタモリとさんまによる雑談コーナー コーナーセットは、引き続きスタジオ中心にテーブルのみで行っていた。 | タモリ明石家さんま                                 |
| 1990 - 1991.3.29               | タモリ・さんまの どっちもどっち                         | 「日本一の最低男」から続くタモリとさんまによる雑談コーナー コーナーセットは、引き続きスタジオ中心にテーブルのみで行っていた。 | タモリ明石家さんま                                 |
| 1991.4.5 - 1991.9.27           | タモリ・さんまの 狼がきたぞ〜!                          | 「日本一の最低男」から続くタモリとさんまによる雑談コーナー コーナーセットは、引き続きスタジオ中心にテーブルのみで行っていた。 | タモリ明石家さんま                                 |
| 1991.10.11 - 1992.9.27         | タモリ・さんまの 日本一のホラ吹き野郎!                  | 「日本一の最低男」から続くタモリとさんまによる雑談コーナー コーナーセットは、引き続きスタジオ中心にテーブルのみで行っていた。 | タモリ明石家さんま                                 |
| 1992.10.4 - 1993.3.26          | タモリ・さんまの 何はともあれ!                          | 「日本一の最低男」から続くタモリとさんまによる雑談コーナー コーナーセットは、引き続きスタジオ中心にテーブルのみで行っていた。 | タモリ明石家さんま                                 |
| 1993.4.2 - 9.24                | タモリ・さんまの 何でもしゃべれる!!                     | 「日本一の最低男」から続くタモリとさんまによる雑談コーナー コーナーセットは、引き続きスタジオ中心にテーブルのみで行っていた。 | タモリ明石家さんま                                 |
| 1993.10.1 - 1994.3.25          | タモリ・さんまの もう大人なんだから                     | 「日本一の最低男」から続くタモリとさんまによる雑談コーナー コーナーセットは、引き続きスタジオ中心にテーブルのみで行っていた。 | タモリ明石家さんま                                 |
| 1994.4.1 - 9.30                | タモリ・さんまの もう大人なんだからネ                   | 「日本一の最低男」から続くタモリとさんまによる雑談コーナー コーナーセットは、引き続きスタジオ中心にテーブルのみで行っていた。 | タモリ明石家さんま                                 |
| 1994.10.7 - 1995.9.29          | タモリ・さんまの もっともっとしゃべらせてよ!!           | 「日本一の最低男」から続くタモリとさんまによる雑談コーナー コーナーセットは、引き続きスタジオ中心にテーブルのみで行っていた。 | タモリ明石家さんま                                 |
| 1990.                          | 絵かきでカンカン                                        | | タモリ                                             |
| 1990.10.5 - 12.29              | カミさんは最高                                          | | タモリ峰竜太林家こぶ平                             |
| 1991.1.11 - 3.29               | 峰･こぶ平の くいしん坊自慢!                             | | タモリ峰竜太林家こぶ平                             |
| 1991.4.5 - 4.12                | クイズ 私は誰!?コンテスト                               | | タモリ峰竜太吉村明宏                               |
| 1991.4.19 - 6.28               | 1mm違えば有名人!                                        | | タモリ峰竜太吉村明宏                               |
| 1991.7.5 - 9.                  | うちの子自慢コンテスト                                  | | 峰竜太吉村明宏早坂好恵                             |
| 1991.10.11 - 11.22             | クイズ 無礼者!                                          | | 峰竜太林家こぶ平早坂好恵                           |
| 1991.11.29                     | クイズ! サンタクロース                                  | | 峰竜太林家こぶ平早坂好恵                           |
| 1991.12.6                      | 師走スペシャル タモリに聞く                             | | タモリ峰竜太林家こぶ平早坂好恵                     |
| 1991.12.13                     | 理想のさと子コンテスト                                  | | タモリ峰竜太林家こぶ平早坂好恵                     |
| 1991.12.20                     | 理想の久美子コンテスト                                  | | タモリ峰竜太林家こぶ平早坂好恵                     |
| 1991.12.27                     | 理想の和歌子コンテスト                                  | | タモリ峰竜太林家こぶ平早坂好恵                     |
| 1992.1.10                      | 理想のあさみコンテスト                                  | | タモリ峰竜太林家こぶ平早坂好恵                     |
| 1992.1.17 - 9.11               | 20歳に見えない成人コンテスト0 ↓ ○○に見えないコンテスト' | ○○の部分は21歳から始まり、毎週1歳ずつ年齢が上がっていった。後に「東大生」「高校生」などとテーマを設けてリニューアル。         | タモリ峰竜太林家こぶ平早坂好恵                     |
| 1992.10.9 - 12.18、1993.1.22 - | 男と女の なんでも相談                                   | | タモリK2島田珠代ちはる                             |
| 1993.4.9 - 10.1                | 見える見えないコンテスト                                | | タモリK2 島田珠代篠原涼子                          |
| 1993.10.8 - 1994.1.28          | 勝ち抜き 君こそ日本一!                                  | | 森脇健児 穴井夕子タモリ K2                         |
| 1994.2.4 - 4.1                 | 思い出あげまショー                                      | | 森脇健児 穴井夕子タモリ K2                         |
| 1994.4.8 - 9.30                | ザ・チャレンジ！                                        | | タモリ森脇健児細川ふみえ                           |
| 1994.10.7 - 1995.9.29          | お昼のニュース研究会                                    | | タモリ 細川ふみえ中谷彰宏きよ彦                    |
| 1994.10.7 - 1995.9.29          | 週刊B.I.Gジャーナル                                     | | B.I.G                                              |
| 1994.10.7 - 1995.9.29          | なんでも日本語講座                                      | | タモリ 明石家さんま 細川ふみえ中谷彰宏きよ彦 B.I.G |

#### 1990年代（1995年10月～1999年）
| 期間                                     | コーナー名                                                                                         | コーナー説明 | コーナー司会 |
| ---------------------------------------- | -------------------------------------------------------------------------------------------------- | --- | ------------ |
| 1995.10.6 - 12.29                        | ジジイびんびん物語                                                                                 | |              |
| 1995.10. -                               | マジカラ選手権                                                                                     | |              |
| 1995.12.1 -                              | 世論番付 君こそNo.1                                                                                | | タモリ       |
| 96.1.12 -                                | クイズ JAPAガイジンダービー!!                                                                      | |              |
| 1996.3.1                                 | 35歳に見えないコンテスト                                                                           | |              |
| 1996.3.8                                 | カッチャン誕生日スペシャル 31歳に見えない コンテスト                                               | |              |
| 1996.3.15                                | 24歳に見えないコンテスト                                                                           | |              |
| 1996.3.22                                | 50歳に見えないコンテスト                                                                           | |              |
| 1996.4.5 - 7.5                           | 中居正広 イケてない写真館                                                                          | |              |
| 1996.4.12 - 9.                           | タモちゃんサッちゃんの きょうはなあに!?                                                            | |              |
| 1996.4.12 - 9.                           | 顔クイズ! イケてる＆イケてない!!                                                                   | |              |
| 1996.7.12 - 9.                           | ㊙️スクープ 「私は岡村を見た⁉」                                                                     | |              |
| 1996.10.4 - 1997.3                       | びっくり人間大図鑑                                                                                 | |              |
| 1996.10.4 - 1997.3                       | 一週間でやってみよう                                                                               | |              |
| 1996.4.12 - 9.                           | ミイラクイズ                                                                                       | |              |
| 1996.4.12 - 9.                           | 元気になってネ中居君                                                                               | |              |
| 1997.1 - 2.7                             | 決して電話に出ないで下さい!                                                                        | | タモリ       |
| 1997.2.14 - 3.28                         | ダンボール工作王 中居君に挑戦                                                                      | |              |
| 1997.4.4 - 4.18                          | 仲良くなってネ 金曜レギュラー!                                                                     | |              |
| 1997.4.4 -                               | クローンさん いらっしゃい!                                                                         | |              |
| 1997.4.4 - 4.18                          | 電話クイズ 1回だけかけましょう!                                                                    | |              |
| 1997.4.25 - 8.15                         | ３人で続けてみよう!                                                                                | |              |
| 1997.4.4 - 4.18                          | 目を覚ましてネ 香取くん!!                                                                          | |              |
| 1997.5.23 - 9.26                         | 演技力クイズ アカデミー                                                                            | |              |
| 1997.5.30 - 6.20                         | 本当の千秋を知りたい!                                                                              | |              |
| 1997.6.27 - 7.18                         | 緊急特別企画 慎吾のビックリビッグマウス                                                            | |              |
| 1997.7.25 - 9.5                          | 夏休み特別企画 慎吾に挑戦 芸達者さんいらっしゃい!                                                  | | タモリ       |
| 1997.8.22                                | ３人のプライベートを 見てみよう!                                                                   | |              |
| 1997.8.29 - 9.26                         | 頭でリズムをきざんでみよう!                                                                        | |              |
| 1997.9.12 - 9.26                         | 緊急特別企画 秋の味覚を食べてみよう                                                                | |              |
| 1997.10.3                                | 新レギュラー 山田花子を知ろう                                                                      | |              |
| 1997.10.3 - 1998.3.27                    | クイズ 初めてのジャパニーズ                                                                        | |              |
| 1997.10.3 - 10.17                        | 慎吾は 私のプリンスよ                                                                              | |              |
| 1997.10.10 - 10.24                       | 山田花子のだとうタモリ! ↓ 緊急企画 森田一義の打倒花子 ↓ 緊急企画 千秋の打倒タモリ                  | |              |
| 1997.10.31 - 11.14                       | 緊急企画 花子のなんでも占い! ↓ 千秋のなんでも占い!                                                 | |              |
| 1997.10.24 - 11.7                        | 1/4を書いてみよう                                                                                  | |              |
| 1997.11.14 - 1998.1.23                   | 運動不足を解消しよう! ↓ 謎の男 ミスターマッスルのコーナー ↓ マッスルマイム                         | |              |
| 1997.11.21                               | キャスティング会議をしてみよう                                                                     | |              |
| 1997.11.28-12.12、 1998.1.9、3.13 - 4.10 | 冬休みまで待てない 慎吾に挑戦 芸達者さんいらっしゃい ↓ 金曜レギュラーに挑戦 芸達者さんいらっしゃい | |              |
| 1997.12.5 - 12.26                        | クイズ勝手に分けられました                                                                         | |              |
| 1998.1.16 - 9.25                         | ビンゴ!!私のイメージ                                                                               | | タモリ       |
| 1998.1.30 - 2.6                          | 緊急企画 慎吾の21歳の誕生日を祝おう ↓ 慎吾の21歳の誕生日をもう１回だけ祝ってあげよう               | |              |
| 1998.2.20                                | 緊急企画 香取慎吾のラジコンは僕のものだ                                                            | |              |
| 1998.2.20                                | ミスターマッスルの 慎吾の穴を埋めるのは俺だ!                                                       | |              |
| 1998.3.6                                 | 緊急企画 慎吾よ!素直に土産を俺によこせ!!                                                           | |              |
| 1998.4.3 - 6.5                           | 名言アカデミー こりゃ深い                                                                          | |              |
| 1998.4.17 - 5.15                         | 僕たちの 1日ニックネーム                                                                           | |              |
| 1998.6.12 - 9.25                         | クイズ 壽賀子ファイブ                                                                              | |              |
| 1998.6.19 - 7.17                         | 27時間テレビまであと〇週間 ガンバレ!!中居くん                                                      | |              |
| 1998.7.24 - 9.4                          | 夏休み特別企画 芸達者さんいらっしゃい                                                              | |              |
| 1998.9.11 - 9.25                         | 緊急企画 真昼の訪問者!! 私はあなたに用がある                                                       | |              |
| 1998.10.2 - 11.6                         | ウィークエンドー                                                                                   | |              |
| 1998.10.2 - 10.9                         | 打倒! 壽賀子ファミリー                                                                             | |              |
| 1998.10.2 - 10.30                        | ヒットに歴史あり                                                                                   | |              |
| 1998.10.16                               | 緊急企画 入閣壽賀子ファミリー                                                                      | |              |
| 1998.10.23 - 12.11                       | 緊急特別企画 日本一のアッパレ夫婦 ↓ 日本一の アッパレ家族                                          | |              |
| 1998.11.6 - 1999.5.28                    | いいとも 勝手にサミット                                                                            | |              |
| 1998.11.13 - 1999.2.19                   | 平成版 いいとも再生工場                                                                            | |              |
| 1999.1.15 - 3.26                         | アルタアンケート これ書いたの誰だ!                                                                 | | タモリ       |
| 1999.2.26 - 3.26                         | ネーミングクイズ 「？」                                                                            | |              |
| 1999.4.2 - 5.7                           | いいとも! 匿名ザンゲ                                                                               | |              |
| 1999.4.2 - 10.1                          | 彼氏自慢 もうあなたしか見えない ↓ 彼氏自慢 コンテスト                                              | | 関根勤       |
| 1999.5.14 - 10.1                         | 方言クイズ 訛って!わがんね                                                                         | |              |
| 1999.6.4                                 | いいとも 勝手にリニューアル                                                                        | |              |
| 1999.6.11 - 2000.5.26                    | 緊急特別企画 いいとも年齢検証 ↓ 年齢不詳!? しかま君クイズ                                          | 当時の関根勤のマネージャー・色磨茂雄と同じ年齢を当てるクイズ。一般参加者5人のうち1人が色磨と同じ年齢である。解答者は該当する人を選んだ後にタモリが正解を順次発表する。開始当初は25歳だったが、途中で色磨が26歳になったため、そのときから同じ26歳の人を当てる形式に変更された。特別企画もあり、そのときは一般参加者が10人だったケースもある。 | タモリ       |
| 1999.10.8 - 2000.3.31                    | 技あり ゴールド                                                                                    | | タモリ       |
| 1999.10.8 - 00.3.17                      | 日本全国 お名前パラダイス                                                                          | | 草彅剛       |

#### 2000年代
| 期間                         | コーナー名 | コーナー説明 | コーナー司会                                            |
| ---------------------------- | --- | --- | ------------------------------------------------------- |
| 2000.1.7                     | 2000年初夢占い | | タモリ                                                  |
| 2000.4.7 - 10.6              | 21世紀の早口言葉に挑戦 池上季実子ゲーム                                                                             | | タモリ                                                  |
| 2000.4.7 - 2001.3.30         | アンケートタイム だんだん減らしまSHOW                                                                               | 観客の女性100人にタモリを含むレギュラー陣とゲストが、週替わりに出される8つのテーマを1つずつ選び（最初からテーマが固定されている場合もある）、または芸能人1組のテーマに関するアンケートをして100人（あるいは50人）から段々と順番に該当する人数を減らしていき、最終的に1桁人数に減らしていくコーナー。該当人数が0人の場合や前の人数より上の人数になる、もしくは前の人数と同じだとドボン。ドボンになってしまった人は罰ゲームとして、苦い「茹苦茶（ぐうくうちゃ）」を飲む。 |                                                         |
| 2000.6.2 - 6.16              | ダンス披露ショー ディスコALTA                                                                                       | | タモリ                                                  |
| 2000.6.23 - 7.7              | 緊急企画 めざせ癒し系! 絶対に悪い人に見えないコンテスト ↓ 癒し系さん いらっしゃい                                   | | タモリ                                                  |
| 2000.9.22 - 2001.5.25        | クイズ 世界一周ジャパニーズ                                                                                         | | タモリ                                                  |
| 2000.10.13 - 11.10           | クイズ アルタマラソン                                                                                               | | タモリ                                                  |
| 2000.11.17 - 2001.4.20       | クイズ 私がコレを考えました!                                                                                        | | タモリ                                                  |
| 2001.4.6 - 7.7               | 有名人 きょうが私の初体験                                                                                           | | タモリ                                                  |
| 2001.4.27 - 6.1              | 坊主でいいとも! ↓ いいとも断髪式 ボウズの花道                                                                       | | タモリ                                                  |
| 2001.6.8 - 12.7              | 最悪伝説 キャー!の瞬間                                                                                              | | タモリ                                                  |
| 2001.7.6 - 2002.3.29         | ひらめき! アンサーキッズ                                                                                            | | 藤井隆                                                  |
| 2001.9.7 - 9.28              | とびだせペットスター                                                                                                | |                                                         |
| 2001.10.5 - 2002.9.27        | アドリブ問答 すぐにクイズを作りまショー                                                                             | | 勝俣州和                                                |
| 2001.11.23                   | 勤労感謝の日 特別企画 私の激務白書                                                                                  | | タモリ                                                  |
| 2001.12.14 - 2002.6.28       | いいとも深層心理 真実の扉                                                                                           | | タモリ                                                  |
| 2002.2.22                    | ビル・ゲイツ氏に質問                                                                                                | | タモリ                                                  |
| 2002.4.5                     | バック・トゥ・1982                                                                                                  | | タモリ                                                  |
| 2002.4.12 - 5.10             | 新・開運お部屋チェック                                                                                              | | タモリ                                                  |
| 2002.5.17 ‐9.27              | いいともランチタイム 我が家の裏レシピ                                                                               | | タモリ                                                  |
| 2002.7.5                     | 緊急特別企画 少林寺がやってきた                                                                                     | | タモリ                                                  |
| 2002.7.12 - 2003.3.28        | ビジョアル写真館 金曜日は別の顔                                                                                     | | タモリ                                                  |
| 2002.9.20                    | 緊急特別企画 インスタントハングル                                                                                   | | タモリ                                                  |
| 2002.10.4 - 12.13            | いいともアートコレクション コレ使ってください                                                                       | | タモリ                                                  |
| 2002.10.4 - 2003.3.28        | クイズ 今だから言いますSHOW                                                                                         | | 藤井隆                                                  |
| 2003.1.24 - 2.21             | がんばれ金曜日 全国制覇への道                                                                                       | | タモリ                                                  |
| 2003.2.14 -                  | 緊急特別企画 僕バレンタインチョコ もらったことないんです!                                                           | | タモリ                                                  |
| 2003.2.28 - 3.14             | こちら新宿駅東口前 村長相談所                                                                                       | | タモリ                                                  |
| 2003.4.4 - 9.26              | 声を出して伝えたい 日本語                                                                                           | | タモリ                                                  |
| 2003.4.4 - 9.26              | 噂のリング☆バトル                                                                                                   | | ココリコ                                                |
| 2003.4.11 - 9.26             | 第2のスターオーディション                                                                                           | | タモリ                                                  |
| 2003.10.3 - 12.12            | ザ・タモリカップ大予選会 県-１グランプリ                                                                            | | タモリ                                                  |
| 2003.10.3 - 2004.10.1        | 何でもランキング! 1位を当てちゃいけまテン                                                                           | 2003年10月より、火曜日から金曜日に移動。10個の項目のうち、1位でないものを抽選で選ばれた順に指名していく。1位以外のすべてを開けることができれば賞品獲得。1位を当てると当てた人がセンブリ茶を飲まなければならない。その後タモリの発言から「カウントダウン（10位から順に2位まで開ける）成功で賞金1人6000万円」「最初の10個で1位を当てたらセンブリ2杯」「ラスト2択で外したら連帯責任で全員センブリ」が追加された。 | タモリ                                                  |
| 2003.10.3 - 12.12            | 写真でお宅訪問! 金曜ルームショー                                                                                    | |                                                         |
| 2003.12.19 - 2004.4.2        | 冬休み特別企画 ミッションインポッシブル ↓ がんばれ金曜日! みんなでインポッシブル                                    | | タモリ                                                  |
| 2004.1.16                    | 祝おすぎさん生誕59周年記念 おすぎとおすぎとおすぎの生きる道                                                         | | タモリ                                                  |
| 2004.1.23 - 5.7              | 田中High&Low ↓ ツヨシHigh&Low                                                                                       | | タモリ                                                  |
| 2004.4.9 - 4.16              | 勝ち抜き! 顔面マッチ                                                                                                | | タモリ                                                  |
| 2004.4.9 - 6.11              | 来日スターおみやゲッツ                                                                                              | |                                                         |
| 2004.5.14 - 7.9              | 1/16の奇跡!! クイズ２択 ↓ クイズ２択(ツータック)                                                                    | | タモリ                                                  |
| 2004.6.25 -10.1              | アルタの中心で愛をさけぶ                                                                                            | | タモリ                                                  |
| 2004.9.10 - 10.1             | 世界に1枚だけのTシャツ いいとも!for面                                                                               | | タモリ                                                  |
| 2004.10.8 - 2005.2.4         | クイズアルタ 5人の証言                                                                                              | | タモリ                                                  |
| 2004.10.8 - 2005.3.11        | 絶対みたいサイエンス おどろくべき科学実験                                                                           | | タモリ                                                  |
| 2004.10.8 - 11.12            | レッツ! のろけましょ～                                                                                              | |                                                         |
| 2004.11.19 - 2005.1.21       | 13年の金曜日 | | タモリ                                                  |
| 2005.1.28 - 2006.3.31        | このセンス許センス ↓ 輝け! 許センス大賞                                                                             | | タモリ                                                  |
| 2005.2.11 - 7.8              | お気軽快感テラピー                                                                                                  | | タモリ                                                  |
| 2005.4.15 - 7.8              | ぶっちぎり早技名人ショー                                                                                            | |                                                         |
| 2005.7.15 - 9.30             | 彼氏が彼女に着替えたら ひと夏の経験2005                                                                             | |                                                         |
| 2005.9.23                    | 祝日特別企画 電車男コンテスト                                                                                       | | タモリ                                                  |
| 2005.10.7 - 2006.3.31        | 芸能人はオーラが命                                                                                                  | | タモリ                                                  |
| 2005.10.7 - 2006.9.29        | 歌え! 金ママコーラス隊                                                                                              | | さまぁ～ず                                              |
| 2006.4.7 - 5.26              | ダーリンは外国人 | | タモリ                                                  |
| 2006.4.7 - 9.29              | イイ台詞!悪い台詞! 金12                                                                                             | | タモリ                                                  |
| 2006.5.5                     | GW特別企画 ビューティー双子コンテスト                                                                               | | タモリ                                                  |
| 2006.5.5                     | 歌え!金ママじゃなくて こどもの日だからちびっ子コーラス隊やっちゃうのかよ!? スペシャル                               | | タモリ                                                  |
| 2006.6.2 - 7.7               | ピーコの若手芸人ファッションチェック                                                                                | | タモリ                                                  |
| 2006.9.15 - 9.29             | なぎセンス 山センス                                                                                                 | | タモリ                                                  |
| 2000.10.6 - 2007.3.30        | ワード・オブ・ザ・リンク ↓ 〇〇・オブ・ザ・リンク                                                                   | | タモリ                                                  |
| 2006.10.6 - 2007.6.22        | まちがったっていいじゃないか だって芸能人だもの                                                                     | | 草彅剛                                                  |
| 2006.10.6 - 12.8             | カオデミー賞 | | 大竹一樹 （さまぁ〜ず）                                 |
| 2007.1.12 - .3.9             | 剛に挑戦! っぽい顔コンテスト                                                                                        | | さまぁ～ず                                              |
| 2007.4.6 - 9.28              | カワ嘘 | | タモリ                                                  |
| 2007.4.20 - 9.28             | 沈黙のアルタ | 毎回、エンターテイナー役の草彅剛が無言でテーマに沿った芸を行う。その他のメンバーは笑うと退場する。 | さまぁ～ず                                              |
| 2007.6.29 - 9.28             | ちょっと失礼 知識DEビンゴ                                                                                           | | 草彅剛                                                  |
| 2007.9.14                    | ViVa!美婆ぁ～さん                                                                                                   | |                                                         |
| 2007.10.5 - 2008.3.28        | タモプロなりきりスター名鑑                                                                                          | |                                                         |
| 2007.10.5 - 11.16            | エピソード泥棒 クイズわがもの顔!?                                                                                   | |                                                         |
| 2007.10.5 - 2008.3.28        | ワンダフルワールド 魔女の一撃!!                                                                                     | |                                                         |
| 2007.11.23 - 11.30           | あなたの暮らしを1ランクアップ いいとも!テレビショッピング ↓ あなたの暮らしを1ランクアップ クイズあれ値段あんのかよ! | |                                                         |
| 2007.12.7 - 12.28            | 当てはまったら座りましょう 気になるリサーチバトル                                                                   | | タモリ平井理央 （フジテレビアナウンサー）               |
| 2008.1.18 - 3.28             | いいとも恥芝居 そんなコトあったのかよ!!                                                                             | |                                                         |
| 2008.2.8                     | 特別企画 服を着たよしお                                                                                             | |                                                         |
| 2008.4.4 - 4.25              | 名作紹介所 タイトルで中身を表せ! ↓ ちゃんと答えて 名作あらすじ紹介所                                                | | タモリ                                                  |
| 2008.4.4 - 5.9               | パソコン変換 翻訳したらこ～なった                                                                                   | お題のテーマにまつわる川柳を作り、観客により誰の作品が一番イケてるかを決める。後に、最下位になった人は翌週参加できなくなるというルールが追加された。 | タモリ                                                  |
| 2008.5.9 - 6.13              | 三村モードな学園 | | タモリ                                                  |
| 2008.5.16 - 7.18             | ゴロ合わせは 3150（サイコー）                                                                                       | 電話帳に載っている電話番号の下4桁からどのようなゴロ合わせであるかを当てる（例：4126（銭湯）=「よい風呂」）。 | 草彅剛 （SMAP） （244）大竹一樹 （さまぁ〜ず） （00竹） |
| 2008.6.20 - 2009.3.13        | これが私の説明書 青春フォトグラフ                                                                                   | ゲストが青春時代どの位モテたかを表すグラフと、グラフの変わり目の時の写真を参考にゲストを当てる。 | タモリ                                                  |
| 2008.6.27、 2008.9.12 - 9.26 | タモリさん知ってますか? 一説によると                                                                                | 様々な知識を持つタモリに、レギュラー陣とゲストがいろいろな「一説によると」という話を紹介する。 | タモリ平井理央 （フジテレビアナウンサー）               |
| 2008.10.3 - 2009.7.31        | 有名人の真実を見抜け!! NEWSどっちJAPAN                                                                              | ゲストの本当にあった珍事と事実と少し違う珍事（正解でない方も似たような事態を少し変えて選択肢にしている。）が2本の選択肢としてニュース形式で紹介され、ゲストへの質問を含めてどちらが事実なのかを当てる。2003年10月から2005年9月まで2年間水曜日で放送されていた「NEWSダウトJAPAN」（『NEWダウトJAPAN』などタイトル変更あり）をリニューアルしたもの。ニュースキャスターは平井理央、コメンテーターは関根勤で、関根は選択肢に関する（個人的な）コメントをする。司会は草彅剛だが不祥事により一時的に降板した時（2009年4月24日生放送分から同年5月22日生放送分までの計5回）は、タモリが司会の代理を務めた。 | 草彅剛 （SMAP）                                         |
| 2008.10.10 - 2009.5.1        | 女性の気持ち分かってる!? なりきり川柳                                                                               | レギュラー陣とコーナーゲスト1 - 2人が、テーマの女性の気持ちになりきってお題のテーマにまつわる川柳を作る。それを、審査員である川柳作家（やすみりえ）が、読み手を伏せたまま川柳のみを評価し、ベスト3（出演者が多い場合はベスト5）が選ばれる。ベスト3（あるいはベスト5）に入らなかった人は、ボツ川柳としてまとめて紹介され、更に罰ゲームとして「いいとも!特製 甘ずっぱジュース」（実際には甘さはない）を飲まなければならない。 川柳を読み上げるのは平井理央。 タモリがお題を読み上げる時、わざと読み違えて台本に目をやりながら、番組スタッフを責めるフリをする一連のやり取りが定番となっている。 また、このコーナーから金曜日時代をまとめた「恋していいとも!あるある川柳」が書籍化され、扶桑社から2010年9月17日に発売された。それに伴い同日に金曜開催を行った。2011年1月17日の放送を最後にレギュラーとしてのコーナーは終了したが、同年3月21日の祝日スペシャルとして復活した。 | タモリ                                                  |
| 2009.4.10 - 5.1              | 悶々ギモン? 聞いちゃっTEL                                                                                           | レギュラー陣が1人が疑問に思っている事を紹介し、他のレギュラー陣が推理して最終的に直接、専門家に生電話をして解説して頂くコーナー。 | タモリ                                                  |
| 2009.5.8 - 7.17              | 幸せ! ギャップ婚 | 年齢差、体重差、美女と野獣夫婦などギャップを持った驚きの一般人夫婦に登場してもらい、ギャップの驚きによってレギュラー陣が判定をし、全員が満点のハート型のランプが点灯すればご祝儀として金一封が貰える。ちなみに、タモリが本来使用しているマイクは小さなブーケが付いた白色のマイクに取替えられる。なお、満点に達しなかった夫婦は一組のみである。 | タモリ                                                  |
| 2009.8.7 - 10.2              | 幸せ! ギャップルさん                                                                                                | 09.5.8 - 7.17まで放送されていた『幸せ!ギャップ婚』をリニューアルしたコーナー。年齢差、体重差、身長差、美女と野獣夫婦などギャップを持った驚きの一般人のカップルや夫婦に登場してもらい、ギャップの驚きによってレギュラー陣が判定をし、全員が満点のハート型のランプが点灯すればご祝儀として金一封が貰える。タモリが本来使用しているマイクは小さなブーケが付いた白色のマイクに取替えられる。 | タモリ                                                  |
| 2009.8.7 - 10.2              | 何を聞いたの!? 赤裸々アンサー                                                                                       | タモリチームと関根チームまたは、ヤングチームとアダルトチームに分かれて各チーム代表者1人が前に出て、草彅からある質問を2人だけに見せてその質問に関する解答を考えてフリップに書いて披露し、この2人にどのような質問がされているのかを各チームが推測するコーナー。 | 草彅剛 （SMAP）                                         |
| 2009.10.9 - 12.4             | こう見えて私・・・ ギャップさん大集合                                                                               | 09.5.8 - 7.17に放送されていた『幸せ!ギャップ婚』、09.8.7 - 10.2に放送されていた『幸せ!ギャップルさん』をリニューアルしたコーナー。年齢差、体重差、身長差、美女と野獣親子・夫婦・カップル、兄弟、名前と外見などギャップを持った驚きの一般人に登場してもらい、ギャップの驚きによってレギュラー陣が1〜4までの札で判定をし、24点以下は1点につき千円、25点以上で3万円が貰える。 | タモリ                                                  |
| 2009.10.9 - 2010.1.15        | いいとも劇場 白紙の演技                                                                                             | 関根劇団、久本劇団に分かれて、1人ずつに渡されるテーマに関する台本のうち1人だけは白紙の台本であり、相手劇団員はそのアドリブ芝居を見てその劇団員の誰が白紙の台本を持っているのかを当てる。劇団名がゲストの名前になり、関根・久本が劇団員になることもある。 | タモリ平井理央（フジテレビアナウンサー）                |
| 2009.12.4 - 2010.2.6         | ギャップさん大集合 特別編 お名前ギャップさん いらっしゃい!                                                          | 名前に有名人と同姓同名や名前にギャップが素人に登場してもらいレギュラー陣はその驚きで最優秀珍名さんを決定する。優勝者には金一封が贈呈される。 | タモリ                                                  |

#### 2010年代
| 期間                   | コーナー名                                                              | コーナー説明 | コーナー司会                                                                |
| ---------------------- | ----------------------------------------------------------------------- | --- | --------------------------------------------------------------------------- |
| 2010.1.22 - 3.26       | 今しか聞けない 劇的台詞! いいともプレステージ                           | 草彅剛とゲスト俳優があるテーマに関して演じる芝居台本の一部が空白になっているので空白の部分をタモリを含むレギュラー陣が考え、誰の空白の部分が良かったのかを客席100人による投票によって、実際に演じるコーナー。 | 久本雅美                                                                    |
| 2010.2.5               | 春日復帰特別企画 ベストオブベスト                                       | 今年に入り、オードリー春日のベストのデザインを視聴者から募集した所、300通以上の応募があったのでデザインを一挙に紹介し、毎週、春日は視聴者がデザインをしたベストを着て出演する。 | タモリ                                                                      |
| 2010.4.9 - 4.23        | 勝手にくらべるクイズ どっちトレイン!?                                   | 関根チームと草彅チームに分かれて、普段比べないものを勝手に比べる2択クイズコーナー。5問連続正解すると100点が加算され、1問正解する事に10点ずつ加算されていく。不正解や5問連続正解の場合は対戦チームと交代をする。 | タモリ                                                                      |
| 2010.4.9 - 5.28        | 春日持込企画 ドラマチックフライデー                                     | 春日がドラマチックな指令を独自に4つ作成し、的のルーレットで決定。そして、的のルーレットでタモリとコーナー司会の春日を含む金曜レギュラー陣のうち、1名が指名され、指名されたものは、春日が考えた指令を本番中に必ず実行しなければいけない。実行する際には専用のBGMが日替わりコーナー中のどこがで流れる。 | 春日俊彰 （オードリー）                                                     |
| 2010.4.9 - 10.1        | 言葉のワザで一本勝負! ことわざアレンジ辞典                              | 昔ながらの「ことわざ」をテーマに沿ってタモリを含む金曜レギュラー陣がより伝わりやすく自分なりに現代風にアレンジをしていくコーナー。"銅賞"、"銀賞"、"金賞"の順に発表をし、後は選外で発表。選外になってしまった人たちは、飲むとセンスが上がる「センス上げ汁」を罰ゲームとして飲むことになる（但し、その中でゲスト審査員に1本だけ良かった物として選ばれた人は除く）。ことわざを審査していただく先生は、ことわざ研究家の北村孝一。ことわざを読むのは平井理央。コーナー開始当初から2010年6月4日までは久本雅美がコーナー司会を勤めていたが、久本が舞台で2週間休んだ代役コーナー司会として関根勤が担当。そして、2010年6月25日放送分から関根がコーナー司会となった。 | 久本雅美↓ 関根勤                                                            |
| 2010.5.7 - 6.11        | いいとも ドラマアカデミー                                               | 金曜レギュラー陣とゲスト1名がテーマに沿った台本を基に演技力でバトルを繰り広げるコーナー。そして、森田監督のOKを誰がもらうのか。タモリは監督役、藤森は助監督役。 | タモリ藤森慎吾（オリエンタルラジオ）                                        |
| 2010.6.4 - 6.18        | ゲストに花を 持たせましょう!                                            | あるお題を金曜レギュラー陣7名が行い、全員が成功したら秘密ゲストが登場してゲームに挑戦できるというコーナーである。失敗した場合は最初の人からやり直しとなる。また、秘密ゲストのシルエットが写し出され、1人が成功するにつれて、シルエットが足元から上がっていくシステムである。もし、失敗しても時間が許す限り何度でも挑戦することができる。時間オーバーによって全員が成功できない場合でも、秘密ゲストが登場することもある。 | タモリ                                                                      |
| 2010.6.25 - 7.16       | プレッシャー フライデー                                                 | レギュラー陣を代表して1名をルーレットにて決定し、その代表者が簡単なゲームに挑戦して成功ができたら秘密ゲストが登場する事ができる。秘密ゲストがシルエットにて写し出されるシステムになっているが、秘密ゲストが登場できなかったことは一度もない。 | タモリ                                                                      |
| 2010.7.9 - 10.1        | 話題のグッズを先取れ! 取扱説明SHOW                                      | 草彅チーム（久本・藤森・若林）と中田チーム（関根・春日・ゲスト）に分かれて、最近話題の便利グッズ（新商品）を指名された人が説明するコーナー。商品説明は平井理央アナウンサーが担当。 | タモリ                                                                      |
| 2010.10.8 - 10.22      | 見抜け!美女と珍獣 夫婦ウォッチング                                      | 1名の素人女性（妻）が登場。4名の男性が登場し、4名の男性のうち、本物の夫（珍獣）は誰であるのかをタモリを含むレギュラー陣が見抜くクイズコーナー。出場者には今話題のオリーブスパ溶岩浴・全身アロマトリートメント4万円相当をペアでプレゼントされる。 10月29日以降は、レギュラー陣が気になる(話題の)人を1名紹介するミニコーナー「○○プレゼンツ〜がやってきた」（○○はレギュラー陣、〜は職業の名称）や前コーナーの延長などにより、休止中。 | 関根勤ベッキー                                                              |
| 2010.11.5 - 2011.4.1   | 金曜レギュラー陣 プレゼンツ特別企画                                     | 金曜レギュラーの関根勤、草彅剛、ベッキー、オリエンタルラジオ（中田敦彦・藤森慎吾）の中から毎週、週代わりで誰かが1名、持ち込み企画をする。 企画内容は持ち込み者が気になる人物を紹介する企画がメインだが、11月19日放送分では藤森が若林正恭（オードリー）の私服をコーディネートする企画、12月10日放送分では関根司会の下、レギュラー陣推薦のそっくりさんを紹介する企画（そっくりさんカーニバルの特別ver.ともいえる）など様々な企画が行われている。また、タイトル名は必ず「○○プレゼンツ! - ヤァ!ヤァ!ヤァ!」と付く。 | 関根勤草彅剛ベッキーオリエンタルラジオ（中田敦彦・藤森慎吾）                |
| 2010.9.16 - 2011.4.1   | コレって私だけ!? 勝ち抜き持論バトル!                                    | 10.8.5 - 9.9まで木曜日で行われていた『みんなにさされ!私の持論』をリニューアルしたコーナー。 テーマに沿った自らの持論を1名ずつプレゼンテーションを行い、それを観客100名に支持するかどうかスイッチ（アンケート形式）を取り、その納得具合を競い、支持する人の数が多かった人の勝利となるコーナー。最初の人が暫定チャンピオンとなり、次の挑戦者は、タモリが挙手するレギュラー陣やゲストの中から、指名する。チャンピオンの人数より支持する人が多い場合は新チャンピオンとなる。また、支持する人が一桁の場合はステージ下の「論外ゾーン」に行かなければならない。 9月30日までは木曜日で行っていたが、10月8日より金曜日に移動となった。 最高は、91名支持の中田敦彦（オリエンタルラジオ）、最低は、2名支持の春日俊彰（オードリー）。 1月頃から前週までのチャンピオン・論外になった回数が表で紹介されるようになった。2月18日の放送分から新ルールが導入され、論外の回数が10回以上に達した場合（9回論外になった人が以降論外になる度に）、スタジオから追放され、新宿駅の東口に設けられた『超論外ゾーン』へ行かなければならない（追放された出演者はそのまま超論外ゾーンでエンディングを迎える）。 2011年3月11日放送分でついにオリエンタルラジオの藤森慎吾が、3月25日放送分では、オードリーの若林正恭が、4月1日放送分では、藤森が2回目の超論外となり、外人レスラー風の大男（通称：『超論GUY』。）に担がれ追放された。 | タモリ                                                                      |
| 2010.10.8 - 2011.3.25  | 歌声クイズ! 熱唱カバーソング                                            | 秘密ゲストの思い入れのある歌（曲）に関するエピソードを紹介した後、秘密ゲストが第1ヒントとして「ワンフレーズ」をシルエット越しに歌い、第2ヒントとして「ワンコーラス」をカバーして、ダンサーと共にステージに出て来て熱唱する。タモリを含むレギュラー陣は第1ヒントの直前にアリーナ席（客席と向かい合わせに座る）へ移動し、第2ヒントが終わった時点で、その秘密ゲストの歌声から誰であるのかを当てる。故にオードリー以外のレギュラー陣は、ゲストが熱唱しているシーンは見られずに、翌週に紹介される写真で様子を知る場合（10月下旬以降は紹介されていない）もある（『増刊号』で見ていれば別）。 12月頃から第1ヒント直後に若林に歌声が誰であるか耳打ちできるルールが加わり、正解者はオードリーの横でライブを生で見ることができるようになった（正解できなかった者のみアリーナ席へ移動）。 | オードリー （若林正恭・春日俊彰）                                           |
| 2011.4.8 - 6.10        | クイズ!お久しぶり ゲストマラソン                                        | 略称「ゲスマラ」。最近『笑っていいとも!』の出演から遠ざかっていたある秘密ゲストが赤い覆面を被って新宿のスタジオアルタ前より200m以上離れたあたりからランニングを行う。レギュラー陣はこの走者であるゲストが誰なのかを中継と3つのヒント、思い出グッズによって当てるクイズ形式のコーナー。マラソンの臨場感を引き出すためにフジテレビの三宅正治アナウンサーが実況役として出演している。また、最後に大会委員長のタモリから表彰状が秘密ゲストに贈られる。 | タモリ                                                                      |
| 2011.4.8 - 7.15        | 完全予約制!? ホメホメビューティーセンター                               | あるシチュエーションの元、タモリを含む男性レギュラー陣が女性ゲストが喜びそうな褒め言葉を選び下位2名を除き順番に発表して行くコーナー。入選されるとナレーション（浪川大輔）付きで発表するが、下位2名に選ばれ選外（不採用）となると自分で作った褒め言葉を自分の口から発表しなければならない。褒め言葉のテーマを読み上げるのは高橋真麻アナウンサー。 | ベッキー（司会）萬田久子（理事長）                                          |
| 2011.9.2 - 30          | 女性のハートをつかめてる!? キュンキュン選挙                             | タモリを含む金曜レギュラー陣とゲストら解答者が考えた「女性の気持ちがキュンとするセリフ」を観客の投票で名前を伏せて順位を決める。1位から最下位まで順番に誰が書いたのかを紹介する。セリフの内容を話すナレーションは長谷川芳明。 | ベッキー萬田久子                                                            |
| 2011.10.7 - 28         | ニッポンワ サイコー!                                                    | 劇団ひとりが「明日のスター」を紹介する素人出場コーナー。アピールポイントを聞いた審査員が見たいと思えばボタンを押していき（1人3点）、7人の合計21点中18点以上獲得できると「明日のスター」が白いカーテンから登場することでき、パフォーマンスを披露することができる。 2009年4月から3月まで木曜日で行われていたタモリコーナー司会の「出たいドル!デラックス」にルールが似ている。 コーナー開始当初は劇団ひとりがウォンさんに扮して司会・進行をしていたが、『スターが目立たなくなる』という理由でわずか2週間で解雇された。 | 劇団ひとり                                                                  |
| 2011.10.7 - 2012.3.30  | カウントダウン スージー!                                                | プライベートにまつわる回答者3名が数字で答える質問が用意されているので、レギュラー陣6名が、その中から選んで質問していくコーナー。プライベートにまつわる質問を選ぶレギュラー陣6人はくじ引きを引いて数字ごとに分かれる。順番最初に100という数字が設定されており、そこから回答者の答えの合計を引いて行き、マイナスになると失敗となり、0〜5の間で収めることができたら客席に豪華賞品（いいとも!特製コインケース（クリアするたびに色が変わる））がプレゼントされる。 10月21日の放送分から解答順が2011年4月から同年9月まで火曜日で行われていた中居正広コーナー司会の「中居正広のオールYES 100まさか」の内容に変更された。 | タモリ                                                                      |
| 2011.10.7 - 11.18      | クイズ! 私、草彅剛が調べました ↓ クイズ! 私、草彅剛が調べましたDX       | 草彅剛（SMAP）が事前に調査をした秘密ゲストの情報をヒントが書かれた9枚のパネル「草」「彅」「剛」「が」「調」「べ」「ま」「し」「た」のそれぞれのパネルをタモリからレギュラー陣と1人ずつ開けていき、誰が秘密ゲストかをタモリを含むレギュラー陣とゲストらが当てるクイズ。ただし、回答権は1人につき1回のみ。また、9枚のパネル中にはチャンスカードが2枚存在する。正解するとゲストのイメージにあうグルメを食べる事ができる。 翌週14日からは回答が耳打ちに変わり、何回でも答えることができるようになった。 11月25日からは、「クイズ!私、草彅剛が調べましたDX」と名称が変わり、14日からは秘密ゲストのファンに聞いたゲストのイメージについて100人の回答を円グラフにしてあるので、割合の低い回答から順に開けて行くルールに変更。 | 草彅剛 （SMAP）                                                             |
| 2011.11.4 - 2012.3.9   | 脱力展覧会                                                              | 視聴者から投稿された思わず『脱力』をしてしまう『脱力画像』を鑑賞するコーナー。番組で採用された投稿者には『いいとも！特製脱力タモリファイル』が贈呈される。尚、この前に開催されている『カウントダウンスージー』の時間の都合により開催されない時期があった為、2012年3月9日放送分で正式に終了した。 | タモリ生田竜聖 （フジテレビアナウンサー）                                   |
| 2012.1.6 - 3.16        | Tokyoガス抜き コレクション                                              | レギュラー陣と「ガスト」ゲストが制限時間30秒の持ち時間で腹の立つ話を発表する。その腹の立つ話を聞いた観客100人が共感できればスイッチを押し、その数だけ風船が膨み、全員の発表が終わった時点で共感した人が延べ300人以上いた場合、膨らませた風船を飛ばして「ガス抜き」をして発散する。2月17日放送分からは300人未満の場合は武士とグラディエーターが登場して、これまで貯めた風船を割るシステムが導入された。 タイトル名は『東京ガールズコレクション』のパロディ。 | タモリ                                                                      |
| 2012.4.6 - 9.14        | 緊急企画 DaiGoに 心を操られるな! ↓ メンタリスト DaiGoに 心を操られるな! | メンタリストのDaiGoをスタジオに招いて超常現象を科学で再現するコーナー。2012年5月4日放送分までは、コーナータイトル名に「緊急企画」扱いだった為、2012年5月11日放送分から、正式に日替わりのレギュラーコーナーに昇格した。 タモリを含むレギュラー陣と主に女性ゲストらが、メンタリストのDaiGoに操られたら、生田竜聖アナウンサーから「来週も続きますので、頑張ってください」の一言を入れて、コーナー終了という事になる。 2012年5月25日（同月最終金曜日）には曜日レギュラーのバナナマン日村の私物で装着品でもある高級腕時計を用いた超常現象を再現した。 2012年7月27日は、この後の日替わりコーナー『行列のまったくできない人生相談所』において、金曜レギュラーの劇団ひとりが茶番行為した為、急遽休止となった。 | 生田竜聖 （フジテレビアナウンサー）                                         |
| 2012.4.6 - 9.14        | 行列のまったく できない 人生相談所                                      | 視聴者やゲストから寄せられた悩みを独特の観点を持つ3人の先生から様々な人生のお悩み解決をするコーナー。レギュラー先生役は、坂上忍・岩井志麻子・金曜レギュラー陣は、初回（2012年4月6日）は日村勇紀（バナナマン）が選出されたが、翌週（2012年4月13日）から草彅剛（SMAP）が選出されている。 当コーナーはかつて水曜日に放送されていた『あなたのお悩みぶっとばしSHOW』の類似企画で、日本テレビ系列で放送されている法律番組『行列のできる法律相談所』のパロディ企画にあたる。 2012年7月27日放送分は、劇団ひとりが設楽統に『FNS27時間テレビ』内で実施された、相撲対決で劇団が設楽に勝ったという事でメイン司会奪回したかに思えた。ところが、再度の相撲対決で設楽が勝ったため、引き続き、設楽がコーナー司会を担当していた。 2014年4月1日放送開始の後継番組『バイキング』で当コーナーの類似企画が月曜日に放送されている。 | 設楽統 （バナナマン）                                                       |
| 2012.9.21 - 12.7       | 当てたらドボン! シタランキング                                          | タモリチーム（タモリ・関根・ゲスト2名）と草彅チーム（草彅・劇団・日村（バナナマン）・木下（2012年10月5日放送分から）に分かれて、毎回、今話題のテーマの「ベスト10」を発表。ルーレットで決まった指定の順位を当ててしまうと、罰ゲーム（おいしくないけどダイエットに効果的!「苦薄荷茶」（にがはっかちゃ）をチーム全員で飲むことになる。 このコーナーは、2011年1月10日〜9月26日まで毎週月曜日に開催されていた香取慎吾コーナー司会の『気になる人気ランキング 1位じゃあナイン』のコーナーに類似している。12月7日の最終回は個人戦に変更になった。 | 設楽統 （バナナマン）                                                       |
| 2012.9.21 - 28         | 草彅剛の ラブラブSHOW                                                   | 毎回、個性豊かなラブラブカップルがラブラブエピソードを披露し、ラブラブっぷりを見せ付けるので、タモリを含むレギュラー陣とゲストらは、「イライラ度」に応じて「イライラボタン」を押していく。「イライラ度数100」を超えた場合は、デート賞金3万円がラブラブカップルに贈呈される。2012年10月から金曜日新レギュラー木下優樹菜が加わり、同コーナーも『芸のためなら 女房も泣かぬ』に改名する為、わずか2回で終了した。 | 草彅剛 （SMAP）生田竜聖 （フジテレビアナウンサー）                          |
| 2012.10.5 - 26         | 芸のためでも 女房は 泣かぬ!                                             | 毎回、個性豊かなお笑い芸人の妻が登場し、夫への不平・不満を暴露。タモリを含むレギュラー陣とゲストらは、「同情すべき!」と判定されたら、妻にヘソクリ代金が贈呈される。 | 草彅剛 （SMAP）木下優樹菜                                                   |
| 2012.11.2 - 2013.4.19  | 知っているだけで 楽しい人生 これ知っている!? プレゼンター               | 世の中のニュース、アイテム、ヒト、秘密緊急企画を金曜レギュラー芸人（関根、劇団、日村（バナナマン）、設楽（バナナマン、2013年1月18日放送分のみ）が楽しくプレゼンを行い、タモリ、草彅(SMAP)、木下、ゲストの4人が審査員となり、「興味あり」or 「どうでもいい」の札で判定する。 | 生田竜聖 （フジテレビアナウンサー） ↓ 三田友梨佳 （フジテレビアナウンサー） |
| 2012.12.14 - 2013.1.11 | ニセ和尚に 惑わされるな お坊3択                                         | 毎回、個性的な和尚さんをスタジオに招いて、ゲストのお悩みをタモリを含む金曜レギュラー陣（劇団、日村（バナナマン）、木下）で解決するコーナー。尚、偽物の和尚（関根、草彅(SMAP)）が書いた答えをゲストが選ぶと、レギュラー陣が警棒で罰を受けることになる。このコーナーは翌週1月18日から新コーナーを立ち上げるため、僅か4回で終了した。 | 設楽統 （バナナマン）                                                       |
| 2013.1.18 - 7.5        | 見て美味しい とびだせ! 3Dキャラごはん コンテスト                        | ママさんが作った『3Dキャラごはん』を1組ずつ登場してもらい、No.1を決めるコーナー。 審査員は金曜レギュラー陣（関根・劇団・田中（爆笑問題）・木下・鈴木・三田アナウンサー）が務める。審査員ゲストには森崎友紀など、料理研究家が必ず参加している。優勝者には制作費用として、賞金3万円が贈られる。 | タモリ草彅剛 （SMAP）                                                       |
| 2013.4.26 - 6.14       | 脳をくすぐる 英語禁止カラオケ 脳カラ                                    | 名曲の数々の歌詞に含まれている英語の歌詞を即興で和訳し、金曜レギュラー陣とゲストで歌うカラオケゲームコーナー 初回のお題はclassのヒット曲『夏の日の1993』。 タイトル名で流れるBGMはゴールデンボンバーのヒット曲『女々しくてを意識している。 『脳カラ』審査員を担当するのは東進ハイスクールで英語科を担当する安河内哲也先生。 最も正しく和訳して歌えなかったパネラーには「脳を擽って活性化!?『いいとも!特製 ブレインリフレッシャー』で頭を擽られていたが、生放送の途中のどこかで和訳したお題の歌を披露する時間が設けられていた。 くじ引きの際、草彅が『箱の中身を見ながら、引くのはずるい』と抗議した為、2013年6月7日放送分からは特注のボックスでくじ引きが行われていた。 | タモリ三田友梨佳 （フジテレビアナウンサー）                                 |

## 特別企画
| 期間                       | コーナー名                                                                                          | コーナー説明 | コーナー司会 |
| -------------------------- | --------------------------------------------------------------------------------------------------- | --- | --- |
| 13.6.19                    | 2013 FNSタ歌（カ）揺祭                                                                              | タカアンドトシのタカの持ち込み企画で、タカの人脈を駆使して毎年12月の第1週に生放送されている大型音楽番組『FNS歌謡祭』のパロディ企画第2弾を敢行した。 この日のテレフォンショッキングのゲストが田原俊彦ということで、田原の名曲『抱きしめてTONIGHT』を披露。披露前にコーナー司会のタカが相方のトシに一喝し、トシは『トシちゃんっていうから、俺じゃないの!?』ていうボケる一幕も見せた。 | タカ （タカアンドトシ）生田竜聖 （フジテレビアナウンサー）                                                                 |
| 13.6.3                     | 特別企画 AKB48 32ndシングル選抜 総選挙 指原莉乃願掛けルーレット                                     | 月曜日のエンディング特別企画。2013年6月8日に横浜市の日産スタジアムで行われる「AKB48 32ndシングル選抜総選挙」に向けて、順位が書かれたルーレットを回す。中間速報で1位だった月曜レギュラーの指原莉乃（HKT48）がダーツを投げ、1位を指す為の順位を占う。 ルーレットは合計5区画（1位・2位・3位・4位・それ以外）で構成され、指原が命中させたのは「1位」の区画だった。 | タモリ |
| 13.5.27                    | 特別企画 昨日は日本ダービー でもこっちは… オネメンダービー                                          | 横一列に並んだイケメンの中におネエ系イケメン。通称『オネメン』を見抜いていくオネメンコンテストのスピンオフコーナー。 誰がオネメンかをタモリを含む月曜レギュラー陣で馬券に見立てたフリップに数字を記入して決める。 このコーナーは2013年6月3日放送分から『おネエ系イケメンを見分けろ! オネメンダービー』に改め、日替わりコーナーに昇格する。 | 千原ジュニア （千原兄弟）生野陽子 （フジテレビアナウンサー）                                                               |
| 13.5.6                     | ワケあり人間カジノGWSP どこまでがオネメンベガス                                                     | 横一列に並ぶイケメンの中からおネエ系イケメン、通称『オネメン』の人をタモリを含む月曜レギュラー陣とゲストで見抜いていく「ワケあり人間カジノどっちベガス」のスピンオフコーナー第1弾。 | 香取慎吾 （SMAP） |
| 13.5.1                     | GW特別企画 ミラクルヘアコレクション ミラコレ                                                        | 最先端のヘア技術を使ってのヘアスタイルを披露するコーナー。この企画は当初、GW特別企画としてスタートしたが、好評のため、日替わりコーナーに昇格する予定である。 | トシ （タカアンドトシ）生田竜聖 （フジテレビアナウンサー）                                                                 |
| 13.4.30                    | 特別企画 見抜け! おいくら万円 ランキングSP 見抜け! 芸能界ジャイアントオネエ 体重おいくつでんねん?   | ある芸能界の巨体おネエ達の体重を重い順番にランキング予想をしていく「見抜け!おいくら万円ランキング」のスピンオフコーナー第6弾。見事全て当てると「いいとも!特製『タモリ飴』」が会場の観客100名に贈呈される。 | 中居正広 （SMAP）久代萌美 （フジテレビアナウンサー）                                                                       |
| 13.4.16                    | 特別企画 見抜け! おいくら万円 ランキングSP 見抜け! ヤセている女性芸能人 体重おいくつでんねん!?      | ある痩せている女性芸能人の体型を見て、体重が何kgかを見抜いて予測する「見抜け!おいくら万円ランキング」のスピンオフコーナー第5弾。見事全て当てると「いいとも!特製『タモリ飴』」が会場の観客100名に贈呈される。 | 中居正広 （SMAP）竹内友佳 （フジテレビアナウンサー） （司会代行）                                                          |
| 13.4.2                     | 春休み特別企画 見抜け! おいくら万円 ランキングSP 子だくさん大家族 お子さん 何人おるねん? ランキング | ある子だくさん大家族の夫婦を見て、何人の子どもがいるのかを予測する「見抜け!おいくら万円ランキング」のスピンオフコーナー第4弾。見事当てると「いいとも!特製『タモリ飴』」が会場の観客100名に贈呈される。 | 中居正広 （SMAP）久代萌美 （フジテレビアナウンサー）                                                                       |
| 13.4.2                     | 春休み特別企画 おネエVSハライチ澤部 夢の炊き込みご飯 夢炊き屋                                       | 自称・炊き込みご飯をこよなく愛する火曜レギュラーのハライチ澤部とゲストのおネエタレントが簡単で美味しい『アイデア炊き込みご飯』を各自放送前に作り、どちらが作ったかはわからない状態で審査員（タモリを含む火曜レギュラー陣とゲストらが食べて審査する。 | タモリ （タイトルコールのみ）久代萌美 （フジテレビアナウンサー）                                                           |
| 13.3.22 - 4.5              | 春休み特別企画 春の そっくりさん カーニバル                                                         | 有名人にそっくりだという人をスタジオアルタに招き、観客に披露するコーナー。見事『そっくり』の札が一つでも挙がると、「いいとも!特製『そっくりさんミラー』」を、そして『そっくり』の札が全て挙がると豪華賞品が贈与される。 | 関根勤 |
| 13.3.21 - 4.4              | 春休み特別企画 小学生なのに ○○すぎるコンテスト                                                      | 春休みという事で、全国各地の小学生をスタジオアルタに招いて、自分のギャップやパフォーマンスを披露するコーナー。審査員はタモリを含む木曜レギュラー陣とゲストが決め、優勝者には図書券が贈与される。 | 綾部祐二 （ピース） |
| 13.3.20 - 4.3              | 春休み特別企画 芸能人家族 隠し芸大会                                                                | 芸能人の家族が隠し持っていた芸をスタジオアルタで披露し、一番すごい芸を持った家族をタモリを含む水曜レギュラー陣で決めるコーナー。尚、2013年3月27日放送分を以て、本田アナウンサーが卒業し、同年4月から金曜日から異動の生田アナウンサーが加入した。 | トシ （タカアンドトシ）本田朋子 （フジテレビアナウンサー）↓生田竜聖 （フジテレビアナウンサー）                             |
| 13.3.19 - 26               | 特別企画 見抜け! おいくら万円 ランキングSP おデブ芸能人 体重おいくつでんねん!? ランキング           | おデブ芸能人の食生活や特徴をヒントに体重のランキングを予想する「見抜け!おいくら万円ランキング」のスピンオフコーナー第3弾。 2013年3月19日はコーナー司会担当のSMAPの中居が アメリカ合衆国カリフォルニア州サンフランシスコで開催されていた『2013WBC侍ジャパン』の現地取材の為、欠席。司会代行はさまぁ〜ずの三村が担当した。 | 中居正広 （SMAP）三村マサカズ （さまぁ〜ず） （司会代行）竹内友佳 （フジテレビアナウンサー）                               |
| 13.2.5                     | ゲッターズ飯田監修 手相が良くなる?! 開運指体操                                                      | あなたの運気を上げるために希望する手相の線を入れるための動きなど開運秘密テクニックを紹介する特別企画。 | タモリ竹内友佳 （フジテレビアナウンサー）                                                                                  |
| 13.2.1                     | 特別企画 スピリチュアル女子大生 オーラ鑑定                                                          | 2013年1月25日放送分に続き、スピリチュアル女子大生CHIEをスタジオアルタに招いて、芸能人のオーラを鑑定し、本性を暴くコーナーである。 尚、翌週2013年2月8日放送分からバナナマン2人による司会のコーナーを立ち上げるため、臨時日替わりコーナーとしての役目を終えた。 | 設楽統 （バナナマン） |
| 13.1.14                    | 成人の日特別企画 ドキドキアンケート だんだん減らしまSHOW                                            | 成人の観客100人に指定されたテーマ（1問目のテーマ：「大人」、2問目のテーマ：「2013年○○しました」でアンケートを取っていき、最初の人から最後の人まで段々該当人数を減らしていく。結果が100人や0人、前の人と同数や残り人数を続ける事が不可能な人数を出してしまった場合はドボンとなってしまい、大人の苦みあふれる「茹苦茶」（くうくうちゃ）を飲む罰ゲーム。見事全員クリアできた場合は客席全員にが賞品として「いいとも!祝成人!特製紅白まんじゅう」が贈呈される。 | 香取慎吾 （SMAP） |
| 13.1.8                     | 特別企画 見抜け! どんだけヤセたん? ランキング                                                       | あるくくりの人が5人登場し、それぞれの特徴をヒントに年齢をランキング（今回は「ダイエットに成功した男女5人のヤセたキログラムを当てる」）をタモリを含むレギュラー陣とゲストらが予想するクイズコーナー。「見抜け!おいくら万円ランキング」のスピンオフコーナー第2弾。 | 中居正広 （SMAP） 竹内友佳 （フジテレビアナウンサー）                                                                      |
| 12.12.26                   | 特別企画 俺らの音楽                                                                                 | 水曜レギュラーのタカ（タカアンドトシ）が今一番会いたいゲストアーティストと楽曲でコラボレーションをする。今回は、欧陽菲菲が登場し、タカと2人で「ラヴ・イズ・オーヴァー」（1979年）をデュエットした。音楽番組『僕らの音楽』のパロディ企画。 | タカ （タカアンドトシ） |
| 12.12.26                   | 特別企画 ビミョーなクリスマスプレゼント をくれた彼氏はどっちでショー?                               | 微妙なクリスマスプレゼントをもらった女性が登場し、微妙なクリスマスプレゼント披露。2人の男性写真の内、「A」or「B」どちらのプレゼントかをタモリを含むレギュラー陣とゲストらが当てるクイズコーナー。 | タカ （タカアンドトシ）本田朋子 （フジテレビアナウンサー）                                                                 |
| 12.12.19                   | 特別企画 見抜け! おいくつでんねん? ランキング                                                       | あるくくりの人が5人登場し、それぞれの特徴をヒントに年齢をランキング（今回は「アンチエイジングしている女性の年齢を当てる）をタモリを含むレギュラー陣とゲストらが予想するクイズコーナー。「見抜け!おいくら万円ランキング」のスピンオフコーナー第1弾。 | 中居正広 （SMAP） 竹内友佳 （フジテレビアナウンサー）                                                                      |
| 12.12.12                   | 特別企画 2012年12月12日 12時12分12秒ショー                                                          | 100年に一度の貴重な瞬間を祝おうと「2012年12月12日」を記念して「12」にまつわる様々な人達が続々と集まり、コーナー最後には「2012年12月12日12時12分12秒」に出演者・参加者・観客揃って記念写真を取るという特別企画を行った。 | タカ （タカアンドトシ） |
| 12.12.5                    | 2012 FNSタ歌（カ）謡祭                                                                              | タカ（タカアンドトシ）の持ち込み企画でタカ（タカアンドトシ）の人脈を駆使して毎年12月の第1週に生放送されている大型音楽番組『FNS歌謡祭』のパロディ企画を敢行。前半と後半に分けてそれぞれ行い、主に1980年 - 1990年代前半にヒットした曲をゲストアーティスト歌手自身が生歌唱する内容であった。CM前後のジングルなどのは本家のものがそのまま使用された。なお、この日夜には本家『2012 FNS歌謡祭』が生放送された。出演ゲストアーティスト歌手は、1曲目「それが大事」（1991年 / 大事MANブラザーズバンド：立川俊之）、2曲目「You're the Only…」（1992年 / 小野正利）、3曲目「CHA-CHA-CHA」（1986年 / 石井明美）、4曲目「サヨナラ」（1992年 / GAO）、5曲目「大きな玉ねぎの下で 〜はるかなる想い」（1989年 / 爆風スランプ：サンプラザ中野くん、6曲目「愛のメモリー」（1977年 / 松崎しげる）。 | タカ （タカアンドトシ）本田朋子 （フジテレビアナウンサー）                                                                 |
| 2012.11.30                 | 復活!!タモリ・さんまの 日本一の最低男                                                               | 日付のごろ「いい（11月）」「さんま（30日）」の日にちなんで、明石家さんまがスペシャルゲストとして、3年振りにスタジオアルタに登場、「復活!!タモリ・さんまの日本一の最低男」のトークコーナーがさんまの『いいとも!』レギュラー卒業から17年振りに復活した。 さんまは、オープニング明けからすぐ日替わりコーナー「知ってるだけで楽しい人生!コレ知ってる!?プレゼンター」に金曜レギュラーの関根勤のプレゼンテーションで、「話題のヒト」で「しゃべり出したら止まらないアノ芸人が来てしまった!」として登場。その後は「テレフォンショッキング」のトークコーナーを挟み、久々のタモリ・さんまの2人のトークコーナーが25分間続き、トークコーナー終盤には、金曜日レギュラー陣も登場。さんまは「テレフォンショッキング」の15分間を除く43分間全てに出演した。 | |
| 12.11.12                   | 特別企画 今日一番ラッキーな人は誰!? ゲッターズ3択                                                   | 「特別企画」。今一番当たる占い師：ゲッターズ飯田が今日一番ラッキーな人が分かる3択占い（A・B・C）を事前に作成し、タモリを含む月曜レギュラー陣がどれかを選ぶ。 | タモリ生野陽子 （フジテレビアナウンサー）                                                                                  |
| 12.10.29                   | 特別企画 夢の課外授業 芸術の秋スペシャル                                                            | 「特別企画」。特別ゲスト講師が来て課外授業をするという特別コーナー。講師には指揮者の和田一樹。今回の授業テーマは「初心者でも指揮者になれる方法」。タモリを含むレギュラー陣らが実際にオーケストラの前で指揮者を1人ずつ行った。 | 香取慎吾 （SMAP） |
| 12.9.17                    | 敬老の日特別企画 勝ち抜きウルトラソウル選手権                                                       | 自分のワイルド な体験や特徴をした人が登場するので、挑戦者全員がB'zの『ultra soul』の曲に乗せて 特技を披露する。 | 千原ジュニア鈴木福 |
| 12.8.16                    | 夏休み特別企画 怪談自慢コンテスト                                                                   | 「夏休み特別企画」。芸能界屈指の怪談自慢の方々（森久美子・島田秀平・桜金造）に登場してもらい、珠玉の怪談を話して頂く。誰が一番、もっとも怖かった怪談話をしたのかをタモリを含むレギュラー陣とゲストらが選ぶ。 | 三田友梨佳 （フジテレビアナウンサー）                                                                                      |
| 12.7.30                    | 夏休み特別企画 武井壮チャレンジ!                                                                    | 「夏休み特別企画」。筋肉超人・武井壮（陸上十種元日本王者）が番組生放送中に誰もが成し遂げたことのない大記録・伝説を作る。 | 香取慎吾（SMAP） |
| 12.7.23 - 27               | FNS27時間テレビ 大反省会                                                                            | 「あの時実は…」と題して、前日に無事に放送を終えた『FNS27時間テレビ 笑っていいとも!真夏の超団結特大号!!徹夜でがんばっちゃってもいいかな?』の裏側をタモリを含むレギュラー陣らがフリップに書いて紹介する。コーナー司会は月曜日のみ千原ジュニアが担当したが、火曜日以降はタモリに変更された。 木曜日は「FNS27時間テレビ 謝罪会見」と題して、レギュラー陣が『FNS27時間テレビ』で起こった出来事を1人ずつ謝罪した。 | 千原ジュニア（千原兄弟） ↓タモリ                                                                                           |
| 12.7.16 - 20               | FNS27時間テレビ直前! レギュラー陣はココが気になっている〜!                                          | 番組エンディング部分にて『FNS27時間テレビ 笑っていいとも!真夏の超団結特大号!!徹夜でがんばっちゃってもいいかな?』まであと1週間という事で、タモリを含むレギュラー陣らが気になっていることをフリップに書いて紹介する。 この週は、毎週エンディング部分にて行われているコーナー『曜日対抗いいともCUP』は休止となった。 | 生野陽子（月曜日）竹内友佳（火曜日）本田朋子（水曜日）三田友梨佳（木曜日）生田竜聖（金曜日）（全員フジテレビアナウンサー） |
| 12.7.5                     | 授かり婚カップル限定! 生でいいとも!ウェディング                                                     | めでたく子供を授かったが、結婚式を挙げられない素人カップルのために、生放送で番組史上初の結婚式をタモリを含む木曜レギュラー陣とゲストらでお祝いを行う。「テレフォンショッキング」と「曜日対抗いいともCUP」のコーナーを除いて全編で行われる特別企画。タモリを除いて、木曜レギュラー陣とゲストらの衣裳は、正装な格好で出演する。結婚式の流れとしては、新郎妊婦入場から始まり、新郎妊婦入場のプロフィール紹介 → 乾杯の挨拶（タモリが担当） → ケーキ入刀 → 祝辞（出演者の中からクジで1人選考） → 余興（歌のプレゼントは出演者の中からクジで1人選考され、採点機能付きのカラオケで「てんとう虫のサンバ」を熱唱、ものまねのプレゼントはクジで2人選考され披露） → 指輪のプレゼント（ペアで総額20万円相当を番組からプレゼント） → プロポーズ → 誓いのキス → 両親からのお手紙 → 客席へ背を向けて妊婦がブーケ・トス → タモリが妊婦へ安産祈願 → エンディングでは番組から「高級ベビーカー」と「おむつ1年分」がプレゼント → 最後にタモリが新郎妊婦入場へ「末永く一緒にいてくれるかな?」に対して、新郎妊婦入場に「いいとも!」とコールをしてもらうといった本格的な結婚式となる。また、最前列に置かれた特等席のソファで新郎妊婦が「テレフォンショッキング」のコーナーを客席で観覧できる特典が与えられた。当コーナーは今後も不定期で行われる予定。 | 福原直英三田友梨佳 （共にフジテレビアナウンサー）                                                                          |
| 12.7.16                    | 海の日特別企画 スギちゃんプレゼンツ 「ワイルドだぜぇ!!」選手権                                      | 海の日特別企画。自分のワイルドな体験や特徴をした人が登場するので、ワイルドナンバー1を決める特別企画。また、スギちゃんにネタにしてもらう。優勝者には賞金3万円が贈呈される。 | 千原ジュニア（千原兄弟）鈴木福                                                                                             |
| 12.6.4                     | 特別企画 AKB48 27thシングル選抜総選挙 指原莉乃願掛けルーレット                                      | 月曜日エンディング特別企画。2012年6月6日に行われる「AKB48 27thシングル選抜総選挙」に向けて、順位が書いたルーレットを回して、月曜レギュラーの指原莉乃（AKB48）がダーツを投げ、1位を指すために順位を占う。ルーレットは合計30区画あり、内4区画が1位、2〜10位各1区画、11〜64位が計17区画というもの（一部の区間を指原自身が1位のシールで上から貼り直した。）であったが、指原が命中したのは「6位」の区画だった。 | タモリ |
| 12.5.3                     | GW特別企画 自分の欠点 言いまSHOW!                                                                   | ゴールデンウィーク特別企画。木曜レギュラー陣の結束を高めるため、段々膨らんでいく大型風船を1人ずつ交代で持ちながら自分の欠点や直したい事を告白していく特別企画。本音かどうかはコーナー司会のタモリが○×の札で判断する。 | タモリ |
| 12.5.1                     | GW特別企画 見抜け! おいくら万円 ランキング                                                          | ゴールデンウィーク特別企画。あるくくりの人やモノが5つ登場し、それぞれの特徴をヒントに値段やギャラのランキングをタモリを含むレギュラー陣とゲストらが予想するクイズコーナー。このコーナーは当初ゴールデンウイーク企画としてスタートしたが、好評だった為、2012年5月8日放送分から正式に日替わりのレギュラーコーナーに昇格した。 | 中居正広 （SMAP） 竹内友佳（フジテレビアナウンサー）                                                                       |
| 12.4.30                    | GW特別企画 僕の答えにあわせて!! 福くん定番ショー                                                    | ゴールデンウィーク特別企画。あるお題に対して、ホリデーレギュラーの鈴木福か回答者となり、タモリを含むレギュラー陣とゲストらが解答者となり、鈴木福の定番として考えていることを当てるクイズコーナー。 | 香取慎吾（SMAP） |
| 12.4.30                    | GW特別企画 スギちゃんプレゼンツ 「ワイルドだぜぇ!!」選手権                                          | ゴールデンウィーク特別企画。自分のワイルドな体験や特徴をした人が登場するので、ワイルドナンバー1を決める特別企画。また、スギちゃんにネタにしてもらう。優勝者には賞金3万円が贈呈される。 | 千原ジュニア鈴木福 |
| 12.3.27                    | 春休み特別企画 一流マジシャン直伝! 手品のトリックを見破れるか!?                                     | 春休み特別企画。「魅惑のおネエ系マジシャン」からくりどーるをゲストに招き入れ、一流のマジックのタネ明かしをタモリを含むレギュラー陣は見抜けるのか。また、マジックのタネ明かしもしてもらう。 | タモリ |
| 12.1.9                     | 新春特別企画 お正月ナニしてた?                                                                      | 月曜レギュラー陣の正月の様子を写真で1人ずつ紹介し、エピソードを披露して頂く。 | タモリ |
| 12.1.5                     | 新春特別企画 クイズ王を倒して お年玉をゲットせよ!                                                   | クイズ王チーム（水野文也・田中健一・大美賀祐貴）と芸能人・ご本人チーム（レギュラー陣・ゲスト）に分かれてクイズで対決し、芸能人・ご本人チームが1問でも正解できればお年玉獲得ができる。 | タモリ高橋真麻（フジテレビアナウンサー）                                                                                   |
| 11.11.30、12.1.25 -        | 特別企画 友だち5、6人! ジュニアのジュニスポ!                                                        | 千原ジュニアが「気になるお友達」を紹介するという特別企画。 | 千原ジュニア |
| 11.9.30                    | 特別企画 目指せ! 秋の達筆王                                                                         | 秋の達筆王を決定する本日限りの特別企画。お題は「私の弱点」。タモリを含む金曜レギュラー陣とゲストらが書を書き、最初に名前を伏せた状態で作品だけを発表し、書道家の森大衛が最下位から1位まで順番に順位を付ける。審査結果、萬田久子の書が選ばれた。 | タモリ森大衛（書道家） |
| 11.9.29                    | 特別企画 第1回産地の食べ方 勝手にNO.1決定戦                                                         | 今まで登場した「産地の人だけが知っている美味しい食べ方」の中でどれが一番美味しいかを勝ち抜き戦で、タモリを含む木曜レギュラー陣とゲストらが決める特別企画。 | タモリ佐々木希 |
| 11.9.28                    | 特別企画 あの頃のダメ写真王                                                                         | 先週（2011年9月21日放送分）の「来週水曜日の「いいとも!テレビ欄」を考える!」のコーナーの中岡創一（ロッチ）の案から生まれた本日限りの特別企画。水曜レギュラー陣の一番イケてなかった写真、ダメだった頃の昔の写真を1名ずつその写真のエピソードを添えて紹介し、「ダメ写真王NO.1」を決定する。タモリの審査結果、中岡創一（ロッチ）の写真が優勝し、粗品（写真がプリントされた飾り皿）がプレゼントされた。 | タモリ阿部知代（フジテレビアナウンサー）                                                                                   |
| 11.9.21                    | 特別企画 ゼゼゼのZ級 グルメのコーナー                                                               | 先週（2011年9月14日放送分）の「来週水曜日の「いいとも!テレビ欄」を考える!」のコーナーのタモリの案から生まれた本日限りの特別企画。美味しそうには見えないけれども、実は逆にウマい「Z級グルメ」を水曜レギュラー陣とゲストらが紹介。審査委員長のタモリがボタン（満点10Z）で判定をする。 | タモリ田中裕二（爆笑問題）                                                                                                 |
| 11.9.14                    | 特別企画 OL昼休み来て大声でグチ のコーナー                                                          | 先週（2011年9月7日放送分）の「来週水曜日の「いいとも!テレビ欄」を考える!」のコーナーのタモリの案から生まれた本日限りの特別企画。不平不満を抱える新宿の会社員OL達がスタジオアルタへ来て、大声で「グチ」を叫んで頂くコーナー。 | タモリ阿部知代（フジテレビアナウンサー）                                                                                   |
| 11.8.31                    | 特別企画 夏の思い出 絵日記王!                                                                       | 先週（2011年8月24日放送分）の「来週水曜日の「いいとも!テレビ欄」を考える!」のコーナーのタモリの案から生まれた本日限りの特別企画。水曜レギュラー陣が書いた絵日記を順番に1人ずつエピソードを沿えて紹介し、水曜レギュラー陣が書いた絵日記の中から最も優秀な絵日記をゲストのSHELLYが選ぶ。最優秀作品に選ばれたコカドケンタロウ（ロッチ）にはタモリから最高級スイカが粗品としてプレゼントされた。 | タモリ生野陽子 （フジテレビアナウンサー）                                                                                  |
| 11.7.14                    | 特別企画 佐々木希プロデュース 又吉夢の変身!?                                                        | ちょっと地味でイケメンのイメージがなくなった木曜レギュラーの又吉直樹（ピース）を佐々木希が全力で全身コーディネートし、オシャレに大変身させる特別企画。 | 綾部祐二（ピース） |
| 11.6.30                    | 特別企画 ジュニアに挑戦! 写真王リベンジ                                                             | 先週（2011年6月20日 - 24日放送分）の「曜日横断企画 レギュラNO.1決定戦 写真王」で見事「写真王」になった木曜レギュラーの千原ジュニアともう1度、写真対決を行う特別企画。「癒やしのひととき」をテーマに写真作品を発表する。1人ずつ写真が紹介され、それぞれのエピソードを聞く。最終的に一番良かった写真をタモリが決定する。この回は、佐々木希の写真が「写真王」に選ばれ、一番ダメな写真は又吉直樹（ピース）に選ばれた。 | タモリ |
| 11.6.29                    | 特別企画 いいとも!愛NO.1決定戦                                                                      | 先週（2011年6月22日放送分）の『来週水曜日の「いいとも!テレビ欄」を考える!』の日替わりコーナーの中で選ばれたロッチの中岡創一が書いたことが実施された特別企画。『森田一義アワー 笑っていいとも!』を最も愛している視聴者をタモリを含むレギュラー陣らが決める。選ばれた1名には記念にタモリと記念撮影がされた。 | 中岡創一（ロッチ） |
| 11.5.19                    | 特別企画 ガつっとイメチェン!? 又吉の希ちゃんとのデートへの道                                        | ちょっと地味でイケメンのイメージがなくなった木曜レギュラーの又吉直樹（ピース）を佐々木希が全力で全身コーディネートし、オシャレに大変身させる特別企画。 | 綾部祐二（ピース） |
| 11.3.25                    | 関根プレゼンツ この一年ベストそっくりさんがやって来る! ヤァ!ヤァ!ヤァ!                              | 金曜レギュラーの関根勤の持ち込み企画であり、昨年度1年間に登場した「そっくりさんカーニバル」のベストセレクションを紹介する特別企画。 | 関根勤 |
| 11.3.11                    | 中田プレゼンツ 今注目の瞬間ウンチク王がやって来る! ヤァ!ヤァ!ヤァ!                                  | 金曜レギュラーの中田敦彦（オリエンタルラジオ）の持ち込み企画であり、今話題の「瞬間うんちく王」に登場してもらい、ある物のうんちくを紹介して頂く特別企画。 | 中田敦彦 （オリエンタルラジオ）                                                                                            |
| 11.3.4                     | 日本で今最も売れている 世界の歌姫アヴリルがやって来る! ヤァ!ヤァ!ヤァ!                              | 金曜レギュラーのベッキーの持ち込み企画であり、日本に緊急来日しているアヴリル・ラヴィーンがスペシャルゲストとして登場。タモリを含む金曜レギュラー陣は日本の流行をアヴリルに教える特別企画。 | ベッキー |
| 11.3.3                     | ひなまつり特別企画 のぞみ姫を起こそう!                                                              | 10.10.7 - 10.21まで放送されていた『のぞみを叶えて! 眠り姫と7人の芸人』をリニューアルさせたコーナー。白雪姫の七人の小人のような衣装を着た木曜レギュラー陣の芸人達が、1人ずつ芸を披露する（使用されているBGMは白雪姫からHeigh Ho(ハイホー)）。一巡しても眠り姫（佐々木希）が目覚めない場合は終了となる。 | 福田充徳 （チュートリアル）                                                                                                |
| 11.2.18                    | ベッキープレゼンツ 野菜に恋した男がやって来る!ヤァ!ヤァ!ヤァ!                                       | 金曜レギュラーのベッキーの持ち込み企画であり、今話題の野菜を美味しく食べる方法を教えてくれるプロ・内田悟が登場し、野菜の保存方法や選び方、食べ方について教えて頂く特別企画。 | ベッキー |
| 11.2.11                    | 草彅プレゼンツ スーパー小学生がやって来る!ヤァ!ヤァ!ヤァ!                                           | 金曜レギュラーの草彅剛の持ち込み企画であり、CMで話題のスーパー小学生に登場してもらい、ランドセル姿でブレイクダンスを披露してもらう特別企画。 | 草彅剛 （SMAP） |
| 11.2.4                     | ベッキープレゼンツ いま話題のシンガーソングライター芸人がやって来る!ヤァ!ヤァ!ヤァ!                 | 金曜レギュラーのベッキーの持ち込み企画であり、今度ブレイク必至というシンガー・ソングライター芸人を紹介する特別企画。 | ベッキー |
| 11.1.14                    | 中田プレゼンツ たった1秒でハートをつかむ イメージコンサルタントがやって来る!ヤァ!ヤァ!ヤァ!         | 金曜レギュラーの中田敦彦（オリエンタルラジオ）の持ち込み企画であり、イメージコンサルタントの女性の方に登場してもらい、タモリを含む金曜レギュラー陣をイメージコンサルタントして頂く。 | 中田敦彦 （オリエンタルラジオ）                                                                                            |
| 11.1.11                    | 今日だけ特別企画!! お正月何してた?                                                                  | 火曜レギュラー陣のお正月の過ごし方の様子を1名ずつ各自撮ってきた写真を見てエピソードなどを紹介する。 | タモリ |
| 11.1.7                     | 藤森プレゼンツ スゴ技かるた女子高生がやって来る!ヤァ!ヤァ!ヤァ!                                     | 金曜レギュラーの藤森慎吾（オリエンタルラジオ）の持ち込み企画であり、今話題の天才女子高生に登場してもらい、かるた日本一のスゴ技をタモリを含む金曜レギュラー陣が実際にかるた対決を行う。 | 藤森慎吾 （オリエンタルラジオ）                                                                                            |
| 10.12.3                    | ベッキープレゼンツ 国民的美魔女グランプリがやってきた                                               | 金曜レギュラーのベッキーの持ち込み企画であり、気になる人を紹介する特別企画。第1回国民的美魔女コンテストに優勝した草間淑江（41歳・ビューティーセラピスト）が登場し、簡単な美容法（ツボ・運動）を紹介・指導し、タモリを含む金曜レギュラー陣が実践する。 | ベッキー |
| 10.11.26                   | 中田プレゼンツ 今話題のiPadマジシャンがやってきた                                                   | 金曜レギュラーの中田敦彦（オリエンタルラジオ）の持ち込み企画であり、iPadを使ったマジックの動画がYouTubeに於いて1日で260万回を超える再生回数の世界一となった通称：サラリーマジシャンの内田伸哉に登場しもらい自前のマジックを披露してもらう。 | 中田敦彦 （オリエンタルラジオ）                                                                                            |
| 10.11.19                   | 藤森プレゼンツ ジミ男若林改造                                                                       | 金曜レギュラーの藤森慎吾（オリエンタルラジオ）の持ち込み企画であり、地味と言われる若林正恭（オードリー）が藤森のコーディネイトの衣装を着て登場。それがカッコイイと思うかどうかを観客がスイッチを押して判定をする。 | 藤森慎吾 （オリエンタルラジオ）                                                                                            |
| 10.11.12                   | ベッキープレゼンツ こまり顔モデルがやってきた                                                       | 金曜レギュラーのベッキーの持ち込み企画であり、気になる人を紹介する特別企画。女性に超人気である「困り顔」モデルのAMOをゲストにプロフィールなどを紹介した。 | ベッキー |
| 10.5.3、9.20               | 特別企画 ゲストvsレギュラーで なりきり川柳ベスト10                                                  | レギュラーチームとゲストチームに分かれて、テーマの女性の気持ちになりきってお題のテーマにまつわる川柳を作る。それを、審査員である川柳作家（やすみりえ）が、読み手を伏せたまま川柳のみを評価し、ベスト10が選ばれる。最下位を出したチームは罰ゲームとして「甘ずっぱジュース」（実際には甘さはない）を飲まなければならない。川柳を読み上げるのは椿原慶子アナウンサーが担当。 | タモリ |
| 10.7.26 - 8.30             | 夏休み特別企画 ウチの部活の 人気者ブカプリ                                                          | 中学・高校の部活の男子部員の王子（プリンス）が推薦者の紹介で毎回4組前後が登場し、タモリを含むレギュラー陣は"ブカプリ"の称号にふさわしい人を選ぶ。出場者にはプリンスプーン&プリンが、称号に選ばれたブカプリにはいわき湯本温泉 スパリゾート・ハワイアンズ招待券が贈呈される。コーナータイトル名は以前、2010年8月2日放送分までは「ウチの部活の王子様 ブカプリ」であった。2010年8月16日ではエントリーしたブカプリを紹介した付添いの男の子が選ばれた。 | ロンドンブーツ1号2号↓ 田村淳劇団ひとり↓ 田村淳                                                                             |
| 10.6.25                    | マイケル・ジャクソン1周忌特別企画 マイケルが認めたダンサーにムーンウォークを習おう                  | マイケル・ジャクソンが認めた日本人ダンサーであるケント・モリに登場してもらい、実際にムーンウォークを披露してもらい、その後に実際にムーンウォークを教わる。 | 草彅剛 （SMAP） |
| 春・夏・冬休みの時期に実施 | 春・夏・冬の そっくりさんカーニバル                                                                 | 芸能人や有名人等に顔が似ている“そっくりさん”がスタジオに登場して、似ているかどうかを「そっくり」or「思い込み」でタモリを含むレギュラー陣とゲストらが札で判定し、全員が『そっくり』の札が出ると旅行券などの豪華な賞品が貰え、一人でも『そっくり』の札を上げる判定人がいて、それ以外が『思い込み』の場合はお菓子や『いいとも!』特製のグッズ、商品券などの賞品が貰える。全員が『思い込み』の札が挙がるとセットのドアが閉まり強制退場させられる。また、推薦者がスタジオに1人から複数登場するとき、コーナー司会者は煽り文句を付け加える。ちなみに、“そっくりさん”がレギュラー陣の誰かに似ている場合、そのレギュラー者の出演日に限り、ズームインする。このコーナーは、春・夏・冬休みのみの時期に実施の特別企画。金曜日 → 火曜日 → 木曜日 → 月曜日 → 金曜日と開催されている。また、2011年の春と夏は全曜日横断企画として開催された。 2012年12月28日放送分では、審査員が全員「思い込み」の札を挙げた場合は、全然ゆるくないゆるキャラ・「メロン熊」に襲われる罰ゲームが実施された。メロン熊に襲われた出場者は0人であったが、メロン熊はコーナー終了直後に登場した。 | 関根勤↓ 大竹一樹（さまぁ〜ず）↓ 徳井義実（チュートリアル）↓ 田村淳（ロンドンブーツ1号2号）↓ 関根勤                         |

## 緊急企画
| 期間           | コーナー名                                                                  | コーナー説明 | コーナー司会                                                                            |
| -------------- | --------------------------------------------------------------------------- | --- | --------------------------------------------------------------------------------------- |
| 13.6.21 - 28   | 緊急企画 英語で言えたら カッコEnglish                                       | 2013年6月14日放送分まで『脳を擽る 英語禁止カラオケ』でコーナー進行していたが、タモリを含む金曜レギュラー陣とゲストで『実際に海外で使えたら、カッコイイ英語』。通称『カッコEnglish』をクイズ形式で学ぶ『脳をくすぐる 英語禁止カラオケ 脳カラ』のスピンオフコーナー。 審査員を務めるのは、東進ハイスクール英語科講師 安河内哲也先生。 | 三田友梨佳 （フジテレビアナウンサー）安河内哲也 （東進ハイスクール英語科講師）          |
| 13.6.20        | 緊急企画 ホクロ・シンデレラ                                                 | この日はフジテレビ系列で毎週木曜日22時枠に放送されている「木曜劇場 『ラスト♡シンデレラ』」が最終回迎える事から、主演の篠原涼子・三浦春馬・藤木直人らをスタジオアルタに招き、ホクロ芸人として人気が高いダックス。宮本によるホクロ鑑定してもらうコーナー。 タイトルコーナー名は「ラスト♡シンデレラ」のパロディ。 | 綾部祐二 （ピース）                                                                     |
| 13.6.17 - 24   | 緊急企画 お昼にいいの!? 林先生の スペシャル 課外授業 いつやるか!? 今でしょ! | テレビのCMでおなじみの東進ハイスクールの林修先生による「これからの世の中に通用するかもしれない」というスペシャルな課外授業をタモリを含む月曜レギュラー陣とオネメンで学ぶコーナー。 このコーナーは緊急企画としてスタートしたが、日替わりコーナーに昇格する予定である。 | 香取慎吾 （SMAP）林修 （東進ハイスクール現代文担当講師）                                |
| 13.5.31 - 6.7  | 緊急企画 すごいなぞなぞを 持っている人SP                                    | 毎週金曜日に開催されている『いないかもしれないけど 会いたい人大募集』でバナナマン(日村)がすごいなぞなぞを持っている人をスタジオアルタに集め、タモリを含む金曜レギュラー陣とゲストで当てるクイズコーナー。 | 設楽統 （バナナマン）三田友梨佳 （フジテレビアナウンサー）                              |
| 13.5.16        | 緊急特別企画 見えすぎちゃう!? スピリチュア芸人 パシンペロンのコーナー。     | 話題のスピリチュア芸人を招き、タモリを含む木曜レギュラー陣とゲストを霊視してもらうコーナー。 その話題となっているスピリチュア芸人とはパシンペロンの早房結香。以前の放送で金曜レギュラーである劇団ひとりの体の悪い所を的中させた事に話題になった。 このコーナーは2013年1月25日と2月1日の金曜日に開催され、設楽統（バナナマン）がコーナー司会を務めた『スピリチュア女子大生 オーラ鑑定』に類似している。 | 倉田大誠 （フジテレビアナウンサー）                                                     |
| 13.3.13        | 緊急提案 タカの 子どもの名前を 考えよう!                                    | この日に待望の第1子となる長男が誕生したタカアンドトシのタカ。タモリを含む水曜レギュラー陣でタカの子どもの名前を考える緊急企画である。 | タモリ （タイトルコールのみ）トシ （タカアンドトシ）本田朋子 （フジテレビアナウンサー） |
| 13.1.30        | 緊急企画 初来日の外国人を だましきれ!                                       | 日本に初めて来日した外国人リッキー・リーにあるお題「クリス松村になりきる」を出して、クリス松村に当てられないようにタモリを含むレギュラー陣らがダマし切りなりきる。なりきりアイテムとして「クリス風ストール」を使用。 | トシ （タカアンドトシ）                                                                 |
| 13.1.25        | 緊急企画 スピリチュア女子大生 オーラ鑑定                                    | スピリチュアル女子大生CHIEが芸能人のオーラを鑑定し、本性を暴くコーナー。 過去の実績で言えば、木曜レギュラーであるベッキーの自宅部屋の間取りや所属事務所のコント大会(30人)の順位を予想し、見事的中させるなど彼女に迷いがないコーナーである。 | 設楽統 （バナナマン）                                                                   |
| 12.12.26       | 緊急企画 栗原類 初体験ショー その後どうなった!?                             | 水曜レギュラーの栗原類が初体験するものはどれかを複数の項目の中からタモリを含む水曜レギュラー陣とゲストらが当てる緊急企画。今回は先週の放送で、今まで体験していない事が多いという栗原類がまだ経験していない事は何かを当てるクイズを行ったが、その時に経験できなかった残りを経験した。 | 本田朋子 （フジテレビアナウンサー）                                                     |
| 12.12.19       | Xmas直前 緊急企画 アルタで 逢いまショー!                                    | インターネット上でお付き合いしているカップルがお互いに盛っていたことを告白して、実際に会うかを決める緊急企画。 | トシ （タカアンドトシ）本田朋子 （フジテレビアナウンサー）                              |
| 12.12.19       | 緊急企画 栗原類 初体験ショー                                                | 水曜レギュラーの栗原類が初体験するものはどれかを複数の項目の中からタモリを含む水曜レギュラー陣とゲストらが当てる緊急企画。 | 本田朋子 （フジテレビアナウンサー）                                                     |
| 12.11.28       | 緊急企画 特大号まであと1か月! 明日できちゃうモノマネ講座                    | 「緊急企画」。『特大号』の放送まであと1か月ということで、モノマネ達人の清水アキラをゲストに招き入れ、モノマネに関する秘密のコツを伝授し、水曜レギュラー陣らが実践する。 | 本田朋子 （フジテレビアナウンサー）                                                     |
| 12.11.21       | 緊急企画 アナタでもできる!? 超常現象の世界                                  | 「緊急企画」。とても不思議な超常現象を川上剛史（導引術師）をゲストに招き入れ、タモリを含む水曜レギュラー陣でマスターをする。 | 本田朋子 （フジテレビアナウンサー）                                                     |
| 12.11.19.26    | 芸術の秋 緊急企画 ちょっと怪しい課外授業                                    | 「緊急企画」。特別ゲスト講師が来て芸術の秋にちなんで課外授業をするという特別コーナー。講師には西岡文彦（多摩芸術大学講師）。 | 香取慎吾 （SMAP）                                                                       |
| 12.10.12       | 緊急企画 霊長類最強 吉田沙保里がやってきた!!                                | オリンピックと世界選手権でレスリング世界大会13連覇中の吉田沙保里がゲストで登場し、各大会のメダルをすべて披露したり、秘密トークを展開したり、金曜レギュラー陣らが、マットに横になり、ひっくり返されないように耐え、吉田に絞められる技の体験を受けたり、手押し相撲対決等を行った。 | 生田竜聖 （フジテレビアナウンサー）                                                     |
| 12.8.13        | 緊急特別企画 オリンピック選手の ココがヤバイ!                               | ロンドンオリンピックをひたすら寝ずにテレビで観ていた大男、陸上十種目がメダリストの裏話を公開する。ゲストは、武井壮（競技元日本代表）。 | 千原ジュニア （千原兄弟）                                                               |
| 12.5.24        | 緊急特別企画 木曜メンバー オシャレ番長 決定戦                               | ムダにおしゃれだと評判の木曜レギュラーメンバーの中で誰が真の「おしゃれ番長」、一番私服が「オシャレ」なのか、スタジオアルタのスタジオ観客100名がガチで判定する抜き打ち緊急企画。1人ずつ当日着用していた私服で順番に登場する。審査の結果、100名中86名の支持を獲得したベッキーが優勝した。 | タモリ三田友梨佳 （フジテレビアナウンサー）                                             |
| 12.4.6 - 5.4   | 緊急企画 DaiGoに 心を操られるな!                                            | メンタリストのDaiGoをスタジオに招いて、超常現象を科学で再現するコーナー。2012年5月4日放送分まで「緊急企画」扱いだった為、翌週5月11日放送分からタイトルを「メンタリストDaiGoに心を操られるな!」に改め、正式に日替わりでのレギュラーコーナーに昇格する。コーナー司会は引き続き生田竜聖アナウンサーが担当する。 | 生田竜聖 （フジテレビアナウンサー）                                                     |
| 12.4.16        | 緊急企画 10人で答えを合わせろ! ミラクル定番ショー                           | 様々なテーマについて、世間の定番だと思う答えを1人ずつフリップに書いて紹介していき、タモリを含むレギュラー陣とゲストら合わせて10人全員の回答を揃う奇跡を目指す。見事10人の回答が揃うことができれば、ご褒美として、「ミシュラン1つ星レストラン 『アンティーカ・トラットリー・ア・ノスタルジーカ』のいいとも!特製ランチ」が試食できる。 このコーナーは以前、毎週月曜日と木曜日に開催されていた香取慎吾（SMAP）（月曜日実施時代）とタモリ（木曜日実施時代）がコーナー司会を務めていた『ザ・定番ショー」に類似している。 | 香取慎吾 （SMAP）                                                                       |
| 12.3.20        | 緊急企画! 一流マジシャン直伝! 手品のトリックを見破れるか!?                  | 本日限りの特別企画。祝日（春分の日）スペシャルという事で、「超魔術世界一決定戦」アジアベスト8のマジシャン「田辺直樹」をゲストに招き入れ、一流のマジックのタネ明かしをタモリを含むレギュラー陣は見抜けるのか。また、マジックのタネ明かしもしてもらう。 | タモリ                                                                                  |
| 12.3.13        | 緊急企画 一流マジシャン VS一流芸能人                                        | 本日限りの特別企画。今話題の一流マジシャン「マグラ」をゲストに招き入れ、一流のマジックのタネ明かしをタモリを含むレギュラー陣は見抜けるのか。また、マジックのタネ明かしもしてもらう。 | タモリ                                                                                  |
| 12.2.22、3.14  | 緊急企画 長沼先生に何でも 聞いてみよう! のコーナー                          | 本日限りの特別企画。今話題の「科学界のインディ・ジョーンズ」長沼毅（広島大学大学院 生物圏科学研究科 准教授）がゲスト講師として登場し、水曜レギュラー陣とゲストらが今、気になっている質問や疑問を長沼先生に解決してもらう緊急企画。 | タモリ                                                                                  |
| 11.12.23       | 緊急企画! 草彅剛のジーンズって素晴らしい!                                   | 本日限りの特別企画。金曜レギュラー陣の草彅剛（SMAP）がタモリを含む金曜レギュラー陣のジーンズを含む全身コーディネートさせ、そのポイントを紹介する。 | 草彅剛 （SMAP）                                                                         |
| 11.10.31       | 緊急企画! タモさん澤選手に コレ聞いてのコーナー!                            | 本日限りの特別企画。月曜レギュラー陣が本日の「テレフォンショッキング」のテレフォンゲスト澤穂希に聞きたい事を発表し、最終的にタモリがルーレットを回し、抽選で選ばれた月曜レギュラー陣は「テレフォンショッキング」のコーナー中のADとして参加し、タモリにその質問を言うように指示する事ができる。選ばれたのは柳原可奈子で、「どんな中学生だったんですか?」に決定した。 | タモリ生野陽子 （フジテレビアナウンサー）                                               |
| 11.9.2         | 緊急企画 女性のハートをつかめてる!? 日本キュンキュン党代表選挙              | タモリを含む金曜レギュラー陣とゲストら解答者が考えた「女性がキュンとするセリフ」を観客の投票で名前を伏せて順位を決める特別企画。1位から最下位まで順番に誰が書いたのかを紹介する。今回のテーマは「女性ファンがキュンとするコンサートのシメの挨拶」。 | ベッキー萬田久子                                                                        |
| 11.7.20        | 緊急企画 世界一のなでしこジャパンに 聞きたいこと!!                          | 見事世界一となった日本女子代表のなでしこジャパン（海堀あゆみ、近賀ゆかり、澤穂希、川澄奈穂美、大野忍）の5名に緊急に生出演して頂き、レギュラー陣がなでしこジャパンに対して聞きたいことを質問し、5名の選手に○ or ×の札で答えていただく。 | タモリ                                                                                  |
| 11.7.4         | 緊急企画 いい田とも朗 マルモデビュー                                        | 2011年6月13日 - 17日放送分の曜日横断企画「『マルモのおきて』出演権争奪 子役No.1決定戦 タリモのおきて」で見事チャンピオンに輝いた、火曜日のチャンピオン浅井広太朗（4歳）が登場し、『マルモのおきて』最終回に出演し、撮影の秘話やエピソードなどを聞き、ドラマシーンとクレジットタイトルシーンをVTR形式にて振り返った。 | タモリ                                                                                  |
| 11.1.24        | 緊急企画! 淳の元カノ出てくれるかなSP                                        | 昨年の『特大号』に登場したロンドンブーツ1号2号の田村淳の高校時代の元彼女が再登場し、淳がお礼が実際にもう一度会って言いたいという願いを叶える企画。 | タモリ                                                                                  |
| 10.12.10       | 緊急関根プレゼンツ レギュラー陣の身内そっくりさんがやってきた               | 金曜レギュラーの関根勤の持ち込み企画であり、金曜レギュラー陣の推薦する芸能人や有名人等に顔が似ている““そっくりさん”が登場し、似ているかどうかを「そっくり」or「勘違い」でタモリを含むレギュラー陣とゲストらが札で判定する特別企画のコーナー | 関根勤                                                                                  |
| 10.11.5        | 関根プレゼンツ緊急企画 筋肉オバケがやってきた!                              | 格闘好きの金曜レギュラーの関根勤の持ち込み企画であり、気になる人を紹介する特別企画。この日のコーナーゲストはK1優勝候補の筋肉オバケ選手であるアリスター・オーフレイム。自慢の筋肉や春日俊彰（オードリー）に蹴りを受けた。 | 関根勤                                                                                  |
| 10.4.23 - 4.30 | 緊急企画 若林のダメ演技改造計画                                             | 演技力のないオードリー若林正恭の演技力アップのための練習するという企画。『増刊号』では過去に金曜日の放送終了後で行われていた企画が緊急企画としてコーナーとなった。タモリは監督役、藤森は助監督役、演技者は他の金曜レギュラー陣が務める。 | タモリ藤森慎吾 （オリエンタルラジオ）                                                   |

## 全曜日横断企画
| 期間                                                    | コーナー名                                                               | コーナー説明 | コーナー司会 |
| ------------------------------------------------------- | ------------------------------------------------------------------------ | --- | --- |
| 13.1.7 - 11                                             | ゲッターズ飯田が占う 2013年運勢ランキング                                | 月曜日から金曜日までの1週間に亘って行われる全曜日横断企画。占い師のゲッターズ飯田が全曜日レギュラー陣の名前・生年月日・手相を総合して鑑定し、2013年の全曜日レギュラー陣の運勢ランキングを1〜30位まで発表する。 | タモリ生野陽子（月曜日） 竹内友佳（火曜日） 本田朋子（水曜日） 三田友梨佳（木曜日） 生田竜聖（金曜日） （以上はすべてフジテレビアナウンサー） |
| 12.4.30 - 5.4                                           | ゴールデンウィーク スペシャル企画                                        | 月曜日から金曜日までの1週間に亘って行われる全曜日横断企画。2012年4月30日から5月4日までの1週間の番組内にまつわるクイズをエンディング部分で発表。クイズに見事正解した1名に「ゴールデンウィーク限定!ゴールデンいいとも!ストラップ」が視聴者へプレゼントされる。 | タモリ |
| 11.7.25 - 7.29、8.29 - 9.2                              | 春・夏・冬休み曜日横断企画 年齢ギャップコンテストSP                      | 月曜日から金曜日までの1週間に亘って行われる全曜日横断企画。見た目と実際の年齢にギャップのある素人に推薦者と一緒に登場してもらい、見た目と年齢にギャップのある人を各曜日ごとにNO.1を決定する。 | 田村淳（月曜日）タカアンドトシ（火曜日）山口智充（水曜日）綾部祐二（木曜日）関根勤（金曜日）                                                  |
| 11.7.18 - 7.22、8.22 - 8.26、12.23、12.1.6、3.26 - 3.30 | 春・夏・冬休み曜日横断企画 そっくりさんカーニバルSP                      | 月曜日から金曜日までの1週間に亘って行われる全曜日横断企画。芸能人や有名人等に顔が似ている“そっくりさん”がスタジオに登場して、似ているかどうかを「そっくり」or「思い込み」でタモリを含むレギュラー陣とゲストらが札で判定するが、全員が『思い込み』の札が挙がるとセットのドアが閉まり強制退場させられる。最後に、退場させられなかったそっくりさんを対象に、再度投票を行い、その日のチャンピオンを決定する。7月22日は、金曜日のチャンピオンが決定した後、グランドチャンピオン大会として、全曜日のチャンピオンが登場し、タモリの判定でグランドチャンピオンを決定した。また、推薦者がスタジオに1人から複数登場するとき、コーナー司会者は煽り文句を付け加える。 | 田村淳（月曜日）タカアンドトシ（火曜日）田中裕二（水曜日）山崎弘也（木曜日）関根勤（金曜日、グランドチャンピオン大会）                        |
| 11.8.15 - 8.19                                          | 春・夏・冬休み曜日横断企画 なりきり川柳王                                | 月曜日から金曜日までの1週間に亘って行われる全曜日横断企画。各曜日レギュラー陣とコーナーゲスト1 - 2人が、テーマの気持ちになりきってお題のテーマにまつわる川柳を作る。それを、審査員である川柳作家（やすみりえ）が、読み手を伏せたまま川柳のみを評価し、ベスト3位から1位、4位から最下位の順番で選ばれ発表される。最下位になった人は、ボツ川柳として紹介され、更に罰ゲームとして「いいとも!特製 甘ずっぱジュース2011夏」（実際には甘さはない）を飲まなければならない。川柳を読み上げるのは各曜日テレフォンアナウンサー。 | タモリ |
| 11.8.8 - 8.12                                           | 夏休み曜日横断企画 イケメン店員NO.1決定戦 イケテンパラダイス             | 月曜日から金曜日までの1週間に亘って行われる全曜日横断企画。お店のイケてる店員「イケテン」と題して、推薦者の元に登場してもらい、イケてる店員決定戦を行い、勝手に日本一を決める。優勝者には金一封獲得でき、翌日にも登場することができる。 タイトル名は『花ざかりの君たちへ〜イケメン☆パラダイス〜2011』をもじったもの。BGMも同番組の主題歌であるAKB48の「フライングゲット」を使用している。 | 田村淳（月曜日）タカアンドトシ（火曜日）山口智充（水曜日）綾部祐二（木曜日）ベッキー（金曜日）                                                |
| 11.8.1 - 8.5                                            | 夏休み曜日横断企画 目指せ!夏の達筆王                                     | 月曜日から金曜日までの1週間に亘って行われる全曜日横断企画。全曜日レギュラー陣27名の中で、テーマ（お題）「夏がくれば思い出す」に関して書道し、全曜日を通して「達筆王」を選ぶ。最初に各曜日レギュラー陣の名前を伏せた状態で作品だけを発表し、書道家の森大衛が最下位から順番に選んでいく。暫定チャンピオンは月曜日は田村淳（ロンドンブーツ1号2号）、火曜日は中居正広（SMAP）、水曜日は太田光（爆笑問題）、木曜日は又吉直樹（ピース）、金曜日は森田一義（タモリ）で、「達筆王」は森田一義（タモリ）に決定した。 | タモリ山口智充（水曜日）綾部祐二（木曜日）関根勤（金曜日、グランドチャンピオン大会）                                                          |
| 11.6.20 - 6.24                                          | 曜日横断企画 レギュラNO.1決定戦 写真王                                   | 月曜日から金曜日までの1週間に亘って行われる全曜日横断企画。全レギュラー陣が「小さな幸せ」をテーマに写真作品を発表する。各曜日で1人ずつ写真が紹介され、それぞれのエピソードを聞く。 各曜日、一番良かった写真をタモリが決定し、最終日の金曜日に有名写真家（「戦場カメラマン」渡部陽一）をゲストに迎え、最も芸術的な「写真王」を決定する。結果、「写真王」は木曜レギュラーの千原ジュニアの写真に決定した。 | タモリ各曜日担当アナウンサー |
| 11.6.13 - 6.17                                          | 曜日横断企画 「マルモのおきて」 出演権争奪 子役NO.1決定戦 タリモのおきて | 月曜日から金曜日までの1週間に亘って行われる全曜日横断企画。演技に自信のある小学生未満の子供に推薦者（母親）と一緒に登場し、演技を披露してもらい、毎日、タモリを含むレギュラー陣が何番の子供が良かったのかを札で判定し、最終的に金曜日に子役NO.1が決定される。優勝特典として、テレビドラマ『マルモのおきて』の出演権が贈呈される。 火曜日のチャンピオン浅井広太朗（4歳）が総合優勝し、芸名「いい田とも朗」として最終話に出演することが決定した（7月3日放送の同ドラマ最終回に実際に出演した）。 | 田村淳（月曜日）タカアンドトシ（火曜日）山口智充（水曜日）綾部祐二（木曜日）関根勤（金曜日）タモリ・高橋真麻（チャンピオン大会）              |
| 11.5.30 - 6.3                                           | 曜日横断企画 イケてる店員 勝手に日本一決定戦 イケテンですね              | 月曜日から金曜日までの1週間に亘って行われる全曜日横断企画。お店のイケてる店員「イケテン」と題して、推薦者の元に登場してもらい、イケてる店員決定戦を行い、勝手に日本一を決める。優勝者には金一封獲得でき、翌日にも登場することができる。 | 田村淳（月曜日）タカアンドトシ（火曜日）山口智充（水曜日）綾部祐二（木曜日）関根勤（金曜日）                                                  |
| 11.5.23 - 5.27                                          | 曜日横断企画 全レギュラーNO.1決定戦! 目指せ!達筆王                       | 月曜日から金曜日までの1週間に亘って行われる全曜日横断企画。タモリと全曜日レギュラー陣27名の中で、テーマ（お題）「初デートの思い出」に関して書道し、全曜日を通して「達筆王」を選ぶ。最初に各曜日レギュラー陣の名前を伏せた状態で作品だけを発表し、書道家の森大衛が最下位から順番に選んでいく。暫定チャンピオンは月曜日は田村淳（ロンドンブーツ1号2号）、火曜日はタカアンドトシ（タカ）、水曜日は山口智充、木曜日は笑福亭鶴瓶、金曜日は萬田久子で、「達筆王」は金曜レギュラーの萬田久子に決定した。 | タモリ |
| 11.3.28 - 4.1                                           | 春休み曜日横断企画 そっくりさんカーニバルSP                              | 月曜日から金曜日までの1週間に亘って行われる全曜日横断企画。芸能人や有名人等に顔が似ている“そっくりさん”がスタジオに登場して、似ているかどうかを「そっくり」or「思い込み」でタモリを含むレギュラー陣とゲストらが札で判定するが、全員が『思い込み』の札が挙がるとセットのドアが閉まり強制退場させられる。最後に、退場させられなかったそっくりさんを対象に、再度投票を行い、その日のチャンピオンを決定する。金曜日のチャンピオンが決定した後、グランドチャンピオン大会として、全曜日のチャンピオンが登場し、タモリの判定でグランドチャンピオンを決定する。また、推薦者がスタジオに1人から複数登場するとき、コーナー司会者は煽り文句を付け加える。            | 田村淳（月曜日）大竹一樹（火曜日）田中裕二（水曜日）チュートリアル（木曜日）関根勤（金曜日、グランドチャンピオン大会）                        |
| 09.7.20 - 7.31                                          | 夏休み特別企画 勝ち抜きプチ芸スターコンテスト                            | 月曜日から金曜日までの1週間に亘って行われた全曜日横断企画。お笑いネタ、モノマネ、有名人のそっくりさんなど面白いプチ芸を持った一般人が披露し、各曜日レギュラー陣が判定をして1勝するごとに賞金2万円がプレゼントされ、1週間を通して5連勝するとグランドチャンピオンに認定され、最高賞金10万円が贈呈されるコーナー。 | タモリ |
| 09.4.6 - 4.17                                           | 曜日横断企画 本日決定! いいとも!全レギュラー32人番付                     | 月曜日から金曜日までの2週間に亘って行われた全曜日横断企画。あるテーマのランキングを全曜日レギュラー陣を通して1人ずつ発表する。ランキングは全曜日レギュラー32人分（1位〜32位）あり、各曜日テレフォンアナウンサーはランキングには含まれない。最終的な結果は金曜日で見ることができる。 | タモリ |
| 94.10.3 - 95.9.28                                       | 勝手にハッピーバースデー!!                                               | 月曜日から金曜日まで約1年間もの長期に亘って行われた全曜日横断企画。放送日と同じ日に生まれた有名人・著名人の一覧と過去の出来事が書かれたボードを各曜日レギュラー陣と司会のタモリが見てゆきながらトークをする。全曜日横断企画にもかかわらず、コーナー終了した1995年9月28日は週の終わりの金曜日ではなく、木曜日である。これは翌日の9月29日が長年金曜レギュラーであった明石家さんまの最終出演日だったため、いいともにおけるタモリとさんまの最後のオープニングトークを重視するためであった。 | タモリ |

### 中止になった全曜日横断企画
全曜日横断企画の中には、開催自体が中止になったものや、途中で開催中止になったものもある。ここではその一例をまとめる。
| 予定期間       | 実際の 実施期間 | コーナー名                                          | コーナー説明 | コーナー司会 |
| -------------- | --------------- | --------------------------------------------------- | --- | ------------ |
| 11.6.6 - 6.10  | 11.6.6 - 6.7    | 曜日横断企画 放送中に探し出せ! ステキな奥様ハンター | 月曜日から金曜日までの1週間に亘って行われる全曜日横断企画。各曜日レギュラー陣1人がハンター役をタモリが抽選で選び、生放送時間中に新宿の街に出て「素敵な奥様」を1人見つけてスタジオアルタのスタジオにエンディングまでに連れて来る。レギュラー陣1名は「「ステキな奥様」探し中!」と書かれたタスキを付けて新宿の街へ出向く。出場してくれた「素敵な奥様」には商品券3万円分が贈呈される。月曜日は田村淳（ロンドンブーツ1号2号）、火曜日は三村マサカズ（さまぁ〜ず）がハンター役となった。1週間を通して行う曜日横断企画の予定であったが、わずか2日で中止となった。 | タモリ       |
| 11.3.14 - 3.18 | 開催中止        | 勝ち抜け! インパクト1年生                           | 月曜日から金曜日までの1週間に亘って行われる予定だったが、中止となった幻の全曜日横断企画。「インパクトのある○○な1年生」に登場してもらい、各曜日レギュラー陣が札でどの「インパクトのある○○な1年生」かを決めるコーナーとして行う予定だった。 2011年3月14日から行われる予定であったが、開催前週の3月11日の放送終了後に東北地方太平洋沖地震（東日本大震災）が発生し、14日から1週間にわたり東日本大震災の報道特別番組（FNNスピーク拡大放送）のため休止となり、一旦延期としていたが、3月21日のレギュラー放送再開を前に正式に中止が決まった。                      | 不明         |

## 曜日対抗いいとも!選手権
『曜日対抗いいとも!選手権』（ようびたいこういいともせんしゅけん）は、1995年10月2日から2010年7月16日まで15年間（約14年9か月）『笑っていいとも!』番組本編にて最後（エンディング）部分に行われた各曜日対抗戦のゲームコーナーである。通称は『いいとも!選手権』『選手権』。コーナー司会は森田一義（タモリ）。

### ルール
- 毎週、様々な種目を各曜日レギュラー陣5〜6人が行い、1週間を通して一番成績の良かったチームが勝利となる。
- 年末の時点で一番勝利数の多かったチームが優勝となり、『特大号』の最後（エンディング）部分で発表され、年間優勝曜日には金一封が贈呈される。
- 競技内容としては、タイム（時間）・数（個数）で競う物が多い。
- 過去にルールの都合から成績ゼロの曜日が出た回やルール違反として失格になった回がある。また、放送時間内に終了しなかった回は『増刊号』で競技終了まで放送されたことがある（時間切れはなくその週の記録には含まれる）。

### コーナーの変遷
- 前身のコーナーは、1990年10月1日から1993年10月1日まで行われていた『爆笑!オールスター・タモリンピック』。同コーナーが放送終了してから2年間は曜日別の日替わりコーナーやゲストの宣伝等の時間に充てられていた。
- その後、荒井昭博がプロデューサーに就任した1995年から『曜日対抗いいとも!選手権』のエンディングコーナーが開始され、実質14年9か月間に及ぶ長寿企画となった。
- しかし、いいとも青年隊が「いいともAD隊」に代わる前後からコーナー自体に陰りが見え始め、清水泰貴がプロデューサーになった2010年7月以降、このような企画は休止状態にあったが、黒木彰一がプロデューサーになった、2011年8月8日より『曜日対抗いいともCUP』のエンディングコーナーが開始され、約1年ぶりにエンディングの帯企画が復活した。

### 関連書籍
- 『森田一義アワー 笑っていいとも! 曜日対抗いいとも選手権!!BESTゲーム集88』（河出書房新社、ISBN 4309265960、2002年10月20日発売）

『曜日対抗いいとも!選手権』のオリジナルユニーク競技を纏めた書籍。

### 優勝記録
| 年度     | 優勝回数   | 優勝曜日チーム   | 各曜日の優勝回数                          |
| -------- | ---------- | ---------------- | ----------------------------------------- |
| 1995年度 | 当時未発表 | 金曜日チーム     | 金曜日・初優勝                            |
| 1996年度 | 当時未発表 | 火曜日チーム     | 火曜日・初優勝                            |
| 1997年度 | 当時未発表 | 月曜日チーム     | 月曜日・初優勝                            |
| 1998年度 | 当時未発表 | 月曜日チーム     | 月曜日・2年連続2回目                      |
| 1999年度 | 当時未発表 | 金曜日チーム     | 金曜日・4年振り2回目                      |
| 2000年度 | 当時未発表 | 金曜日チーム     | 金曜日・2年連続3回目                      |
| 2001年度 | 16回優勝   | 金曜日チーム     | 金曜日・3年連続4回目                      |
| 2002年度 | 20回優勝   | 金曜日チーム     | 金曜日・4年連続5回目                      |
| 2003年度 | 17回優勝   | 水曜日チーム     | 水曜日・初優勝                            |
| 2004年度 | 18回優勝   | 水曜日チーム     | 水曜日・2年連続2回目                      |
| 2005年度 | 17回優勝   | 水曜日チーム     | 水曜日・3年連続3回目                      |
| 2006年度 | 21回優勝   | 月曜日チーム     | 月曜日・8年振り3回目                      |
| 2007年度 | 19回優勝   | 水曜日チーム     | 水曜日・2年振り4回目                      |
| 2008年度 | 16回優勝   | 水・金曜日チーム | 水曜日・2年連続5回目 金曜日・6年振り6回目 |
| 2009年度 | 28回優勝   | 金曜日チーム     | 金曜日・2年連続7回目                      |
| 2010年度 | 12回優勝   | 金曜日チーム     | 金曜日・3年連続8回目 今年最後の優勝       |

なお、木曜日チームは年間優勝経験が1度もない。

## 備考
- 第1回放送の、テレフォンショッキング以外での最初のコーナーは「タモリの世界の料理」。
  - 最終回まで行われた「テレフォンショッキング」は番組初期では最初のコーナーだった。当初からレギュラーコーナーとして行っているのは「テレフォンショッキング」だけである。また、初回から最終回まで31年半続いた唯一のコーナーである。
  - 通常、当日にオーディションを行う視聴者が出演するコーナーを優先するが、日替わりコーナーが2本とも視聴者出演のコーナーだった場合や報道などの事情で事前オーディションに受かって出演予定となっていた視聴者が出演できなかったこともある。対応策として、一部コーナーでは時間切れなどで打ち切ったり、視聴者出演コーナーを『増刊号』で放送したこともある。
- 放送開始当初の火曜日には雑学コーナーが設けられており、村松利史と市川勇が不定期でコーナー司会を務めていた（村松が司会の日は『雑学タモリのおハガキ講座』、市川が司会の日は『タモちゃんのなんでも相談室（→タモリの答えてタモレ!）』）。
- 1984年4月から1987年3月までの火曜日には外国人コーナーが設けられており、デーブ・スペクターやオスマン・サンコンらが週替り（不定期）で出演していた（主なコーナータイトルは『なるほど・だ・（続新）ニッポン』『なるほど・だ・サミット』など）。また、その外国人コーナーには三浦洸一や柳沢慎吾やたこ八郎などがコーナー司会を務めた。
- 1984年10月からスタートした明石家さんまがタモリと共に立ち話するコーナー『日本一のサイテー男』は、テレビ業界で初めて雑談と呼ばれるコーナーとなった。
  - また、タモリが夏休みなどで不在の場合は代理司会も勤め、最多代理司会者として表彰された[68]。また、1995年4月からは遅刻することが多くなり、「スタッフに『真面目にやってください』と言われ激怒した」と言い、1995年9月29日放送分をもって番組を卒業した。
  - 上記の雑談コーナーは2011年4月7日から7月7日まで木曜日のコーナーとして放送されていた。
  - コーナー終了から17年後の2012年11月30日、さんまがゲスト出演した関係で1日だけ復活した。また、2014年3月31日の『笑っていいとも!グランドフィナーレ感謝の特大号』でも復活した。
- 1986年から1990年頃は、1本目の日替わりコーナーが「各曜日レギュラー陣と日替わりコーナーのレギュラー（当時は特定のコーナーにだけ毎週出演する「コーナーレギュラー」が存在した）のみで番組は進行し、司会のタモリが登場しない」コーナーだった（例：水曜日「歌えば楽しパラダイス」 → コーナー司会：所ジョージ、コーナーレギュラー：田中義剛・嘉門達夫）。
- 1991年10月10日から数回放送された日替わりコーナー『タモリ・鶴瓶のFAXは最高!?』にて、コーナーの趣旨はあるテーマを出してそれに対する答えを電話番号を指定してFAXを送ってもらうコーナーであり、ある日視聴者の男性の全裸写真が送られてきたトラブルがあり、すぐにCMへ入ったハプニングがあった。その後、このコーナーは4回という短命で打ち切られた。コーナー司会はタモリと木曜レギュラーの笑福亭鶴瓶。
- 総合司会の森田一義（タモリ）は、年末年始に生放送されている『特大号』では1989年からオープニングの部分のみ、牧師の扮装をしてスタジオアルタの笑いを誘っているが、レギュラー放送の『いいとも!』内のレギュラーコーナーでは、1995年9月28日放送分の「史上最低のイライラ大作戦!!」での罰ゲーム・宙吊り（銀色の宇宙服を模した衣装を着て宙吊りになりながら連想ゲームの出題者になる）を最後にどのコーナーも通常の衣装しか着ていなかったが、2010年10月6日放送分より始まった「ヘンなワケないだろ日本人」より15年ぶりにタモリの『特大号』の「牧師」以外の扮装が復活した。